# Istoria Statelor Unite (1918-1945)
În octombrie 1929, boom-ul economic din 1920 se încheie cu Crahul de pe Wall Street din 1929. Între 1929 și 1932, 2 miliarde dolari din depozite se evaporă. Visul american a devenit un coșmar. Crahul bursier coincide cu începerea Marii Depresiuni. Rata șomajului se ridică la mai mult de un sfert din forța de muncă și încrederea în băncile din SUA se dezintegrează. Pe Marile Câmpii, dificultățile economice sunt agravate de catastrofe naturale. Ani de arat intensiv și seceta severă usucă pământul. Vaste furtuni de praf intuneca cerul in vest. Începându-si mandatul în timpul marii depresiuni, noul președinte Franklin D. Roosevelt începe să schimbe lucrurile. New Deal și proiectele de lucrări publice sunt impuse cu scopul de a salva America de la disperare și sărăcie. Construcția barajului Hoover Dam și Muntelui Rushmore vor reprezenta semnale pentru viitorul indepartat . Cu toate acestea, conflictul mondial este fabricarea berii în Europa, și acesta este adus acasa, la meciul de box simbolic dintre Joe Louis și Max Schmeling.
Este 1939, și în timp ce izbucnește războiul în Europa, America rămâne împotmolită într-o depresiune de 10 ani. Atacul japonez de la Pearl Harbor aduce Americii într-un alt război mondial, schimbarea națiunii de la un continent izolaționist la un actor global - și asigurarea prosperității economice. America lanseaza un efort de război, și ca întotdeauna, mai mare este mai bine. Națiunea foloseste imensele rezerve de producție care au fost inactive timp de 10 ani: fabrici, centrale electrice, cai ferate. Războiul oferă locuri de muncă pentru 7 milioane de șomeri - jumătate femei. În 1944, SUA produce 40 la suta de armament din lume - și a dezvoltat Jeep-ul, radarul și bombsight Norden. Puterea de strategie și proviziile Americii schimba cursul războiului. US Air Force a lansat raiduri de bombardament de pionierat de zi în întreaga Europă ocupată de nazisti cu bombardiere B-17. Sub comanda generalului Dwight Eisenhower, D-Day este un succes uimitor. Și în 1945, războiul din Pacific este adus la final de o nouă invenție tehnologică și militară finala- bomba atomică. O nouă ordine mondială a fost creată - și America a schimbat lumea pentru totdeauna.

## Epoca progresismului

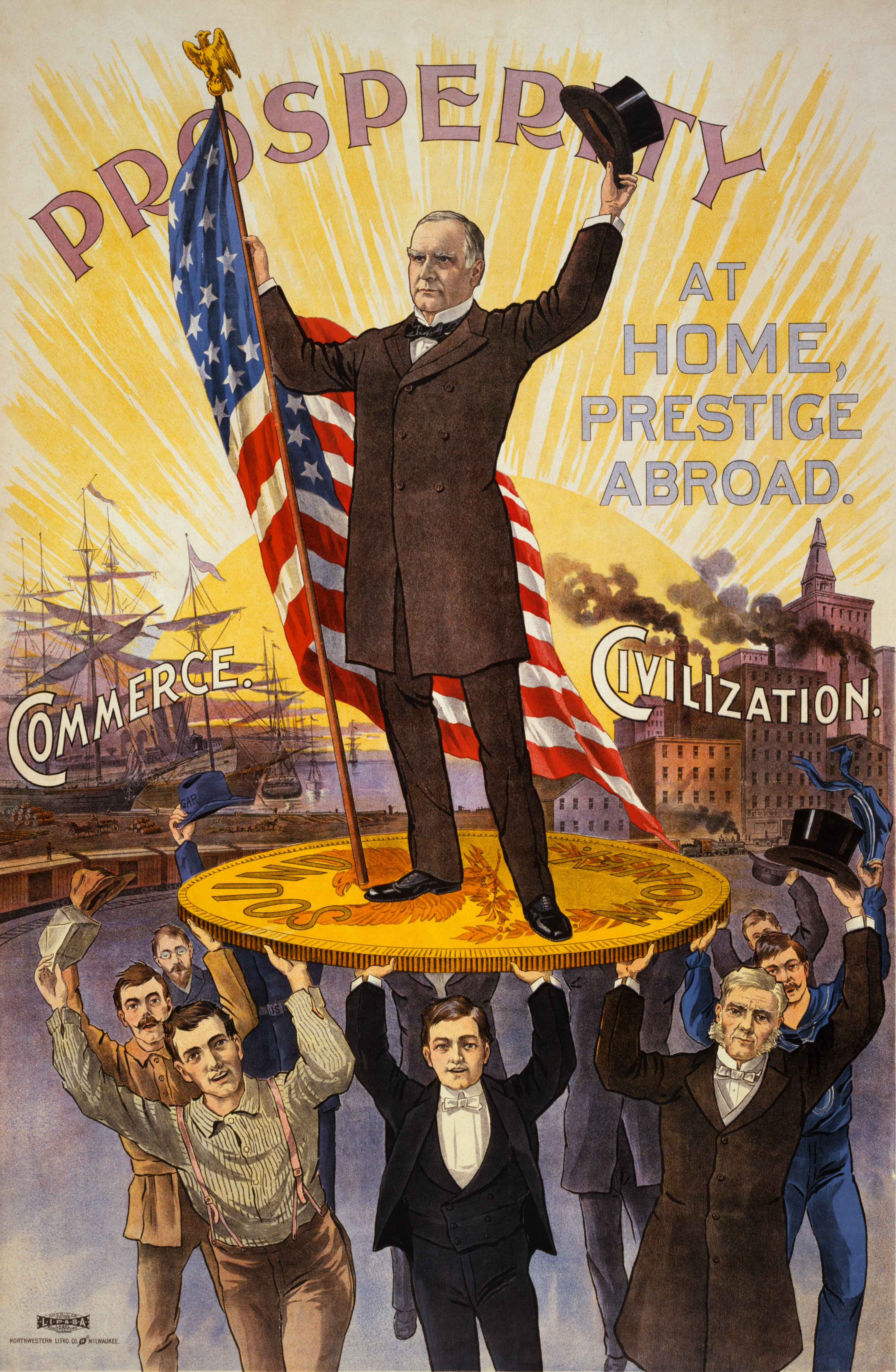
McKinley Prosperity-afiș electoral

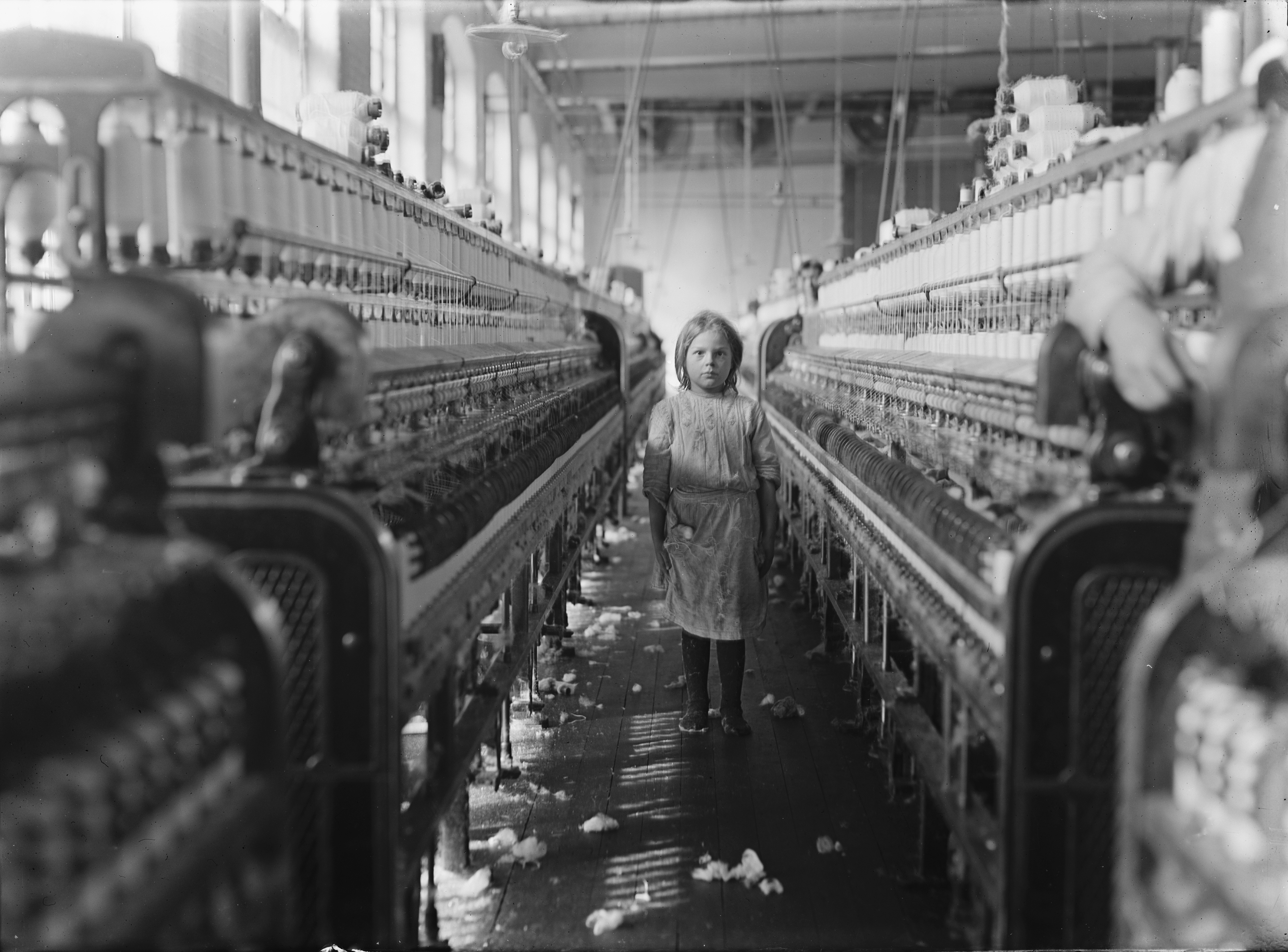
Munca infantilă

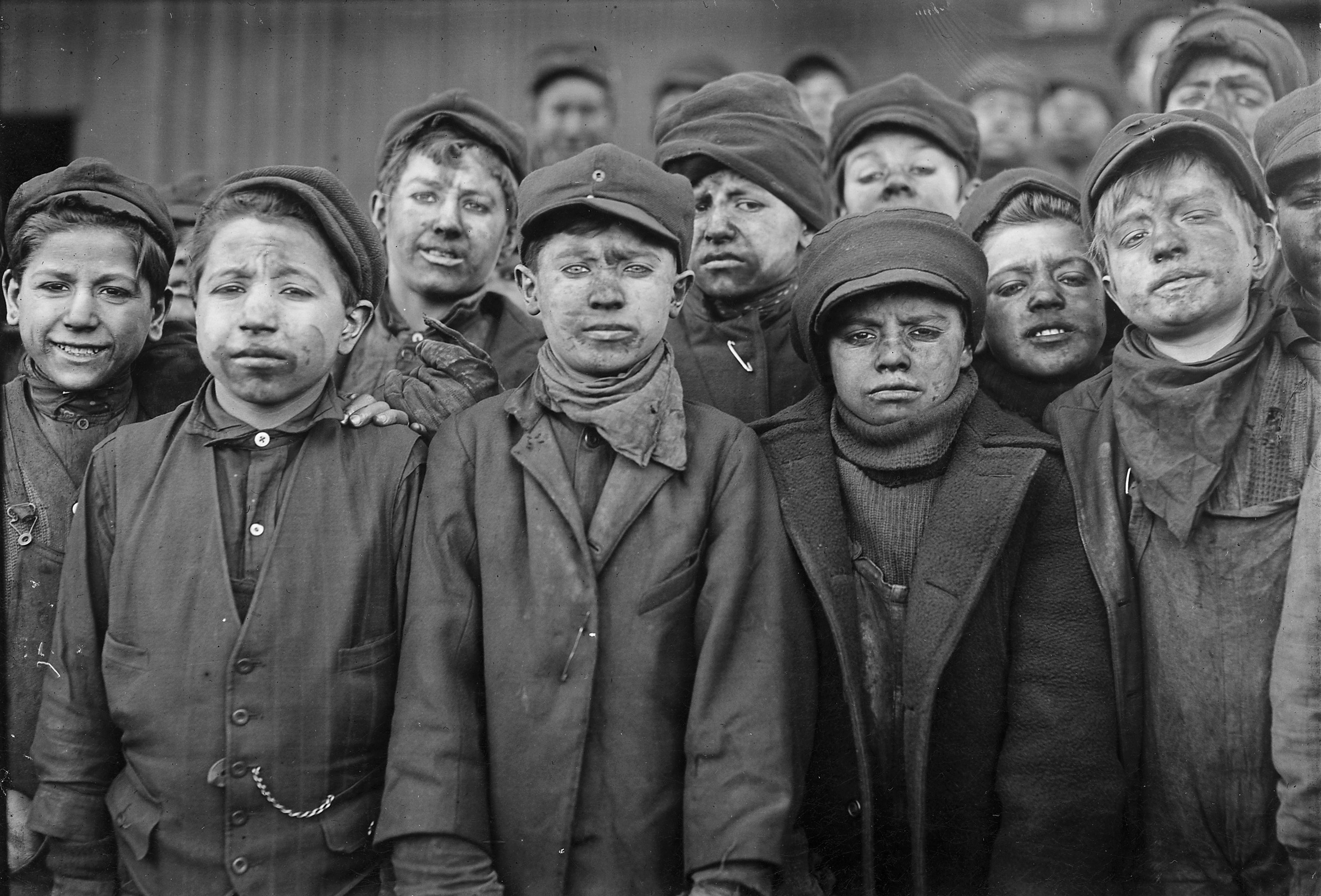
Munca copiilor în industria de cărbuni

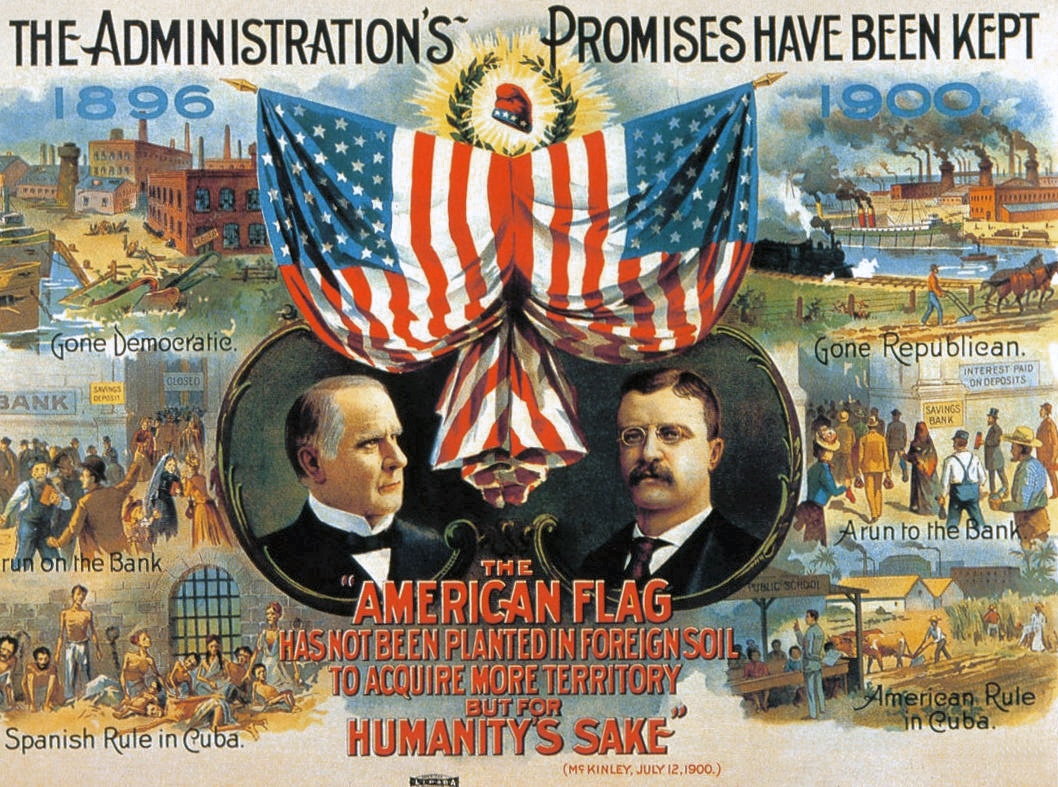
Afiș electoral

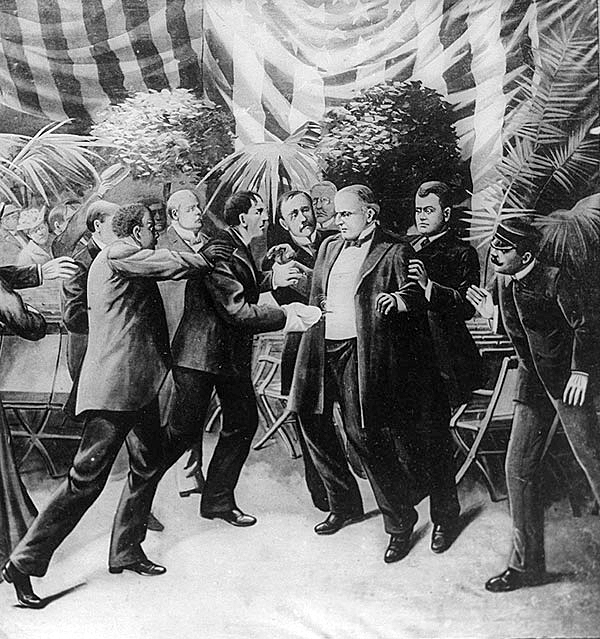
Asasinarea lui McKinley

Un nou spirit a apărut în aceste timpuri, cunoscut ca Progresism, care și-a fǎcut apariția în 1890 și a durat pânǎ în 1920. Alegerile prezidențiale din 1900 au oferit Statelor Unite șansa de a trece de judecata administrației McKinley, în special în privința politicii sale externe. Întâlnindu-se la Philadelphia, republicanii și-au exprimat bucuria în urma succesului înregistrat în razboiul cu Spania, restaurarea prosperitǎții și efortul de a obține noi piețe prin politica ușilor deschise. Alegerile din 1900 au repetat alegerile din 1896 exceptând imperialismul adǎugat (Hawaii a fost anexat în 1898).
William Jennings Bryan a adoptat politica anti-imperialistǎ în favoarea retoricii sale neobosite, învins în fața pacii, prosperității și optimismului național. Președintele William McKinley s-a bucurat de o mare popularitate la începutul celui de-al doilea mandat. Dar mandatul a fost scurt. În septembrie 1901, la o expozitie din Buffalo, New York, McKinley a fost asasinat prin împușcare de un anarhist. A fost al treilea președinte asasinat, de la terminarea Rǎzboiului Civil. Vice-președintele Theodore Roosevelt și-a asumat președinția.
Corupția era o problemă majoră, pe care reformatorii sperau sǎ o rezolve prin reforme în serviciul public la nivel național, de stat și local, înlocuind uzații politici cu profesioniști, prin Actul de reformă al Funcției Publice (sau Pendleton Act) semnat în 1883, care a plasat majoritatea angajaților federali pe sistemul de merit și a marcat sfârșitul așa-numitul "sistem de pradă", a permis profesionalizarea și raționalizarea administrației federale. Cu toate acestea, autoritățile locale și municipale au rămas în mâinile politicienilor corupți, mașinațiunilor politice și "șefilor" locali. Din acel moment, sistemul de pradă a supraviețuit în multe state, cum ar fi inelul Tammany Hall, care a supraviețuit și în 1930 când New York City și-a reformat propriul serviciu public. Illinois a modernizat birocrația în 1917 sub Frank Lowden, însă Chicago s-a împotrivit reformei serviciului public până în 1970. 
Multi dintre progresiști au condus cruciada împotriva șefilor politici urbani și corupți - "Regii". Au existat cereri sporite pentru reglementarea eficientă a afacerilor, un angajament reînviat la serviciul public, și o extindere a domeniului de aplicare a guvernului pentru a asigura bunăstarea și interesele țării, grupurile de presiune asupra aceste cerințe de cuviință. Aproape toate cifrele notabile ale perioadei, fie în politică, filosofie, de studiu sau de literaturǎ, au fost conectate cel puțin în parte cu mișcarea de reformă.
Articole tranșante care se ocupă cu trusturi, finanțele mari , alimentele impure și practicile abuzive la calea ferată au început să apară în ziarele și reviste populare cum ar fi cele ale lui McClure sau Collier. Autorii lor, cum ar fi jurnalistul Ida M. Tarbell, care pornise o cruciadă împotriva Standard Oil Trust, au devenit cunoscuți sub numele de "Muckrakers". În romanul său, The Jungle, Upton Sinclair a expus condițiile groaznice de igienǎ din Chicago.
Impactul scriitorilor progresismului vizau anumite sectoare ale populației, în special clasa de mijloc prinsă între jocurile politice și marile corporații. Multe state au promulgat legi pentru a îmbunătăți condițiile în care oamenii trăiau și lucrau. La insistențele unor astfel de critici sociale importante precum cea a lui Jane Addams, legislația muncii și protecției copilului au fost consolidate și adoptate, s-a promulgat creșterea limitei de vârstă pentru angajare, scurtarea orelor de lucru, limitarea muncii pe timp de noapte și necesitatea prezenței la școală. Până în secolul al XX-lea, cele mai multe din orașele mai mari și mai mult de jumătate din state au stabilit opt ore de lucrări publice pe zi. La fel de importante au fost legile de compensare a lucrătorilor, ceea ce i-a făcut pe angajatori responsabili legal pentru leziunile suferite de către angajați la locul de muncă. Noile legi de venituri au fost de asemenea adoptate, care, prin impozitarea succesiunilor, au pus bazele impozitului federal pe venit .

### Administrația Roosevelt

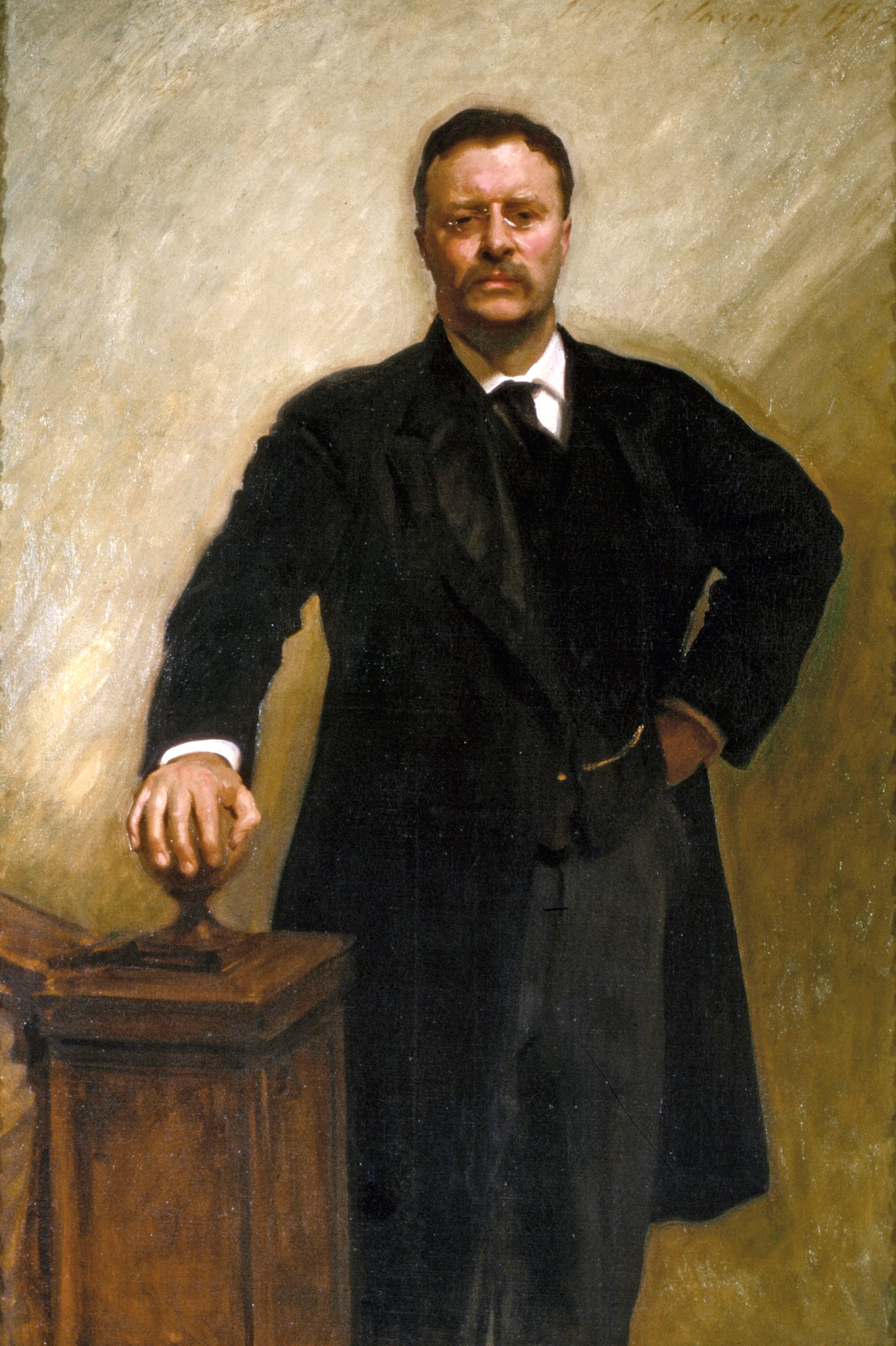
Theodore Roosevelt

Theodore Roosevelt, un republican progresiv, renumit pentru "Square Deal"", a inițiat o politică de supraveghere federala care a initiat punerea în aplicare a legilor antitrust (Standard Oil a lui John D. Rockefeller fiind una dintre companiile afectate și dizolvate). Mai târziu, extinderea supraveghierii guvernului asupra căilor ferate a determinat trecerea la facturile mari de reglementare. Una dintre proiectele de legi a publicat ratele in standardul legal, și pe expeditorii de căi ferate la fel de susceptibili in privinta reducerilor.
În urma victoriei lui Roosevelt în alegerile 1904, el a promulgat un regulamente și mai drastice in privinta cailor ferate, iar în iunie 1906, Congresul a adoptat Legea Hepburn. Acest lucru i-a oferit Comisiei Interstate Commerce autoritate reală în reglementarea ratelor, și a forțat companiile ferate să se predea interesele lor de centralizare cand livrau cărbune. Roosevelt a participat la mai multe întâlniri, și a deschis audierile publice, într-un efort de succes pentru a găsi un compromis pentru "greva cărbunelui" din 1902, care a amenințat aprovizionarea cu combustibil in mediul urban Americii. Între timp, Congresul a creat un nou departament cabinet de Comerț și Munca.
Conservarea resurselor naturale ale națiunii și locuri frumoase au fost o prioritate foarte mare pentru Roosevelt, ridicand vizibilitatea naționala a problemei. Președintele a cerut un program de anvergură și de conservare, regenerare și de irigare cât mai devreme in 1901, în primul său mesaj anual pentru Congres . În timp ce predecesorii săi au pus deoparte 46 de milioane de acri (188,000 km ²) de paduri pentru conservare și parcuri, Roosevelt a crescut zona cu 146 de milioane de acri (592,000 km ²) și a început eforturile sistematice pentru a preveni incendiile de păduri și reîmpăduri zonele. Numirea prietenului său Gifford Pinchot ca șef pădurar a dus la un nou management științific viguros pe terenurile publice. Roosevelt a adăugat 50 de refugii sălbatice pe lista rezervatiilor protejate, 5 noi parcuri naționale, și a inițiat sistemul de desemnare și protectie pentru monumente naționale, cum ar Devil's Tower National Monument.
Theodore Roosevelt a fost preocupat și de politicile externe: a militat pentru sfârșitul razboiului ruso-japonez in 1905 in conferinta de pace de la Portsmouth, New Hampshire, pentru care a primit Premiul Nobel pentru pace un an mai tarziu; a intervenit in relatiile dintre Puterile coloniale europene și statele din America Latina prin doctrina Roosevelt Corollary; s-a implicat in relatiile dintre puterile europene și statele din Africa prin Conferinta de la Algeciras și s-a preocupat de lansarea programelor economice și modernizarii sociale și infrastructurii pentru Filipine dupa razboiul incheiat in 1902.De asemenea, a contribuit la construirea Canalului Panama (incheiat in 1914).

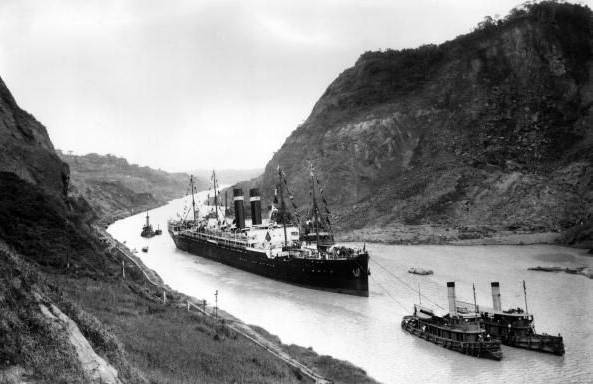
Canalul Panama

### Administrația Taft

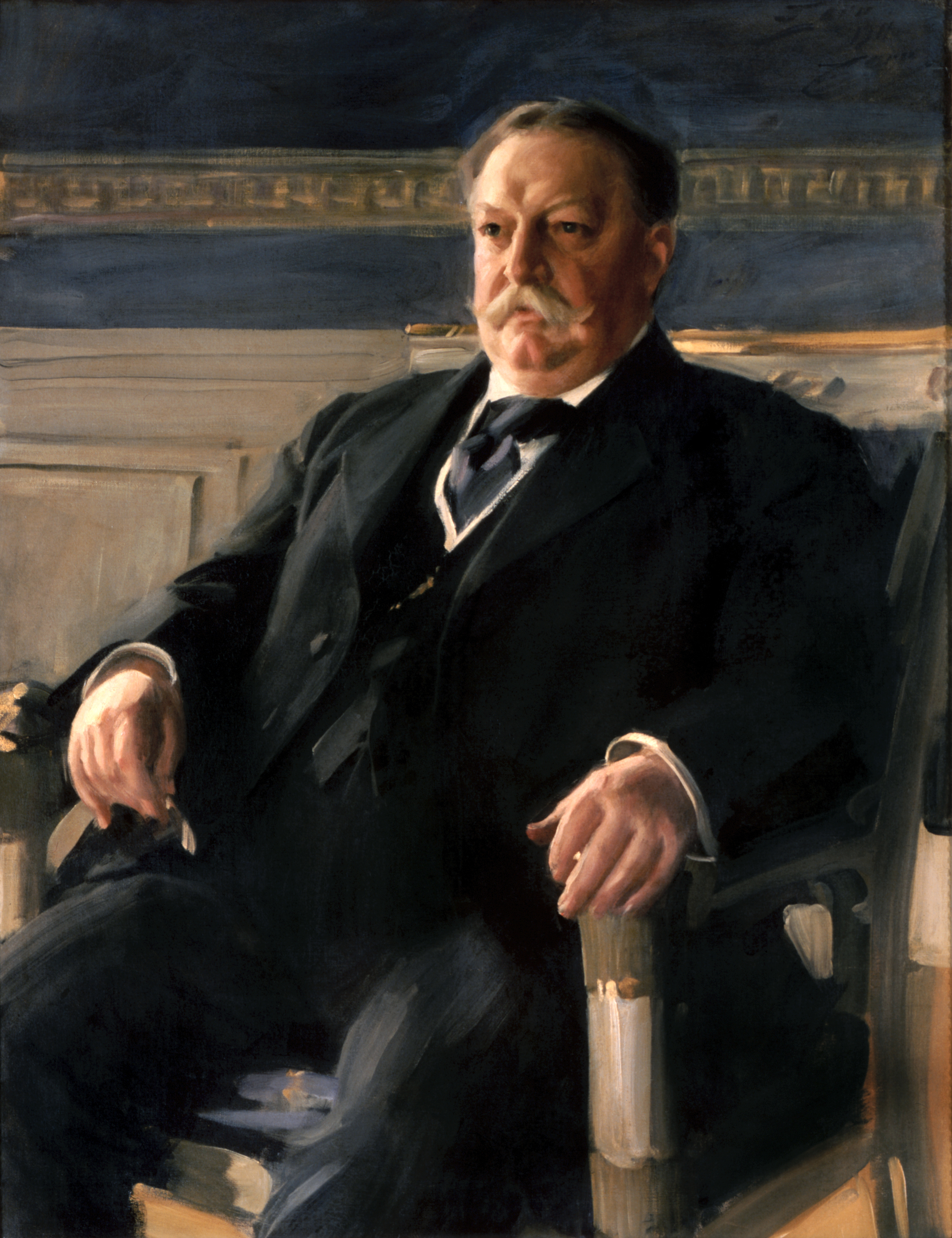
William Howard Taft

Popularitatea lui Roosevelt a fost la apogeu pe masură ce campania electorală din 1908 se apropia, dar el nu a vrut să rupă tradiția prin care nici un Președinte a deținut functia pentru mai mult de două mandate. În schimb, el l-a susținut pe William Howard Taft. In tabăra democrată, William Jennings Bryan a candidat pentru a treia oară, dar a reușit să atraga popularitate numai în Sud. Taft, un fost judecător, a fost primul guvernator colonial al SUA în Filipine și administrator al Canalului Panama.
Taft a continuat urmărirea penală a trusturilor, a consolidat și mai mult Comisia Comerțului Interstatal, a înființat o bancă de economii poștale și un sistem de colete poștale, a extins serviciul public, și sponsorizat adoptarea a două amendamente la Constituția Statelor Unite. Al 16-lea Amendament a autorizat un impozit pe venit federal, în timp ce Amendamentul 17, a ratificat în 1913, alegerea directă a senatorilor americani de catre popor, înlocuind sistemului anterior stabilit în Constituția inițiala, în care senatorii erau selectati de legislaturile de stat.
Taft a acceptat un tarif cu programe de protecție care a indignat opinia progresivă, s-a opus intrării statului Arizona în Uniune, din cauza constituției sale progresive, și și-a crescut încrederea in aripa conservatoare a partidului său . In 1910, Partidul Republican a fost divizat, și un vot covârșitor a măturat partidul Democrat înapoi la controlul asupra Congresului.

### Administrația Wilson

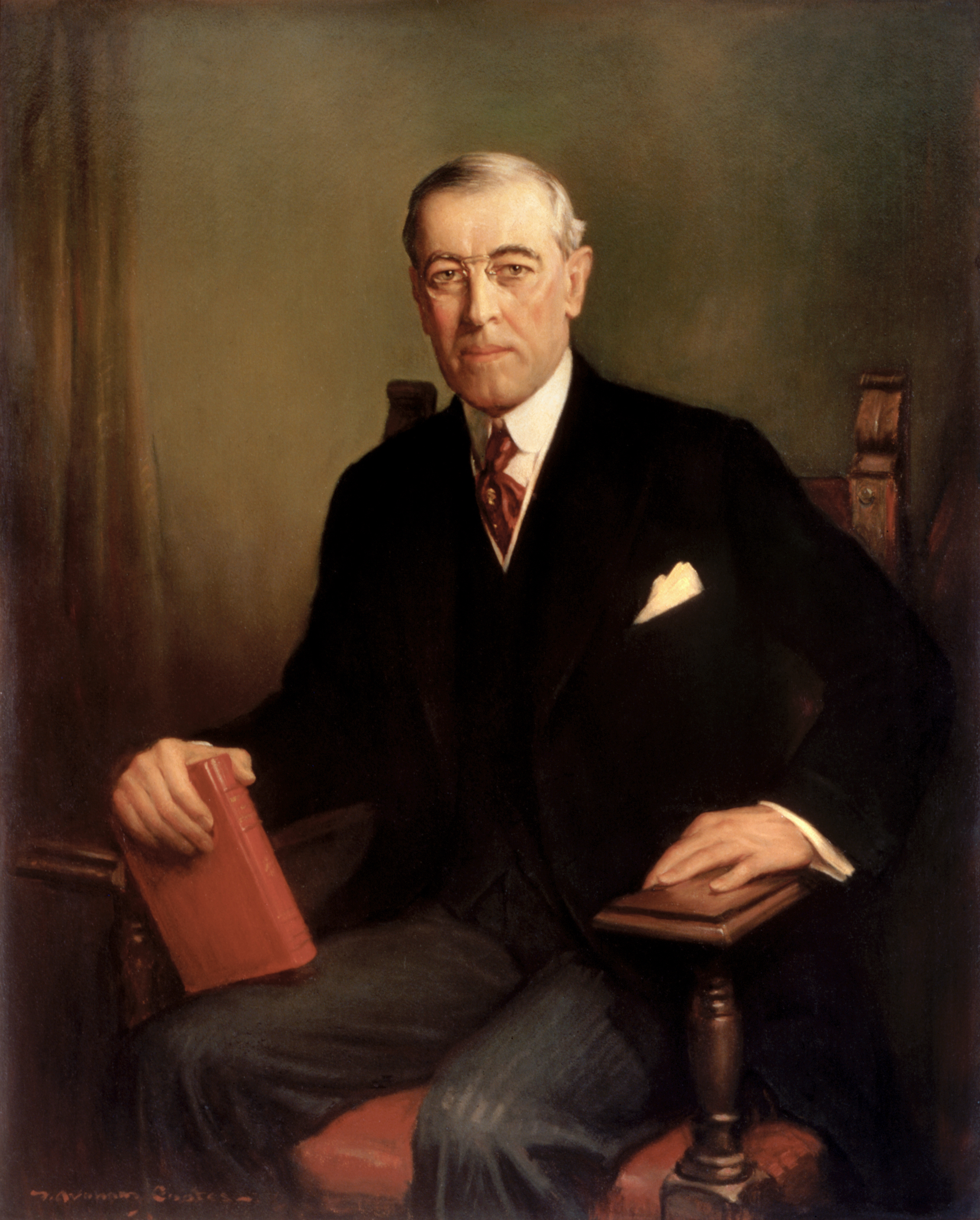
Woodrow Wilson

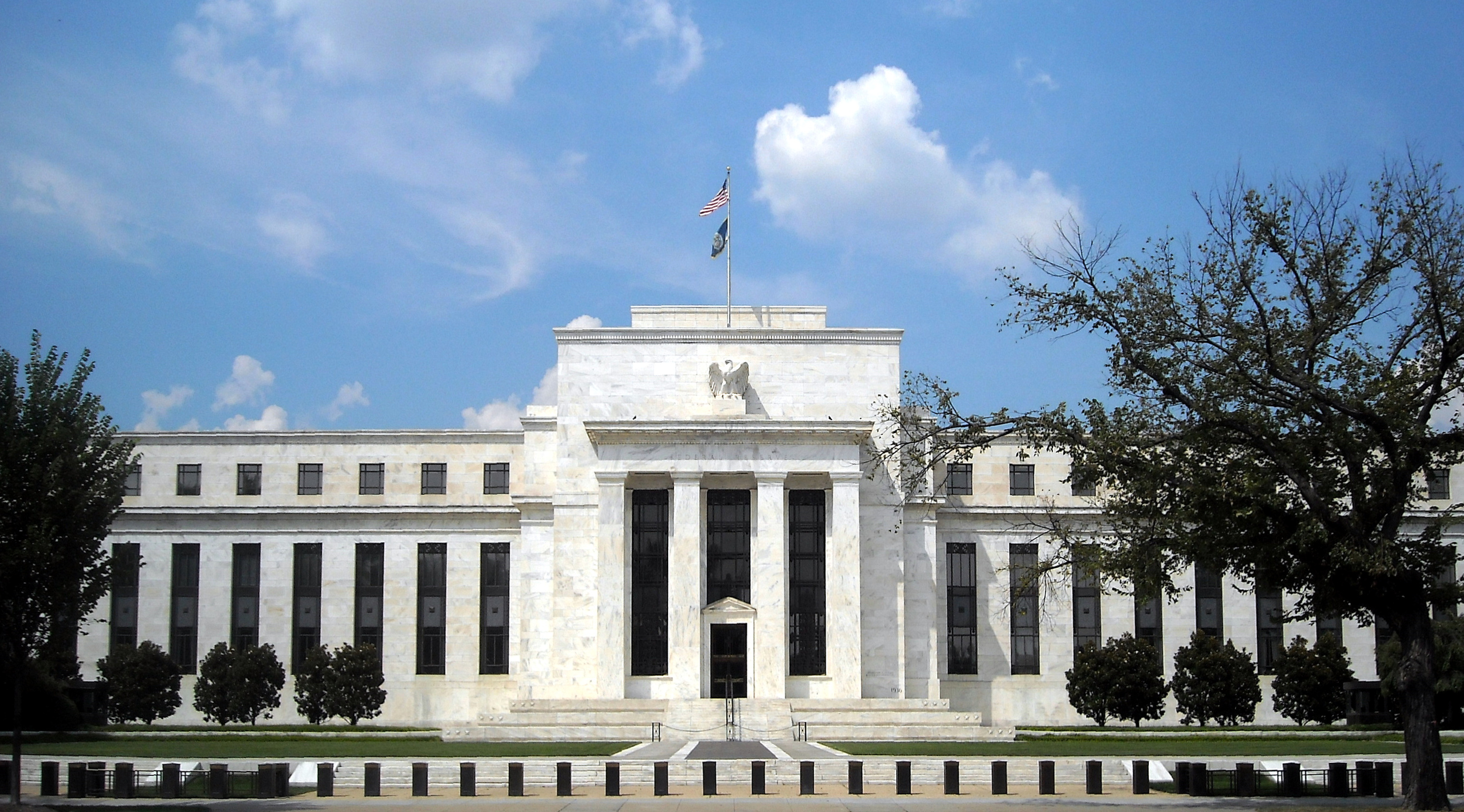
Sediul de azi al Federal Reserve

Doi ani mai târziu, Woodrow Wilson, guvernator democrat și progresiv al statului New Jersey, a militat împotriva lui Taft, candidatul republican, și împotriva lui Roosevelt, care a fost îngrozit de politicile succesorul său.Astfel, Roosevelt a rupt angajamentul său anterior de-a nu candida pentru un al treilea mandat . Fiindca republicanii nu l-au numit, Roosevelt a candidat , dar din partea Partidului Moose Bull. Alegerile au constat în principal intr-un concurs între Roosevelt și Wilson, Taft primind puțină atenție și care avea doar opt voturi electorale. 
Wilson, într-o campanie de spirit, si-a învins ambii rivali. Sub conducerea sa, Congresul a adoptat una dintre noile sale programele legislative cele mai importante din istoria americană. Prima sarcină a fost revizuirea tarifelor. "Taxele tarifare trebuie să fie modificate", a spus Wilson. "Noi trebuie să eliminam tot ceea ce poartă o aparență de privilegiu." Tariful Underwood în 1913 a dus la reduceri substanțiale asupra cursului de materii prime importate și a produselor alimentare, bumbac și produse din lână, fier și oțel, și a eliminat taxele asupra mai multor produse. Deși actul a păstrat multe caracteristici de protecție, a fost o încercare reală de a reduce costul de trai pentru muncitorii americani.
Al doilea punct din programul Democrat a fost o reorganizare a sistemului bancar și valutar. "Controlul", a spus Wilson, "trebuie să fie public , nu privat, trebuie să fie născut în guvern de la sine, astfel că băncile pot fi instrumente, nu cele de masterat, de afaceri și de întreprinderi individuale și de inițiativă."
Promulgarea Federal Reserve Act din 1913 a fost una dintre realizarile legislative, cele mai durabile ale lui Wilson, pentru ca a dezvoltat cu succes un compromis negociat între Wall Street și țărănime . Planul construit pe idei dezvoltate de senatorul Nelson Aldrich, care a descoperit ca națiunile europene au avut băncile centrale mai eficiente, care i-au ajutat in afacerile interne și comerțul internațional. Noua organizare a împărțit țara în 12 raioane, cu cate o Federal Reserve Bank in fiecare, toate sub supravegherea unui Consiliu Federal Reserve. Aceste bănci au fost deținute de alte bănci locale și au servit ca depozitare pentru rezervele de numerar ale băncilor membre. Până la Federal Reserve Act, guvernul SUA a lăsat controlul asupra ofertei de bani în mare parte băncilor private nereglementate. În timp ce mediul oficial de schimb a fost in monede de aur, cele mai multe credite și plățile au fost efectuate cu bancnote, susținute de promisiunea răscumpărarii în aur. Problema acestui sistem a fost că băncile au fost tentate să ajungă dincolo de rezervele de numerar, fapt care a determinat panicile periodice în care deponenții înfricoșătoare au concurat pentru a porni lucrarile lor bancare în monedă. Odata cu trecerea actului, o mai mare flexibilitate în oferta de bani a fost asigurata, și furnizarea a fost făcuta pentru emiterea Federal Reserve in dolari pentru a satisface cerintele de afaceri. Federal Reserve a fost deschis în 1914 și a jucat un rol central în finanțarea primului Război Mondial. După 1914, problemele bancare au disparut de pe agenda politică. 
Pentru a rezolva disputa de lungă durată asupra trusturilor, administrația Wilson a renunțat la "încredere" in strategiile juridice efectuate de Roosevelt și Taft și s-a bazat pe noua Comisie Federală pentru Comerț de a emite ordine de interzicere a "metodelor de concurență neloială" in problemele de afaceri. În plus, a doua lege, Antitrust Act Clayton, a interzis multe practici corporative, care le-au scăpat până acum direcțiile condamnare-centralizare specifice, discriminand prețul între cumpărători, utilizand ordin în litigii de muncă și de proprietate de o corporație din stoc în întreprinderi similare. După 1914, problema încrederii s-a stins in politică 
Actul Adamson din 1916 a stabilit o zi de opt ore de muncă in căile ferate și a consolidat legăturile dintre sindicate și Partidul Democrat. Realizarea de-a câștiga locul ferm în istorie l-a făcut pe Wilson drept unul dintre reformatori liberali ai națiunii. Reputația internă a lui Wilson va fi în curând umbrită de recordul său ca un președinte de război care a condus țara spre victorie, dar nu a putut menține sprijinul poporului său pentru pacea care a urmat.

## Marele Război

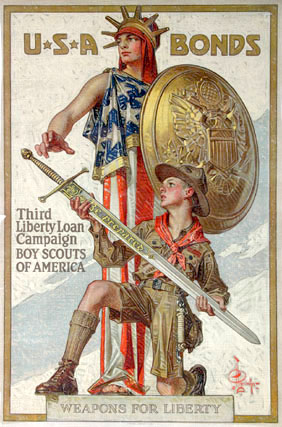
Arma libertatii

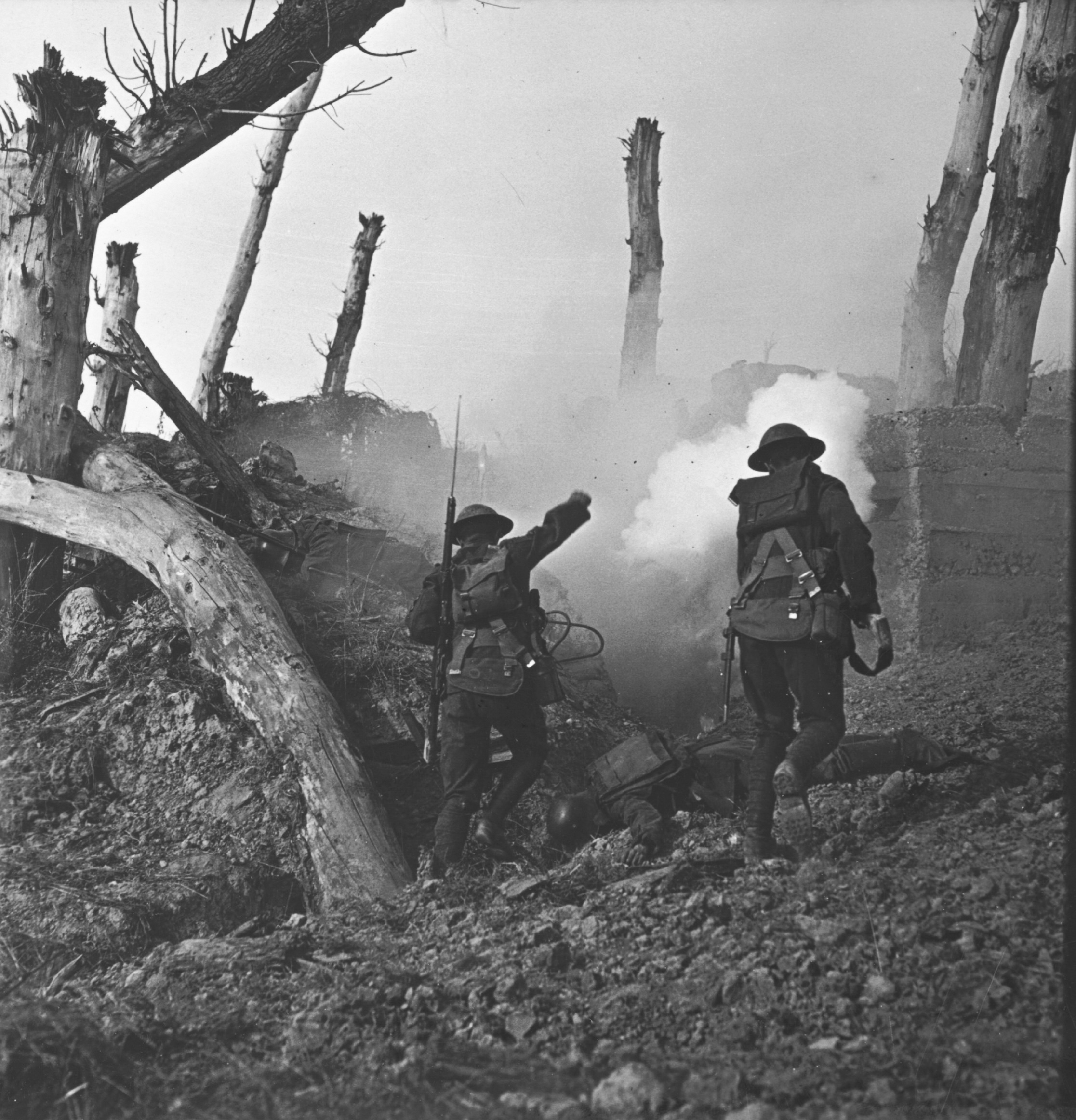
Soldati americani

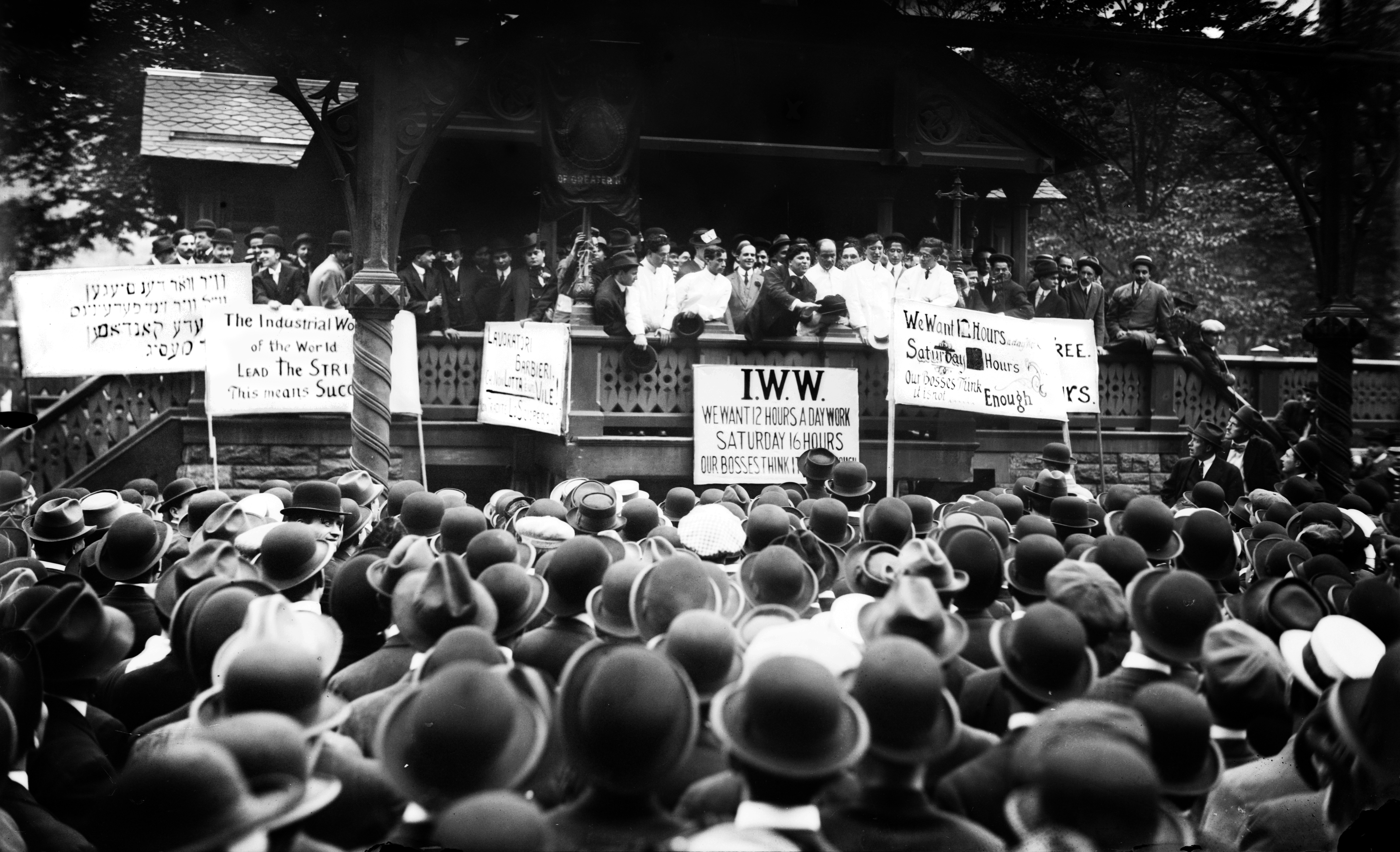
Proteste socialiste anti-razboi

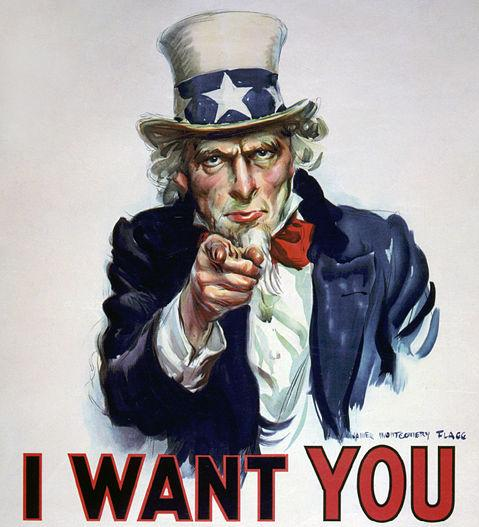
I want you

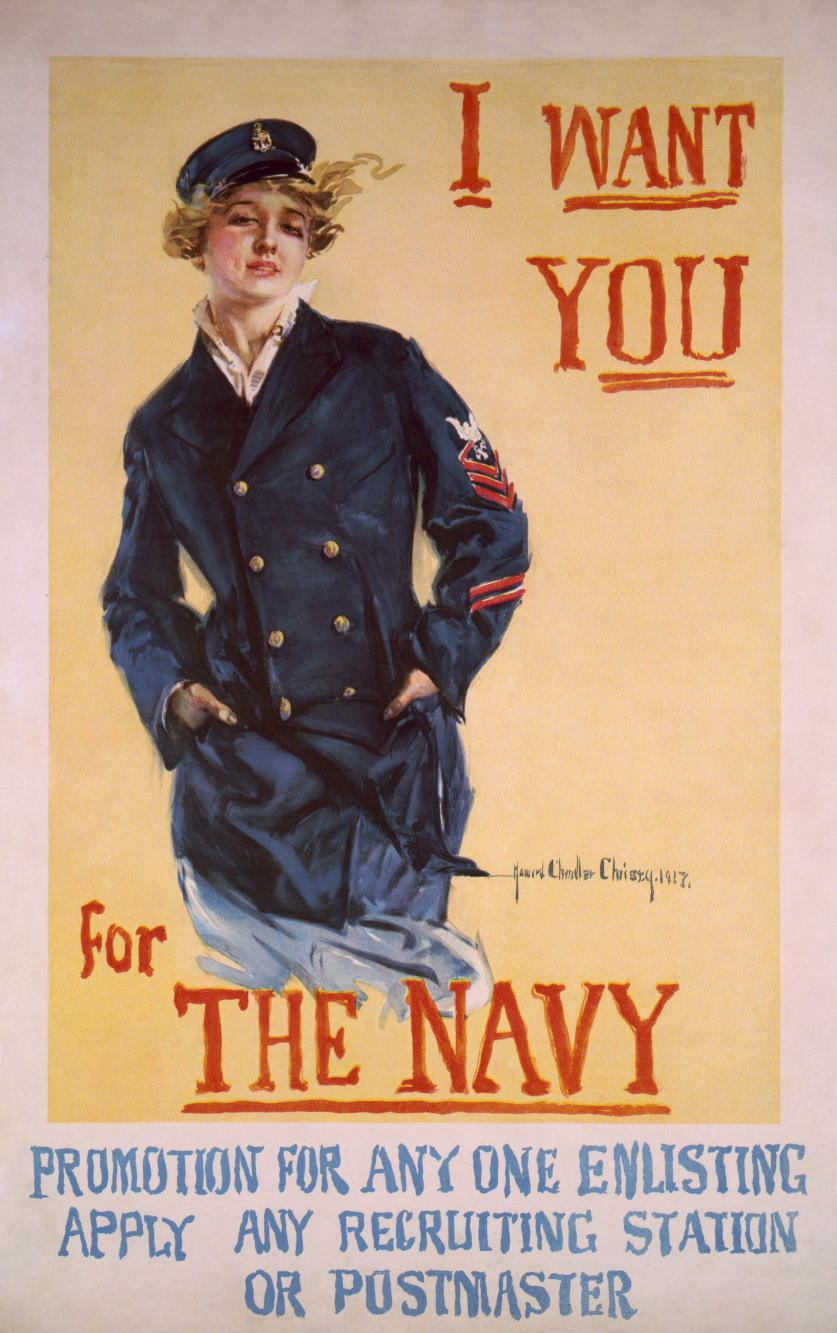

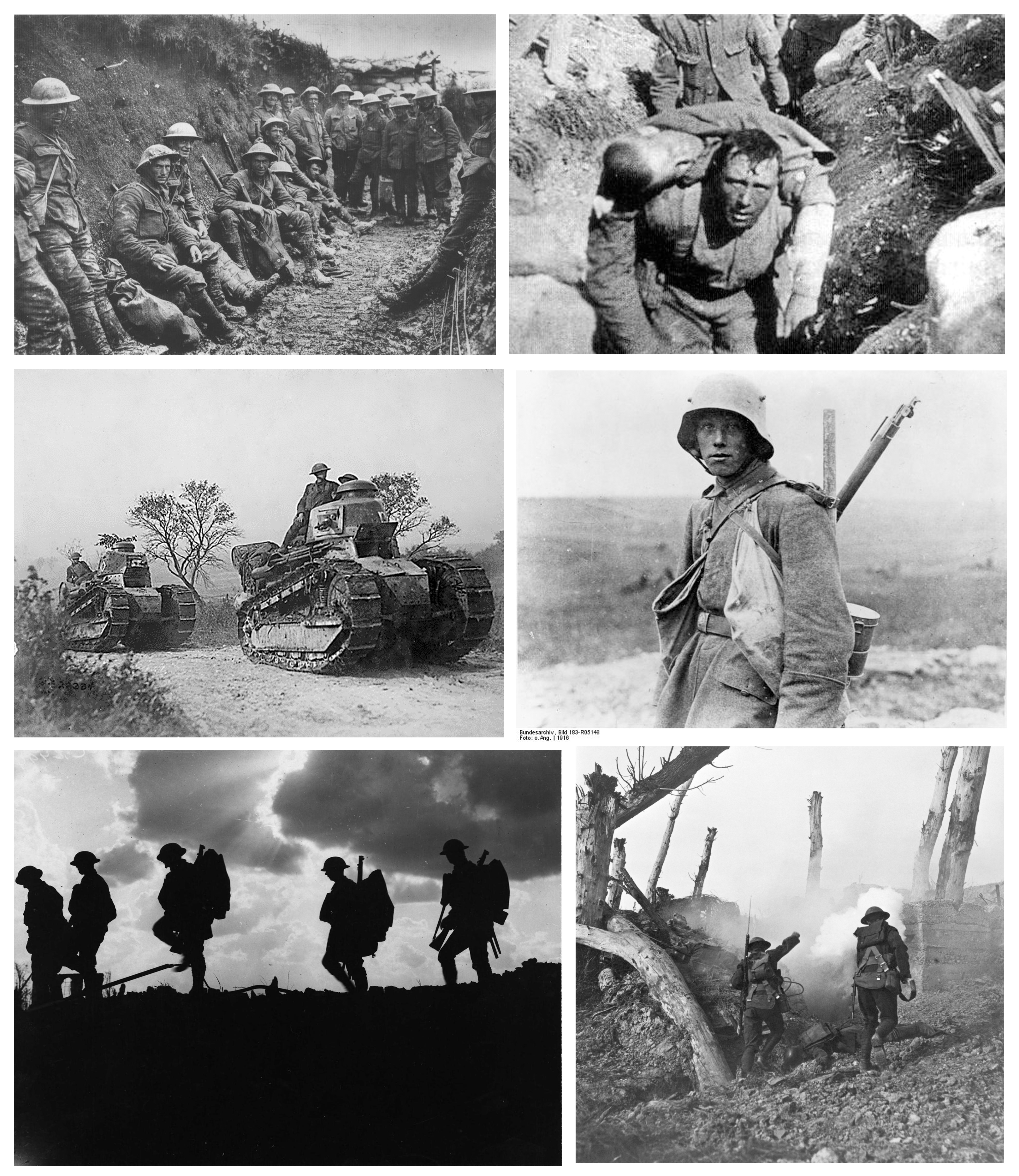
Frontul de vest (World War I)

Menținerea ferma a neutralitatii atunci când Primul Război Mondial a început în Europa în 1914, Statele Unite si-a sprijinit Aliații, dar nu a putut livra nimic Germaniei din cauza blocadei britanice. Simpatiile si influentele printre multi americani din punct de vedere politic și cultural au favorizat cauza britanica de la începutul războiului, așa cum caracteriza industriașul Samuel Insull, născut în Londra, care i-a ajutat pe tinerii americani sa se înroleze în forțele britanice și canadiene. Pe de altă parte, în special în Midwest, multi americani irlandezi și americani germani s-au opus implicarii americane, irlandezii pentru că ii urau pe britanici, iar germanii pentru că isi faceau griji pentru conationalii lor. Mișcarile anti-razboi au inclus multi pacifiști si multe biserici care s-au opus războiului.
Eforturile germane de a utiliza submarinele sale ("U-boot") pentru blocada Marii Britanii au dus la moartea călătorilor americani și marinari, și la atacurile asupra vaselor de pasageri a provocat indignare publică. Cele mai notabile a fost torpilarea fără avertisment a navei de pasageri RMS Lusitania în 1915. Germania a promis că nu se va mai repeta, însă SUA si-a inversat poziția la începutul anului 1917, crezând că războiul fără restricții asupra submarinelor germane împotriva tuturor navelor britanice va face ca Germania sa câștige războiul, de aceea, America intra in razboi. Când americanii au citit textul ofertei germane în Mexic, cunoscut sub numele de telegrama Zimmermann, au văzut o ofertă a Mexicului pentru a merge la război cu Germania împotriva Statelor Unite, cu finanțare germană, cu promisiunea de a-i reveni teritoriile pierdute Arizona, New Mexico și Texas. Wilson a cerut război, subliniind că SUA a trebuit să lupte pentru a menține onoarea sa și să aibă o voce hotărâtoare în formarea noi lumi postbelice. Congresul a votat pe 6 aprilie 1917 declaratia de război, dar era departe de a fi unanimă.
Americanii germani au fost uneori acuzați ca ar fi simpatizat cu Imperiul German. Fostul președinte Theodore Roosevelt a denunțat " americanismul despartit ", insistând asupra loialitatii pe timp de război. O mică minoritate au plecat inapoi in Germania, sau au ridiculizat pe britanici. Aproximativ 1% din cei 480.000 de străini inamici de naștere germana au fost închiși în 1917-1918. Acuzațiile incluse erau spionaj pentru Germania, sau sustinerea efortului de război german. Mii de oameni au fost forțați să cumpere obligațiuni de război pentru a arăta loialitatea lor . O persoană de originie germana a fost ucisă de o mulțime;.. În Collinsville, Illinois, Robert Prager de origine germana a fost scos din închisoare ca un spion suspectat și linșat. Războiul a vazut aparitia unei noi fobii: germanofobia.
Administrația Wilson a creat Comitetul pentru Informare Publică (IPC) pentru a controla informațiile război și să ofere propaganda pro-război. Liga privata de protecție americana, desfasurata de Biroul Federal de Investigații, a fost un dintre "asociațiile patriotice" de dreapta private care au aparut pentru a sprijini războiul și, în același timp, sindicatele si miscarile si organizațiile de stânga și anti-război militau impotriva intrarii in razboi . Congresul SUA a adoptat, și Wilson a semnat, Espionage Act din 1917 și Legea Sedition din 1918. Actul Sedition incrimina orice expresie, opinie sau părere în care s-a folosit "limba neloiala, profana, pornografica sau abuziva" despre guvernul american, sau care insulta drapelul ori forțele armate. Acțiune poliției guvernamentale, grupurile vigilante private și isteria produsa de publicatiile de război au compromis libertățile civile ale multor americani care nu erau de acord cu politica lui Wilson.
Statele Unite ale Americii a fost extrem de nepregătite pentru război în 1917, deoarece nu au mai luptat intr-un conflict major din 1865. Armata era mică și a avea arme vechi de cateva decenii. O extindere pripită și de modernizare a forțelor armate a fost astfel lansată. Proiectul a început în primăvara anului 1917, iar voluntarii au fost acceptati. Patru milioane de oameni și mii de femei s-au alăturat serviciilor pentru durata.
În ceea ce privește producția de muniții, la 15 luni de la aprilie 1917, s-a ajuns la o parada uimitoare de greșeli, entuziasm greșit, și confuzie. Americanii au fost destul de dispusi, dar ei nu isi stiau rolul lor corect . Tipic confuziei, a fost lipsa de cărbune care a lovit în decembrie 1917. Deoarece cărbunele a fost de departe principala sursă de energie și căldură , a urmat o criză gravă. 44000 de vagoane de marfă cu cărbune încărcate au avut blocaje de trafic oribile pe calea ferată de pe Coasta de Est. Două sute de nave de marfă au fost în așteptarea marfii în portul New York , care erau in întârziere. Soluția a inclus naționalizarea minelor de cărbuni și căile ferate pe durata, închiderea fabricilor o zi pe săptămână pentru a economisi combustibil, precum și aplicarea unui sistem riguros de priorități. In martie 1918 , criza carbunilor se incheiase. 

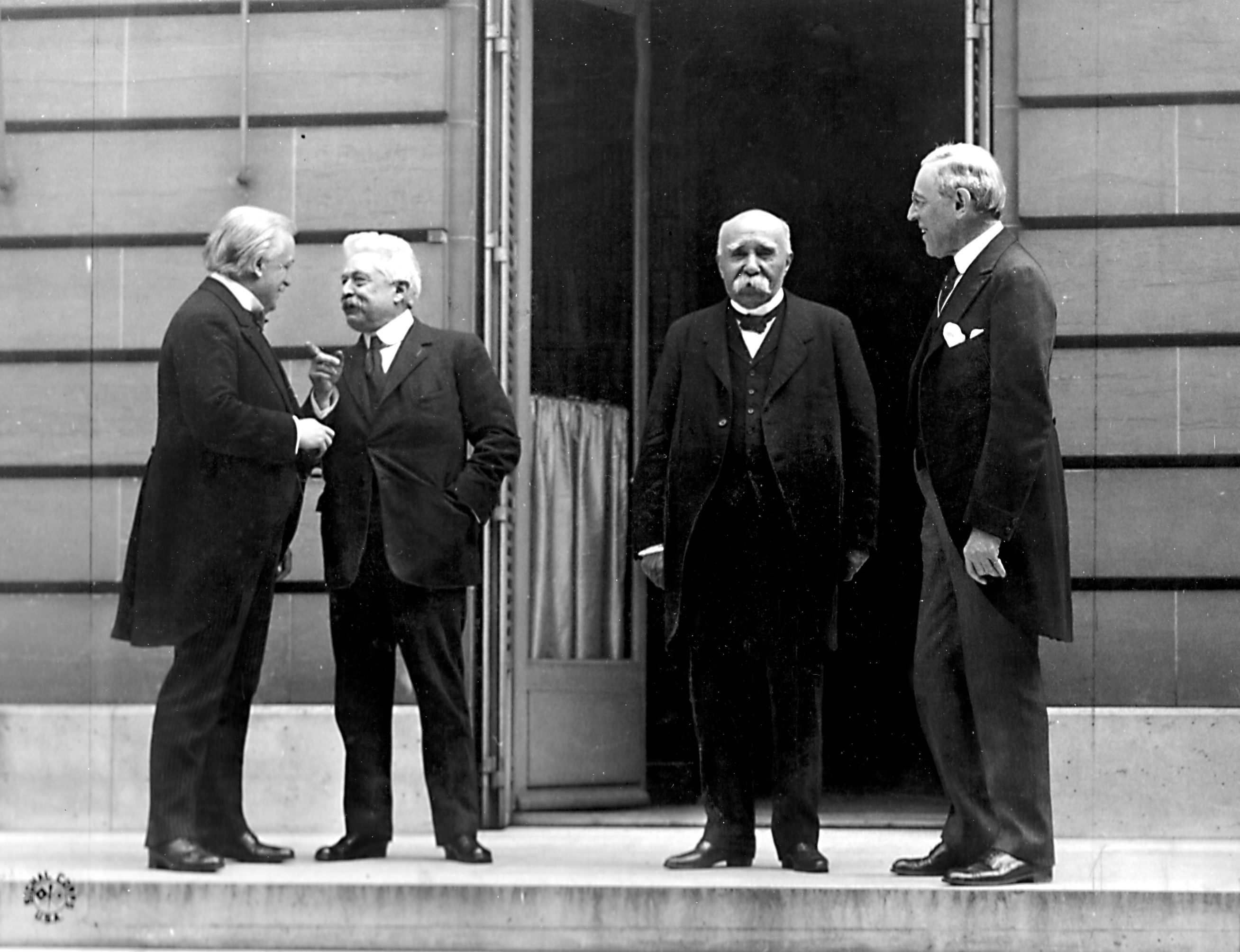
Cei patru mari semneaza Tratatul de la Versailles

Femeile au lucrat pe liniile de asamblare din fabrici, care produceau tancuri, camioane și muniții. Pentru prima dată, magazine angajau femeile afro-americane ca operatorii de lift și chelnerițe la cafenele. Food Administration a ajutat gospodinele sa prepare alimente nutritive si disponibile. Starea de spirit a femeilor a rămas ridicată, milioane de oameni s-au alăturat Crucii Roșii ca voluntari pentru a ajuta soldații și familiile acestora. Cu rare excepții, femeile nu au protestat impotriva proiectului. 
Samuel Gompers, șef al AFL, și aproape toate sindicatele au fost susținători puternici ai efortului de război. Ei au minimizat greve ca salariile sa creasca și sa se ajunga la ocuparea deplină a locurilor de munca. Sindicatele AFL au încurajat pe tineri să se înroleze în armată si s-au opus cu înverșunare pentru a reduce recrutarea și producția de război lenta bazata pe uniunile sindicale anti-razboi numita Industrial Workers of the World (IWW) si miscarile de stanga.
Președintele Wilson l-a numit pe Gompers in Consiliului de Apărare a Țării, unde a înființat Comitetul de Război al Muncii. Membrii AFL au crescut la 2,4 milioane în 1917. În 1919, Uniunea a încercat să mentina câștigurile lor permanente și au desfasurat o serie de greve majore în carne, oțel și alte industrii. Grevele, cu toate ca nu au reușit, au forțat sindicatele sa se intoarca la poziția lor din jurul anului 1910. Socialiștii anti-război au controlat Industrial Workers of the World (IWW) , luptand împotriva efortului de război și in cele din urma, a fost la rândul său închis de acțiunile judiciare conduse de către guvernul federal.
Pe câmpurile de luptă din Franța în primăvara anului 1918, trupele americane proaspete s-au salutat cu entuziasm cu armatele aliate din vara anului 1918. Numarul soldatilor americani debarcati a ajuns la 10.000 pe zi, la un moment dat, germanii au fost în imposibilitatea de a înlocui pierderile lor. Dupa ce ofensiva germana finala a fost oprita de aliatii europeni(ofensiva de primavara), americanii au jucat un rol central alaturi de Antanta in ofensiva de 100 de zile . Victorie asupra Germaniei s-a înregistrat la 11 noiembrie 1918. 
Marea Britanie, Franța și Italia a impus sancțiuni economice severe Germaniei în Tratatul de la Versailles. Senatul Statelor Unite nu a ratificat Tratatul de la Versailles, în schimb, Statele Unite au semnat tratatele de pace separate cu Germania și aliații ei. Senatul, de asemenea, a refuzat să intre în noua Societatea Națiunilor construita dupa Cele 14 puncte ale președintelui Wilson, iar Wilson a respins propunerea de compromis a Senatului.

## Euforie și depresie

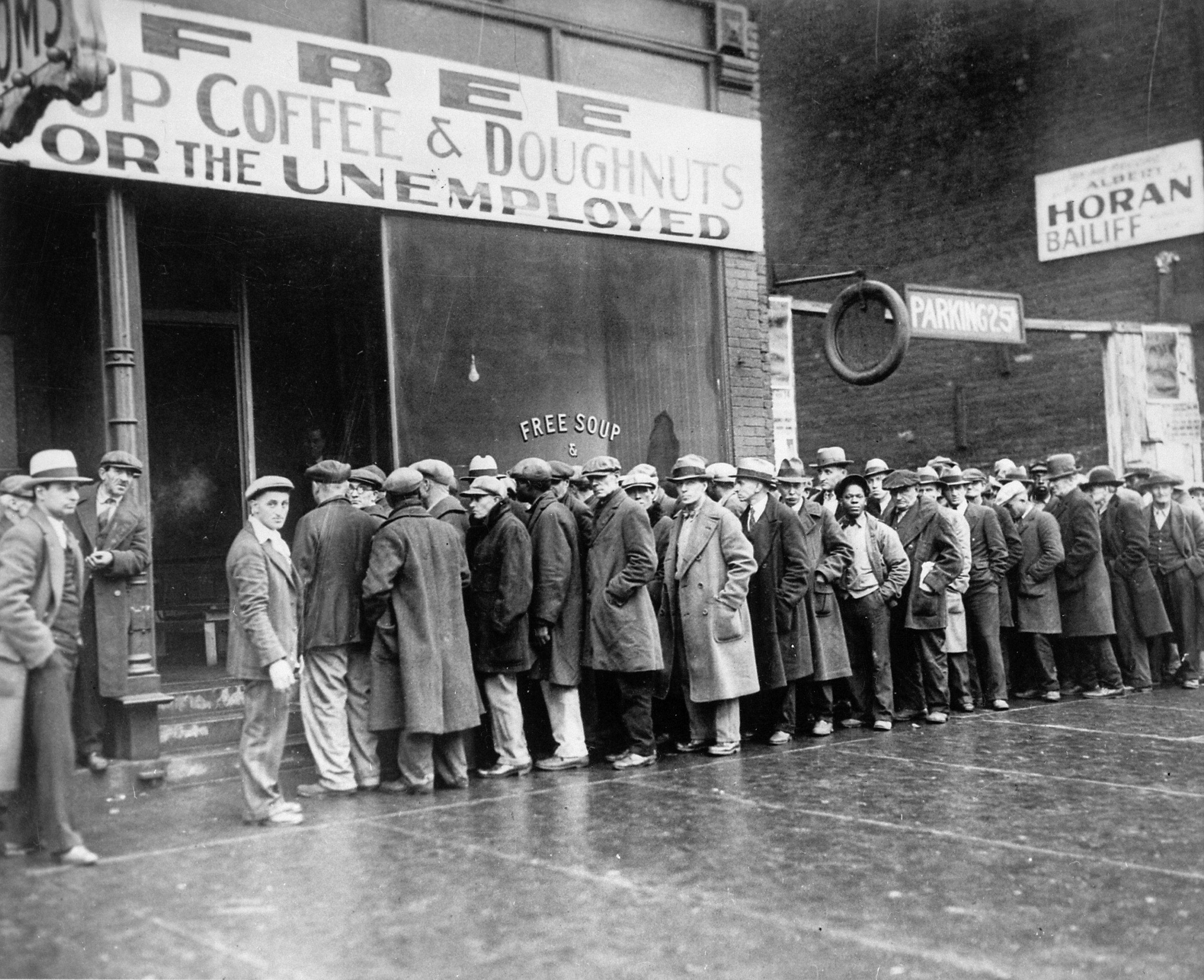

Statele Unite ale Americii au trecut printr-o criză in 1919. Numărul foarte mare de veterani care s-au intors nu au putut găsi de lucru, ceva la care administrația Wilson s-a gândit puțin. După război, frica de subversiune a reluat în contextul Red Scary- grevele masive în industrii importante (de oțel, Meatpacking) și revolte rasiale violente. Radicalii au bombardat Wall Street, iar muncitorii au intrat în grevă în Seattle, în februarie. În 1919, o serie de mai mult de 20 de turbulente și violente rasiale si incidente au avut loc. Acestea au inclus Chicago, Omaha, si revoltele rasiale din Elaine .
Un fenomen cunoscut sub Red Scary avut loc 1918-1919. Odată cu ascensiunea revoluțiilor comuniste violente din Europa, radicalii de stânga au fost încurajati de Revoluția bolșevică din Rusia și erau dornici să răspundă la chemarea lui Lenin pentru revoluție in lume. La 1 mai 1919, o parada a miscarii de stanga din Cleveland, Ohio, a protestat față de arestarea liderului Partidului Socialist, Debs Eugene, izbucnind mai multe revolte violente pe zi. O serie de atentate în 1919 și asasinari au inflamat situația. Procurorul general A. Mitchell Palmer a efectuat o serie de raiduri și arestări asupra socialiștilor non-cetățeni, anarhiștilor, unioniștilor radicali și imigranților. Ei au fost acuzați de planificarea pentru a răsturna guvernul. Prin 1920, au fost realizate peste 10.000 de arestări, iar străinii prinși în aceste raiduri au fost deportati înapoi în Europa, mai ales anarhistul Emma Goldman, care înainte a încercat să-l asasineze pe industriașul Henry Clay Frick. 

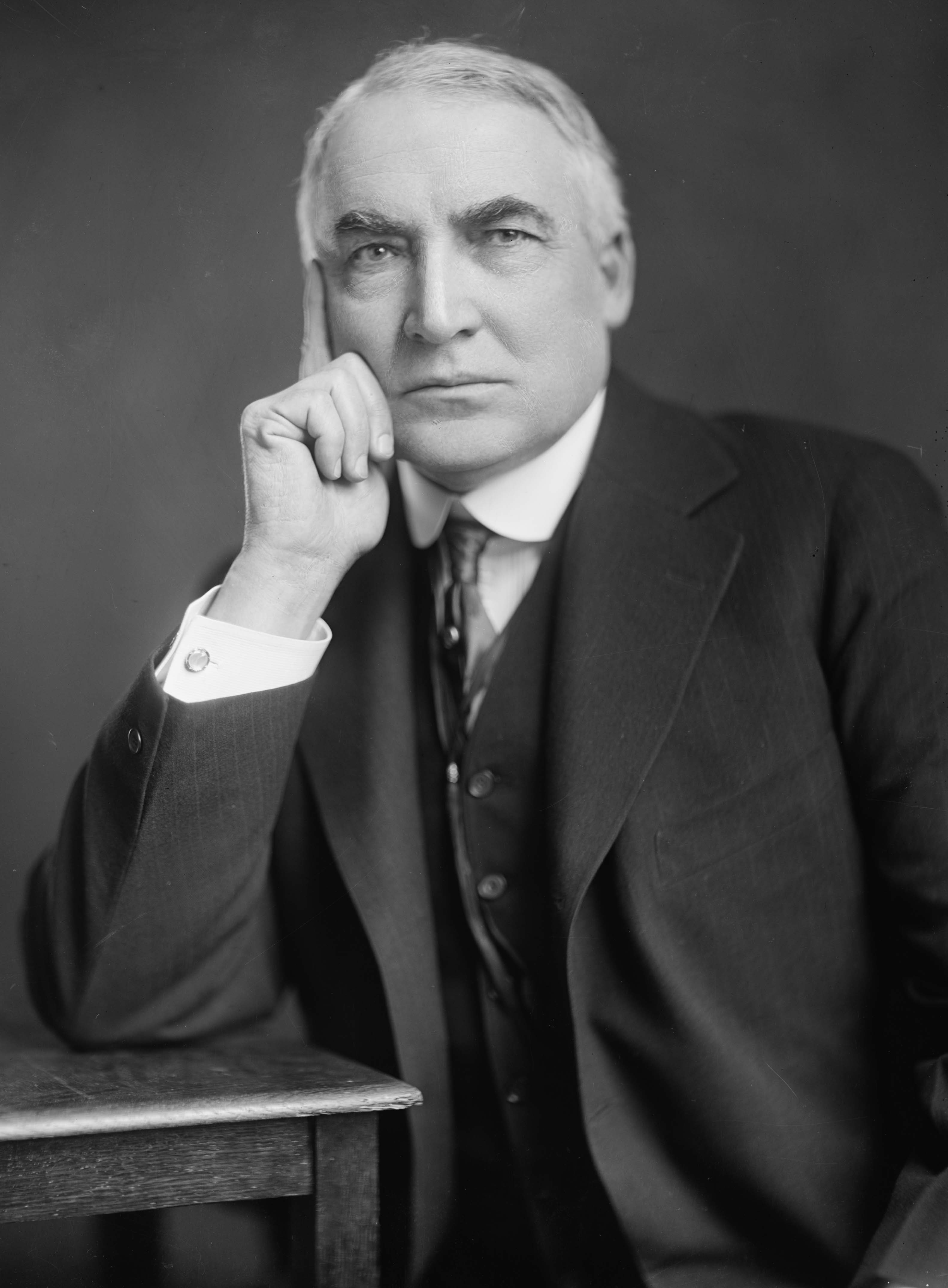
Warren G Harding
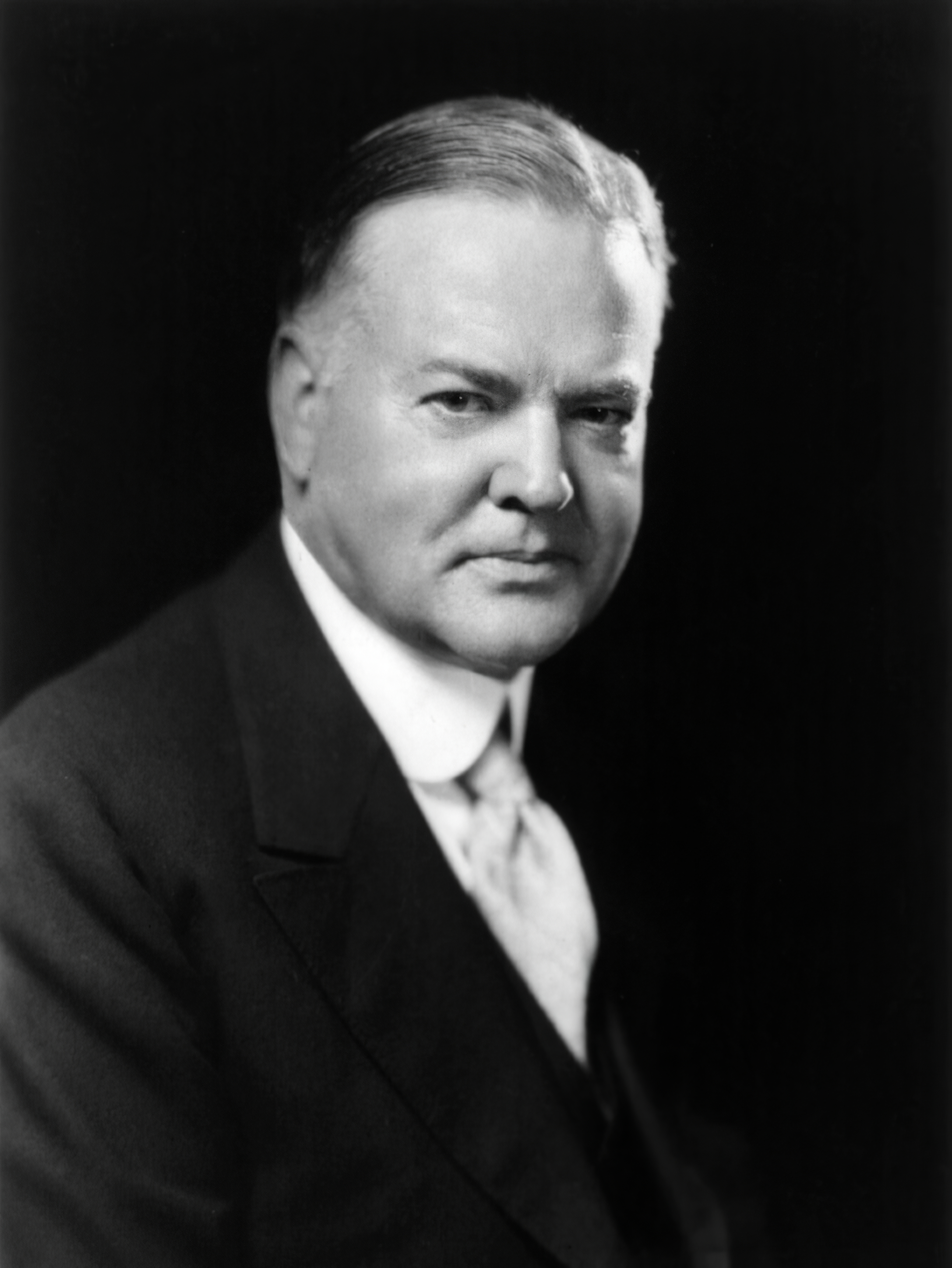
Herbert Hoover

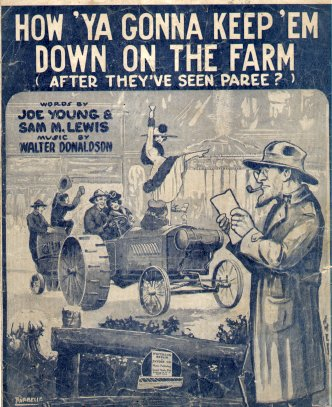

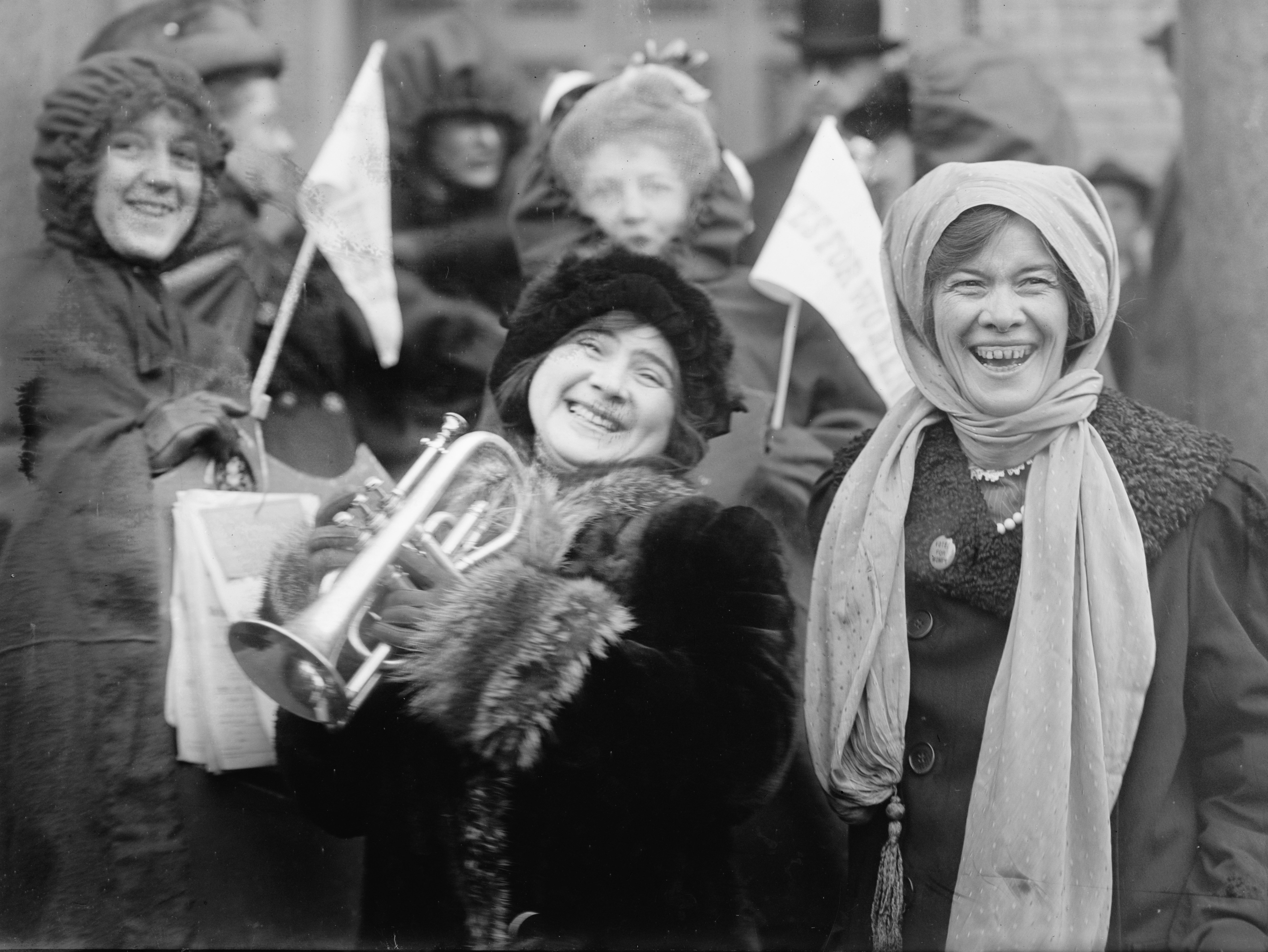

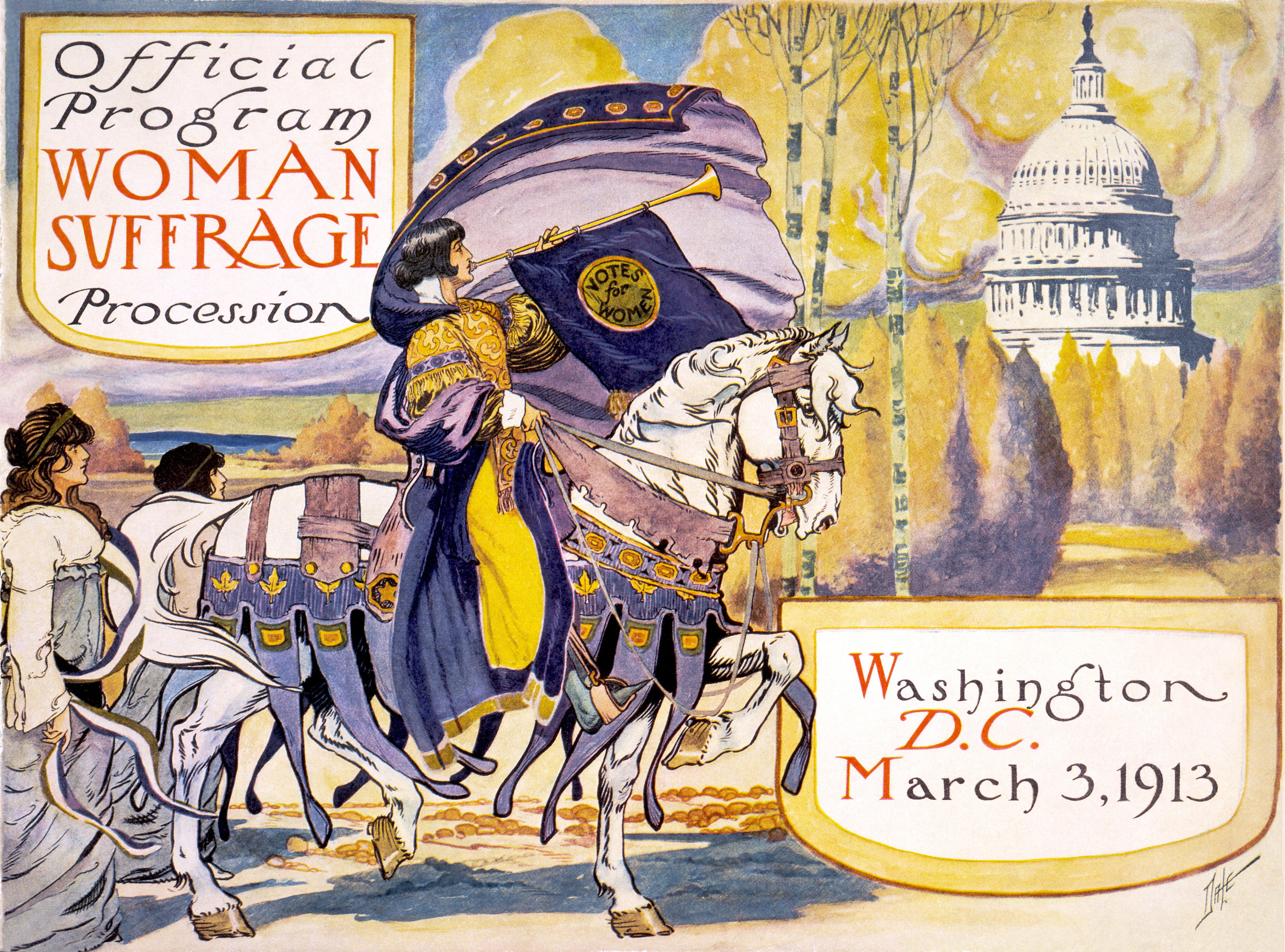

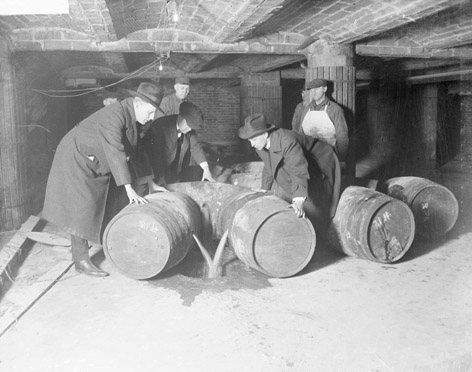
Prohibitia

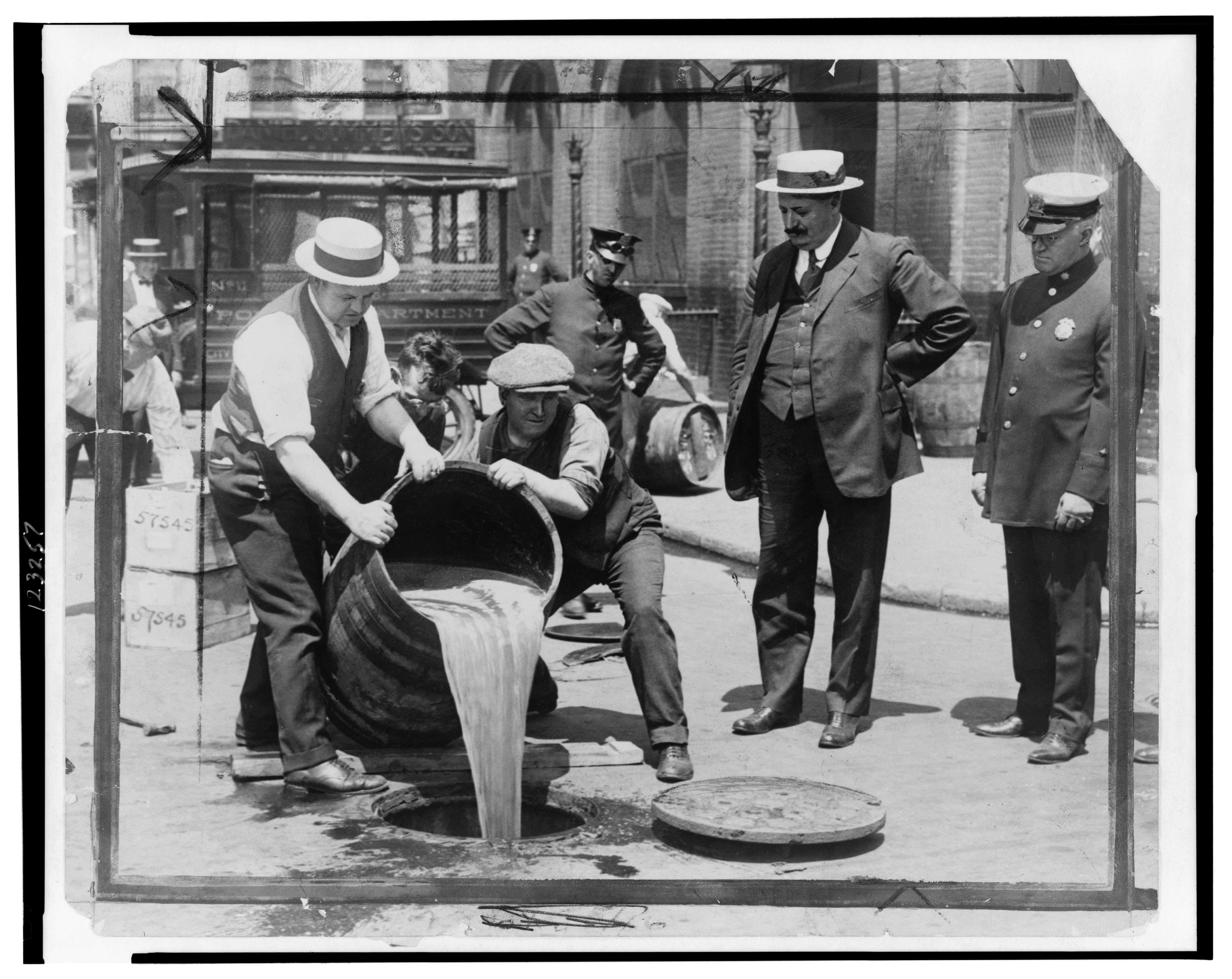

Melodia populara a lui Tin Pan Alley din 1919 a cerut in privinta trupelor Statele Unite care se întoarceau din Primul Război Mondial, "How Ya Gonna Keep 'Em Down On the Farm After They've Seen Paree? ?". De fapt, multi nu a rămas "la fermă".A existat o migrare in masa de tineri de la ferme la orașele din apropiere și orașele mai mici. Distanța medie a fost de doar 10 mile (16 km). Unii au mers în orașe la distante de peste 100.000. Cu toate acestea, agricultura a devenit tot mai mecanizată odata cu utilizarea pe scara larga a tractorului, altor echipamente grele, și tehnici superioare difuzate prin agenții locale, care au fost angajate de către colegiile agricole de stat și finanțate de guvernul federal.
În 1919, Woodrow Wilson a militat pentru ca SUA să se alăture noii Ligii Națiunilor, care a avut un rol esențial în crearea ei, dar el a respins compromisul republican cu privire la problema, și a fost imposibil pentru a obține o majoritate de 2/3. În timpul unui turneu istovitor cross-country pentru a promova Liga, Wilson a suferit o serie de accidente vasculare cerebrale. El nu si-a revenit fizic și a pierdut abilitățile sale de conducere și a fost în imposibilitatea de a negocia un compromis. Senatul a respins intrarea în Liga.
Înfrângerea în Marele Război a Germaniei a lăsat-o într-o stare de agitatie si cu datorii pentru despăgubiri de război si plățile către Aliații victorioși. Aliații au transformat sumele mari datorate Trezoreriei Statelor Unite in creditele de război. SUA a orchestrat în mod efectiv plata de despăgubiri, în cadrul Planului Dawes, băncile americane au împrumutat-o cu pe Germania la plata despăgubirilor pentru țări precum Marea Britanie și Franța, care, la rândul ei a plătit propriile ei datorii de război Statelor Unite. În anii 1920, economiile europene și americane au atins noi niveluri de producție industrială și prosperitate.
După o lungă perioadă de agitație, femeile din SUA au reușit în 1920 să obțină voturile necesare de la o majoritatea oamenilor pentru a obține dreptul de a vota la toate alegerile statale și federale. Femeile au participat la alegerile prezidențiale și Congresului din 1920.
Politicienii au răspuns la noul electorat prin accentuarea problemelor de interes deosebit pentru femei, în special prohibitia, sanatatea copilului, scolile publice și pacea la nivel mondial. Femeile au răspuns la aceste probleme, dar în termeni de vot general, au împărtășit aceeași perspectivă și același comportament de vot ca și bărbații.
Votul organizației NAWSA a devenit Liga votanților de sex feminin. Alice Paul's National Woman's Party a început sa faca lobby pentru egalitate deplină și amendamentul drepturilor egale, care au trecut Congresului în timpul celui de-al doilea val al miscarii femininste in 1972, dar nu a fost ratificat și nu au intrat în vigoare. Creșterea principală a dreptului de vot al femeii a venit în 1928, când mașinariile politice din marile orase si-au dat seama că este nevoie de sprijinul femeilor pentru a-l alege pe Al Smith, în timp ce localurile rurale uscate au mobilizat femeile pentru a sprijini prohibitia și să voteze pentru republicanul Herbert Hoover. Femeile catolice au fost reticente în a vota la începutul anilor 1920, dar au fost înregistrate în număr foarte mare pentru alegerile din 1928 , primul în care catolicismul a fost o problemă majoră. Câteva femei au fost alese la birou, dar nici una nu a devenit deosebit de importanta în timpul această perioadă de timp. În general, mișcarea pentru drepturile femeilor a fost in stare latenta in 1920, de cand Susan B. Anthony și alte activiste proeminente au murit, și în afară de Alice Paul , puține femei mai tinere au venit pentru a le înlocui.
Cu excepția recesiunii din 1920-1921, Statele Unite ale Americii s-au bucurat de o perioadă de prosperitate. Vremurile bune au fost pe scară largă pentru toate sectoarele (cu excepția agriculturii și industriei cărbunelui). Noi industrii (în special cea electrică,cinematografica, siderurgica, petroliera, turistica, constructoare de autostrazi si locuinte) au înflorit.
"Afacerea a Americii este afacere", a proclamat președintele Coolidge ca antreprenoriat înflorit. Interesele de afaceri au capturat controlul agențiilor de reglementare stabilite înainte de 1915 și utilizat retorica progresivă, subliniind eficiența tehnologică și prosperitatea ca cheie spre imbunatatirea sociala. William Allen White, un purtător de cuvânt al liderului progresiv, l-a susținut pe candidatul Herbert Hoover, în 1928, ca unul care ar putea "spiritualiza" prosperitatea de afaceri și să servească in scopuri progresive. 
Energie a fost o cheia economiei, în special electricitatea și petrolul.Electrificarea a ajuns in toate municipiile si orasele, consumatorii au cerut noi produse, cum ar fi becurile, frigiderele și prăjitoarele de pâine. Uzinele au instalat motoare electrice și inregistrat o crestere de productivitate. Cu zacaminte de petrol din Texas, Oklahoma, și California, Statele Unite au dominat producția de petrol in lume, acum chiar mai importanta într-o epocă de automobile și camioane.
Sindicatele au crescut foarte rapid în timpul războiului, în curs de dezvoltare, cu un număr mare de membri, trezoreriile complete, și o garanție de stat temporară a dreptului de negociere colectivă. Inflația a fost ridicată în timpul războiului, dar salariile au crescut chiar mai repede. Cu toate acestea, sindicatele au fost slabe în industria grea, cum ar fi in cele de automobile și oțel. Puterea lor principala a fost în construcție, de imprimare, căi ferate, precum și alte meșteșuguri unde AFL a avut un sistem puternic. Membru al Uniunii, a crescut de la 2,7 milioane membri în 1914 la 5 milioane în 1919. Un spirit agresiv a apărut în 1919, așa cum s-a demonstrat prin greva generală în Seattle sau greva politistilor din Boston. Sindicatele mai mari a făcut o mișcare dramatică pentru extindere în 1919 prin apel la greve majore în industriile textile, de , oțel, cărbune, și căi ferate. Corporațiile au luptat și grevele au eșuat. Sindicatele au avut de partea lor mașiniști, lucrătorii din sectorul textil și marinari, și din industrii, cum ar fi cea alimentara și îmbrăcăminte, dar numarul membrilor a scăzut din nou la 3,5 milioane , în cazul în care acesta a stagnat până la New Deal a adoptat Legea Wagner în 1935. 
Salariile reale (după luarea inflație, șomaj, și ore scurte în considerare) a tuturor angajaților s-a dublat în 1918-1945.In 1918 era setat pe 100, indicele a fost de 112 în 1923, 122 în 1929, 81 în 1933 (punctul scăzut al depresiei), 116 în 1940 și 198 în 1945. 
Bulele de la sfârșitul anilor 1920 au fost reflectate de extinderea de credit la un nivel periculos, inclusiv pe piața de valori, care a crescut la niveluri ridicate . Dimensiunea guvernul a fost la un nivel scăzut, provocând libertatea majora economiei și mai multă prosperitate. A devenit evident în retrospectivă, după crahul bursier din 1929 că nivelurile de credit au devenit periculos de umflate. Crahul bursier a fost, de asemenea, cauzată de creșterea cheltuielilor guvernamentale de catre Herbert Hoover și speculațiile excesive de piață.

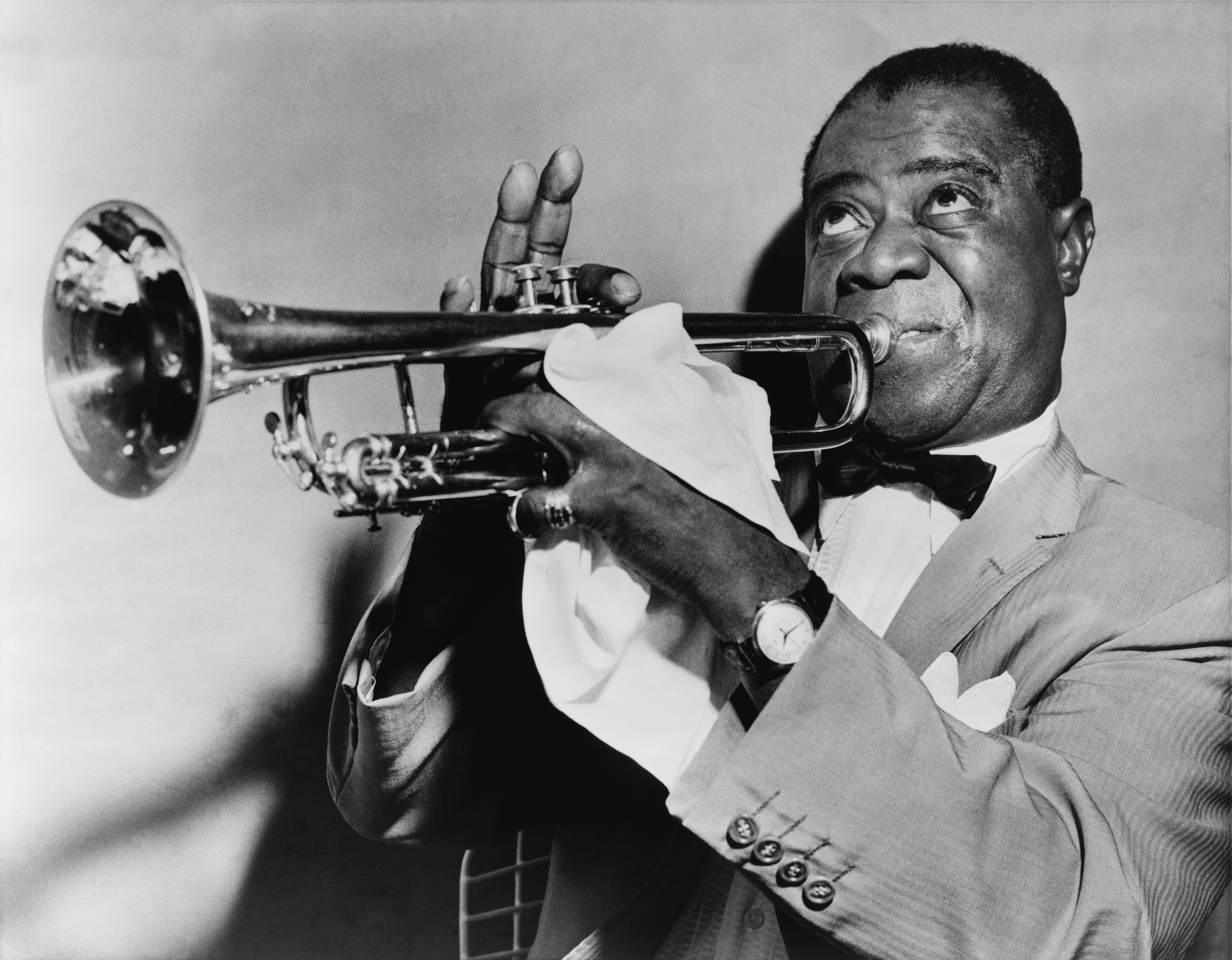
Louis Armstrong

"Epoca Jazz " simboliza popularitatea muzicii noi și noi forme de dans, care a atras cei mai multi tineri în toate orașele mari, astfel, generația mai în vârstă s-a îngrijorat de amenințarea standardelor sexuale perdante. În fiecare oras, Hollywood-ul a descoperit o audiență pentru filmele sale mute. A fost o epocă de celebritate și eroi, cu staruri de cinema, boxeri, sportivi etc. pe scara larga.
Cultura neagra, mai ales în muzică și literatură, a înflorit în mai multe orașe, cum ar fi New Orleans, Memphis, și Chicago, dar nicăieri mai mult decât în New York. Club de noapte Cotton Club și Teatrul Apollo au devenit locuri celebre de artiști și scriitori.
Radioul a fost o nouă industrie care a crescut exploziv , ridicandu-se stații îndepărtate de alte stații în fiecare oraș mare, de la mijlocul deceniului. Prin 1927, s-au format două rețele naționale: NBC și ABC. Editiile audio se axau mai mult pe muzica, in special pe marile trupe.
În 1920, producerea, vânzarea, importul și exportul de alcool au fost interzise dupa modificarea amendamentului al XVIII-lea al Constituției Statelor Unite ale Americii in incercarea de a atenua ratele ridicate de alcoolism și, mai ales, corupția politică condusă de politicieni care se duceau des la salon. Aceasta a fost executată la nivel federal, prin Legea Volstead. Cele mai multe state nu pun legea federala in aplicare. Băutul sau deținerea lichiorului nu a fost ilegal, numai fabricarea sau vânzarea acestuia era ilega. Prohibitia nationala s-a încheiat în 1933, deși a continuat pentru o vreme în unele state. Interdicția este considerata a fi una dintre mariile esecuri ale istoriei , deoarece crima organizata (vezi Al Capone) fost întărită.

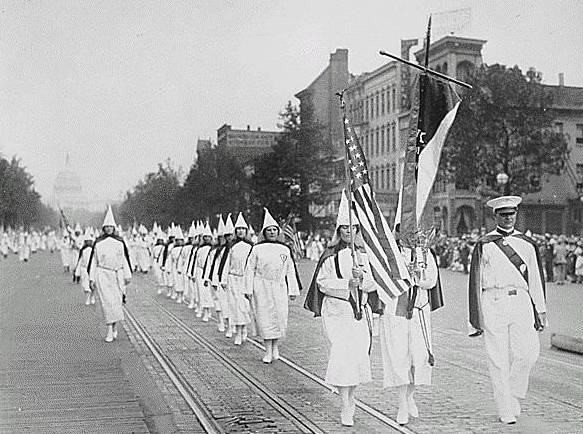

Intre timp, Ku Klux Klan (KKK)- numele a trei organizații complet diferite (1860, 1920, post-1960), care au folosit aceeași nomenclatură și costume, dar nu au avut nici o legătură directă intre ele, s-au dezvoltat. KKK din anii 1920 a fost o mișcare de purificare care s-a adunat împotriva criminalității, în special, criticand creștere "influentei" de "big-city", catolicii, negrii și evreii. Gruparea avea 4 milioane de membri , dar nu figura național. Nu s-au comis crime care sa fi avut un impact national. Clanurile locale par să fi fost prost organizate, iar ideile extremiste au fost exploatate ca dispozitive pentru a face bani . (Organizatorii percepeau o taxa de 10 dolari și până la 50 de dolari pentru costume.) Cu toate acestea, KKK a devenit destul de proeminent ca sa organizeze un miting uriaș în Washington DC, în 1925. Curând după aceea, prima pagină a ziarelor naționale au raportat violarea și uciderea liderului KKK în Indiana, iar grupul a pierdut rapid mistica și aproape toți membrii .
Guvernul federal a preluat un rol tot mai mare în afaceri din 1920. In timpul prohibitiei, guvernul a obținut noi puteri și îndatoriri, cum ar fi finanțarea și supravegherea noului sistem de autostrada din SUA și de reglementare a spectrului de frecvențe radio. Rezultatul a fost o răspândire rapidă a drumurilor standardizate și emisiuni care au fost salutate de majoritatea americanilor. 
Administrația Harding a fost zguduita de scandalul Teapot Dome, cel mai faimos dintre o serie de episoade care implică membri ai cabinetului Harding. Președintele, epuizat și bolnav de știri de scandaluri, a murit dupa un atac de cord aparent în august 1923 în timpul unei croaziere în Alaska. Vice-presedinte, Calvin Coolidge, l-a succedat.
Coolidge nu ar fi putut fi o personalitate mai diferita decât predecesorul său. Dur, puritan , și imaculat cinstit, Casa Alba era în contrast puternic cu consumul de alcool, jocurile de noroc, și femei, care au functionat perfect sub Harding. În 1924, el a fost ales ușor cu sloganul "Keep Cool With Coolidge ". În general, Harding și administrațiile lui Coolidge au marcat o revenire la stilul hands-off de președinți de secolul al XIX-lea, în contrast cu activismul lui Roosevelt și Wilson. Coolidge, care a petrecut toată vara în vacanță în timpul anilor săi de mandat, a spus faimoasa zicala "afacerea poporului american este afacerea." 
Când Coolidge a refuzat să candideze din nou în alegerile din 1928, Partidul Republican l-a nominalizat pe inginerul și secretarul de Comerț Herbert Hoover, care a fost ales de cu o marjă largă pe langa Al Smith, primul candidat catolic. Hoover a fost un tehnocrat. A fost un credincios în eficacitatea de individualism și de întreprindere de afaceri, cu un pic de coordonare de către guvern, pentru a rezolva toate problemele. El a imaginat un viitor de o multime nemărginită și sfârșitul iminent al sărăciei în America. La un an de la alegerea sa, piata de capital s-a prăbușit, iar economia națiuniia alunecat în jos în Marea Depresiune. 
După crah, Hoover a încercat să pună în aplicare mai multe eforturi de redresare a economiei, în special în sectorul agricol. Nimic nu a mers. Hoover a crezut în stimulare cheltuielilor și a încurajat guvernatorii locali , precum și guvernul federal, de a cheltui foarte mult pe clădirile publice, drumuri, poduri, și, cel mai faimos, barajul Hoover de pe râul Colorado. Dar cu veniturile fiscale care se epuizau rapid, statele s-au cufundat în propriile lor crize fiscale. Republicanii, în urma presiunilor in masă , împreună au adoptat Legea tarifului Smoot-Hawley, care a ridicat tarifele. Canada și alte națiuni s-au răzbunat prin creșterea tarifelor lor pe marfuri americane și deplasarea comerțului lor în alte direcții. Importurile americane și exporturile au scăzut cu mai mult de două treimi, dar din moment ce comerțul internațional a reprezentat mai puțin de 5% a economiei americane, prejudiciul facut a fost limitat. Întreaga economie mondială, condusă de Statele Unite, a căzut într-o spirală descendentă care s-a agravat și mai rău, iar în 1931-1932 a început să se cufunde în jos chiar mai repede. Hoover, impreuna cu Congresul, a înființat o nouă agenție , Reconstruction Finance Corporation, în 1932, dar s-a dovedit a fi prea târziu.

### Marea Depresiune

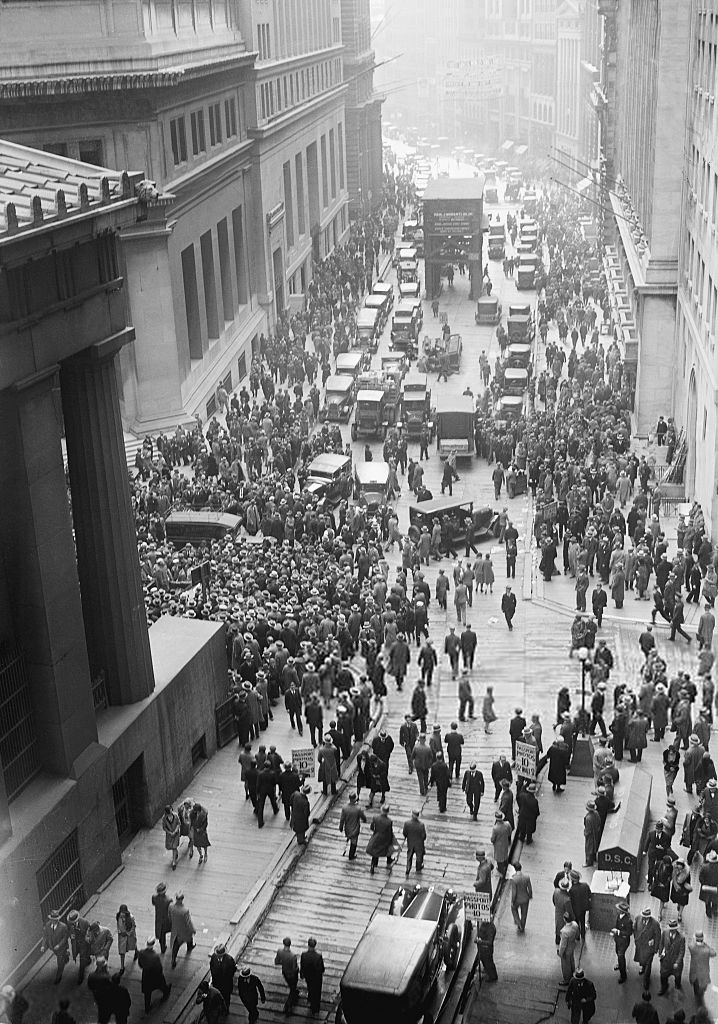

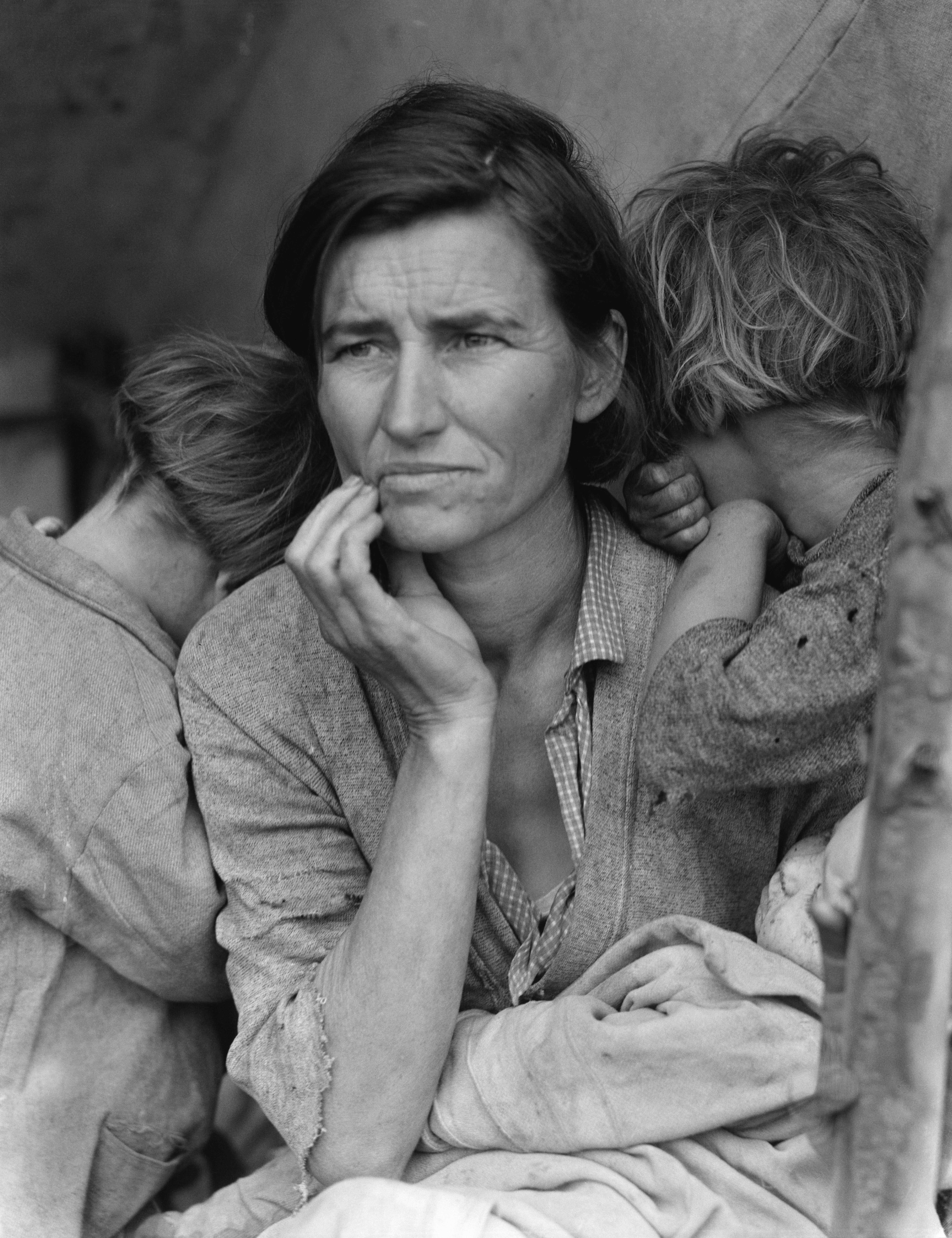

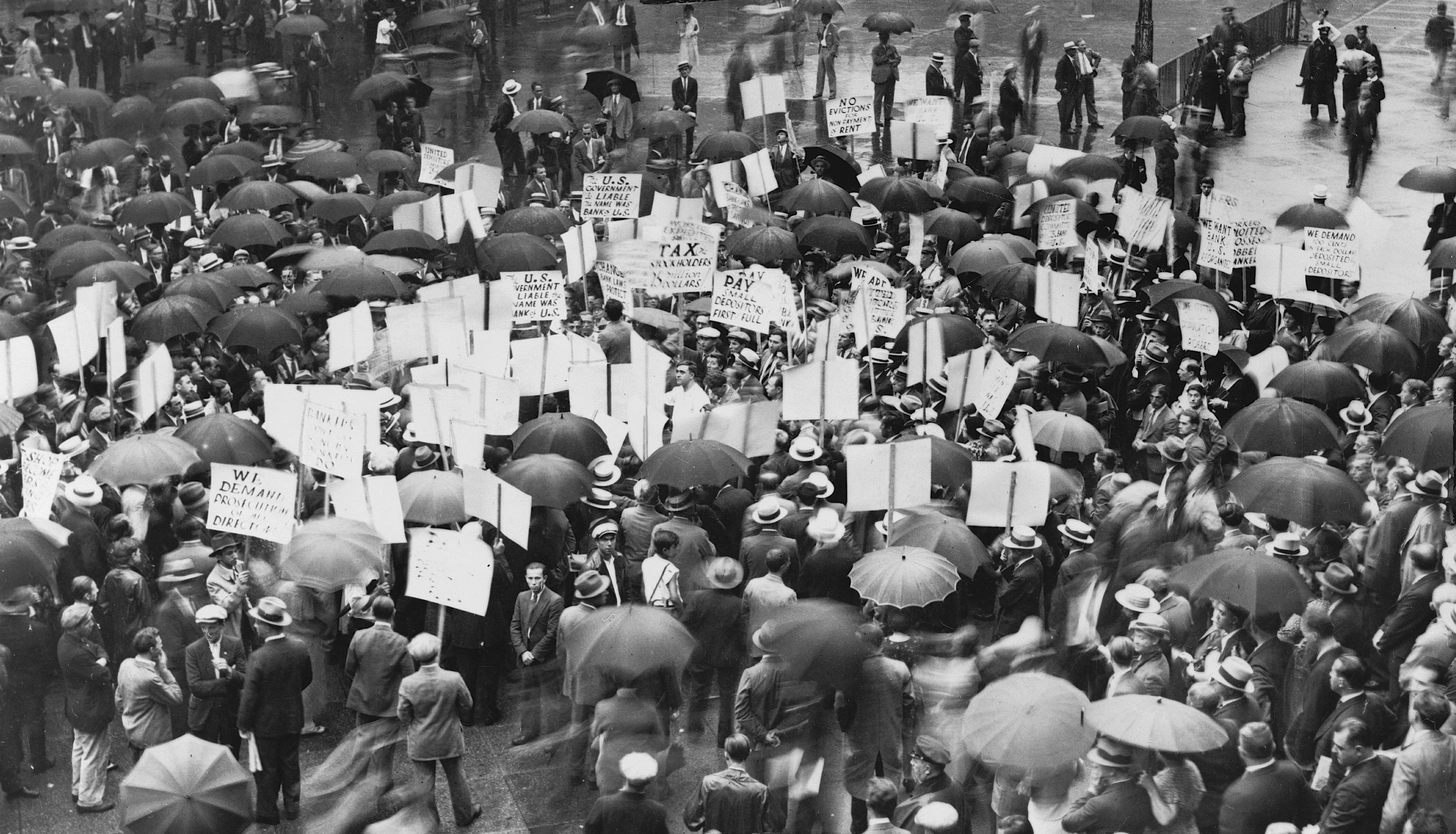

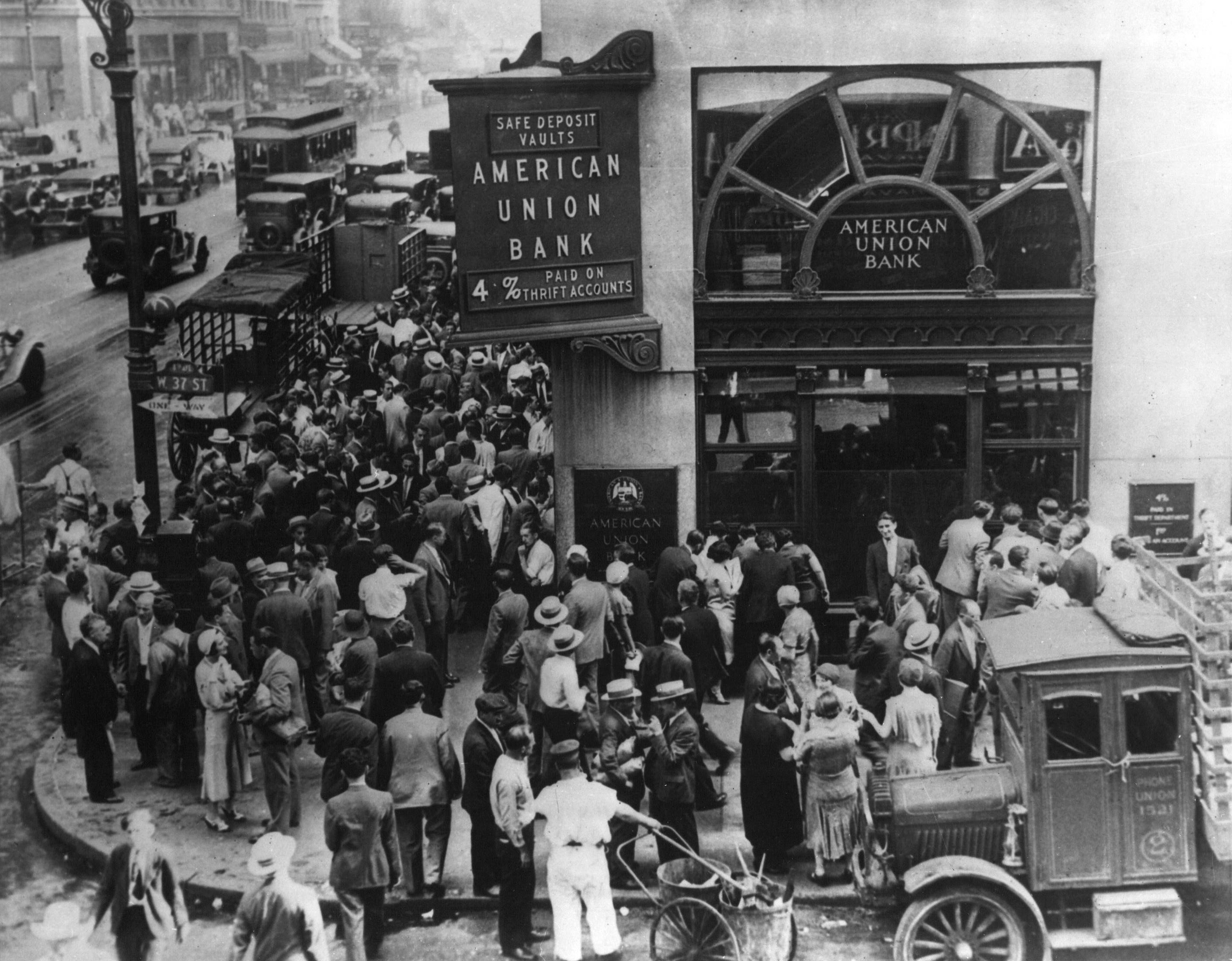

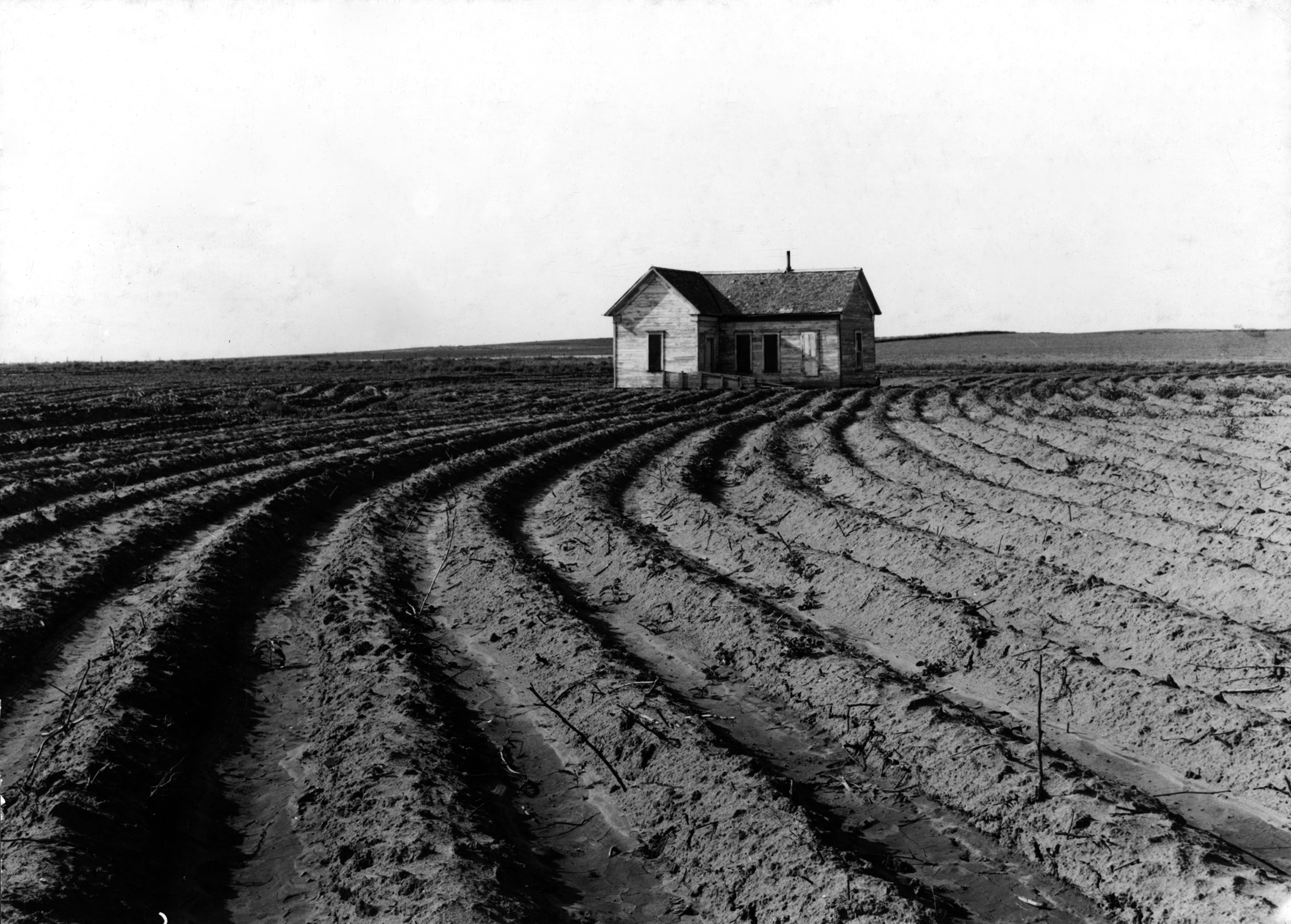

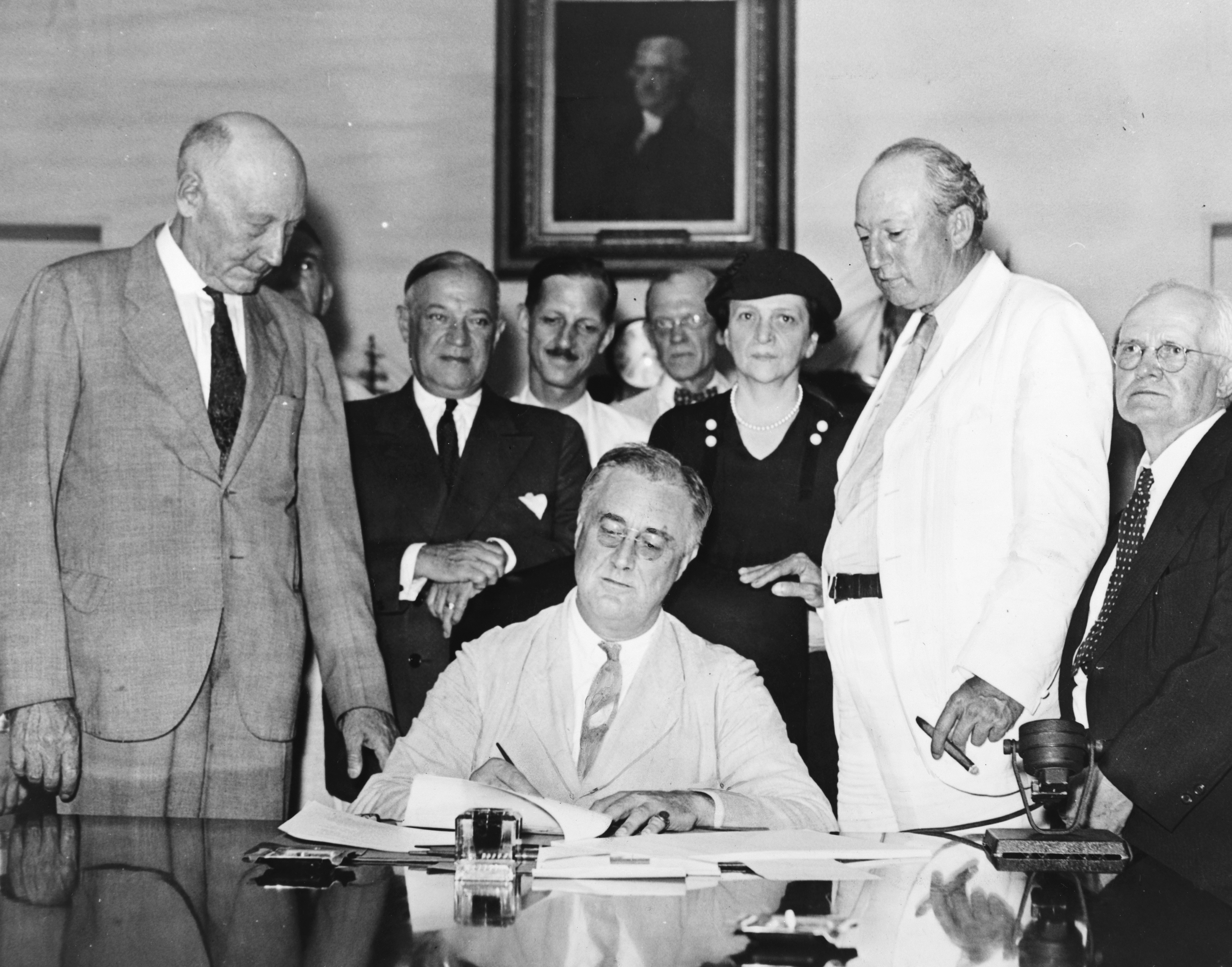

Economia americana a intrat intr-o recesiune obișnuită în vara anului 1929, deoarece cheltuielile de consum au scăzut și produse nevândute au început să se adune, încetinind producția. În același timp, prețurile acțiunilor au continuat să crească, iar prin toamna acelui an a ajuns la niveluri care nu au putut fi justificate prin veniturile viitoare anticipate. Pe 24 octombrie 1929, bula de piața de valori în cele din urmă a izbucnit, investitorii au început sa faca speculatii de acțiuni în masă. Un număr record de 12.9 milioane de parti au fost tranzacționate în aceea zi, cunoscut sub numele de "Joia Neagră". Cinci zile mai târziu, "Marțea neagră" , 16 milioane de actiuni au fost tranzactionate ducand la un alt val de panică ce a cuprins Wall Street. Milioane de acțiuni au rămas fără valoare, și acei investitori care au cumpărat acțiunile "în marjă" (cu bani împrumutați) au fost ruinati complet.
Cu încrederea consumatorilor dispăruta în urma prăbușirii pieței de valori, încetinirea creșterii cheltuielilor și a investițiilor au obligat fabricile și alte întreprinderi de a încetini producția și construcțiile și începe concedierea lucrătorilor. Pentru cei care au fost suficient de norocosi pentru a rămâne angajați, salariile au scăzut și puterea de cumpărare a scăzut. Multi americani au fost forțați să cumpere pe credit , și numărul de executii bancare și deposedari au crescut constant. Aderarea la standardul de aur, la care au aderat țări din întreaga lume într-un schimb valutar fix, a ajutat la răspândirea Depresiunii din Statele Unite în întreaga lume, în special în Europa.
În ciuda asigurărilor din partea președintelui Herbert Hoover și altor lideri care credeau ca criza isi va urma cursul, problemele au continuat să se agraveze în următorii trei ani. Prin 1930, 4 milioane de americani care cautau de lucru nu si-au putut găsi vreun job, astfel, numărul de someri a crescut la 6 milioane în 1931. Între timp, producția industrială a țării a scăzut la jumătate. Cozi la cantine și creșterea numărului de persoane fără adăpost au devenit tot mai frecvente în orașele din America. Fermierii (care s-au luptat cu propria depresie economică din cauza secetei și scăderii prețurilor la produsele alimentare) nu au avut recolte bogate, și au fost nevoiți să-si părăsească domeniile în timp ce alti oamenii au murit de foame în altă parti.
La inceputul secolului XX, fermierii au exploatat agresiv solul și a rezultat un dezastru ecologic la nivel local. 
Ca răspuns, guvernul federal a mobilizat mai multe agenții de New Deal, în principal Serviciului de Conservare a solului format în 1935, pentru a promova reabilitarea fermelor. La nivel local, guvernul a cerut fermierilor pentru a planta copaci și iarbă pentru a reface solul, să reinvestească și sa teraseze în modele de contur pentru a deține apa de ploaie, și pentru a permite porțiunile de teren agricol lasate in paragina sa fie neatinse, astfel încât solul sa se poata regenera. Guvernul a achiziționat, de asemenea, 11,3 milioane de acri de teren submarginal pe care să-l țină departe de producție. Pana in 1941 o mare parte din teren a fost reabilitat, dar regiunea a repetat greșelile sale în timpul al doilea război mondial cand fermierii au cultivat din nou grau pe pășuni când prețurilor la cereale au crescut. 
Ținutul a fost măturat de o serie de furtuni de praf teribile-Albia de Pulbere (Dust Bowl). Până în 1933, vântul a ridicat sute de milioane de sol din stratul de suprafață, solul fiind distrus. Ruinate, mii de familii lovite de sărăcie au plecat din Albia de Pulbere, căutând de lucru în California sau alte regiuni.
În toamna lui 1930, primul din cele patru valuri de panică bancară a izbucnit, cand un număr mare de investitori au pierdut încrederea în solvabilitatea băncilor lor și au cerut depozite în numerar, forțând băncile să lichideze creditele în scopul de a suplimenta rezervele insuficiente pe o parte . Panica bancilor au cuprins Statele Unite din nou în primăvara și toamna anului 1931 și toamna anului 1932, și până la începutul anului 1933 , mii de bănci au închis porțile. În fața acestei situații cumplite, administrația Hoover a încercat sprijinirea băncilor falimentare și altor instituții cu împrumuturi guvernamentale; ideea a fost că băncile, la rândul lor ar împrumuta pentru întreprinderi, care ar fi în măsură să angajeze din nou.
Hoover, un republican care a anterior a servit ca secretar de Comert al SUA, credea că guvernul nu ar trebui să intervină direct în economie, și că nu avea responsabilitatea de a crea locuri de muncă sau de a oferi ajutor economic pentru cetățenii săi. În 1932, însă, cu țara împotmolita în adâncimile Marii Depresiuni si cu 13-15 milioane de someri (sau mai mult de 20 % din populatia SUA la momentul respectiv) , democratul Franklin D. Roosevelt a câștigat o victorie zdrobitoare în alegerile prezidențiale. De ziua inaugurării ( 4 martie 1933), fiecare stat american a ordonat ca toate băncile rămase sa se închida la sfârșitul celui de al patrulea val de panică bancară, iar Trezoreria SUA nu a avut destui bani pentru a plăti toți lucrătorii guvernamentali. Cu toate acestea, FDR (cum era cunoscut), exprima o energie calma și optimista, declarând că "singurul lucru de care trebuie să ne temem este teama însăși".
Roosevelt a luat măsuri imediate pentru a aborda problemele economice ale țării, anunțând prima "vacanță bancara " de patru zile, în care toate băncile s-au închide, astfel încât Congresul ar putea trece legislatia privind reforma, ca la redeschiderea băncilor sa aiba efect. De asemenea, el a început abordarea directă a cetățenilor la radio într-o serie de discuții, și așa-numitele "Discutii la gura sobei",care a restabilit încrederea publica in politicieni. În primele 100 de zile de mandat, administrația sa a adoptat o lege care a avut ca scop stabilizarea producției industriale și agricole, crearea de locuri de muncă care să stimuleze pe recuperare. În plus, Roosevelt a încercat să reformeze sistemul financiar, creând Federal Deposit Insurance Corporation (FDIC) pentru a proteja conturile deponenților și Comisia de Valori Mobiliare (SEC) pentru a reglementa piața de valori și de a preveni abuzuri de genul celor care au dus la crahul din 1929 .

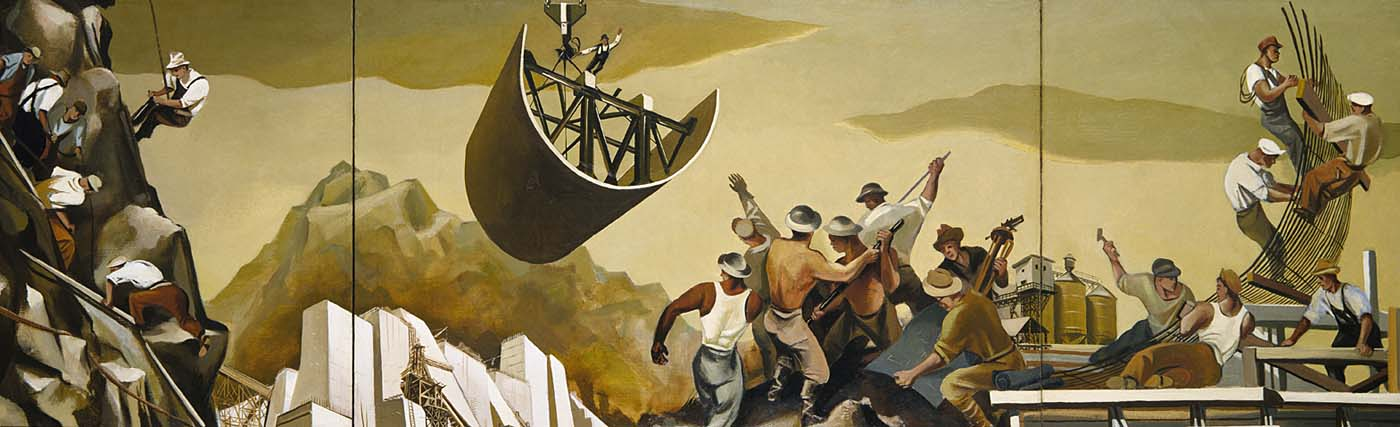

Printre programele și instituțiile New Deal ce au ajutat la recuperarea de la Marea Depresiune au fost Tennessee Valley Authority (TVA), care a construit baraje și proiecte hidroelectrice pentru a controla inundațiile și să furnizeze energie electrică pentru regiune saracita din Sud, Tennessee Valley , și Works Project Administration (WPA), un program permanent de locuri de muncă ce a angajat 8,5 milioane de persoane intre anii 1935-1943. După ce arata primele semne de redresare în primăvara anului 1933, economia a continuat să se îmbunătățească de-a lungul următoriilor trei ani, timp în care PIB real (ajustat pentru inflație) a crescut la o rată medie de 9 % pe an. O recesiune puternică a lovit în 1937, cauzate în parte de decizia Rezervei Federale de a spori cerințele ei pentru banii din rezervă. Deși economia a început sa se îmbunătăteasca din nou în 1938, a doua contracție severă a inversat multe dintre câștigurile din producția și ocuparea forței de muncă și a prelungit efectele Marii Depresiuni până la sfârșitul deceniului.
Greutățile din epoca Marii Depresii a alimentat creșterea mișcărilor politice extremiste în diferite țări europene, mai ales regimul nazist al lui Adolf Hitler în Germania. Agresiunea germana a izbucnit războiul în Europa în 1939, și WPA si-a îndreptat atenția către consolidarea infrastructurii militare a Statelor Unite, chiar și în calitate de țară ce a menținut neutralitatea. Cu decizia lui Roosevelt de a sprijini Marea Britanie și Franța în lupta împotriva Germaniei și a celorlalte Puterilor Axei, SUA s-a axat pe sistemul defensiv , producand mai multe locuri de muncă in sectorul privat. Atacul de la Pearl Harbor din 7 decembrie 1941 a dus la o declarație de război american, și fabricile s-au întors la modul de producție in masa. Cu producți industriale în expansiune, precum și recrutarea pe scară largă începând cu 1942, s-a redus rata șomajului.
De cand a început Marea Depresiune, Statele Unite ale Americii a fost singura țară industrializată din lume, fără o formă de asigurări de șomaj sau de securitate socială. În 1935, Congresul a adoptat Legea privind securitatea socială, care pentru prima dată prevedea ajutoarele de șomaj, invaliditate și pensiile pentru limită de vârstă.

### Minuni arhitecturale
Avansarea tehnologica si dezvoltarea industriala in America s-a remarcat prin realizarea constructiilor remarcabile si durabile.

##### Muntele Rushmore

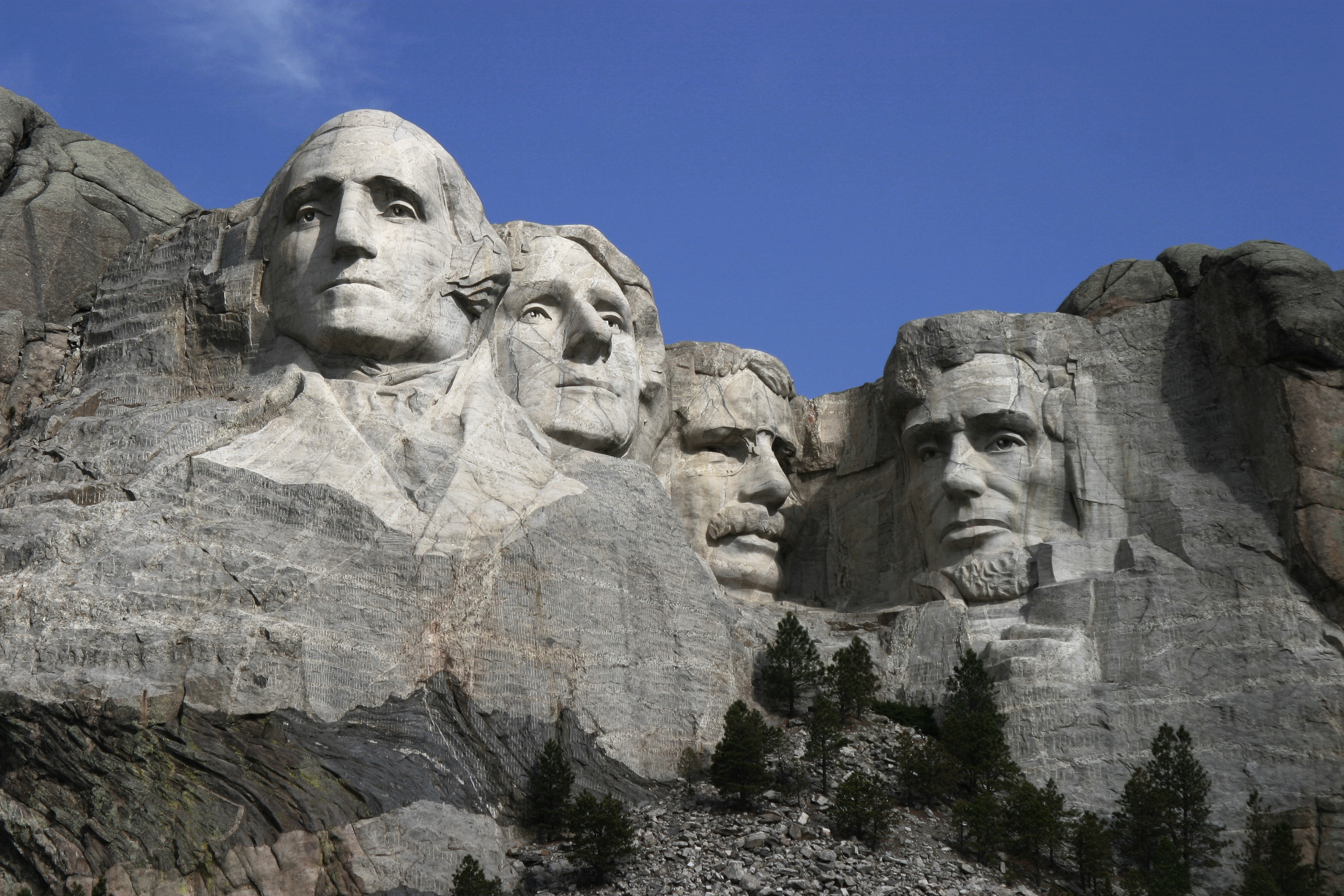

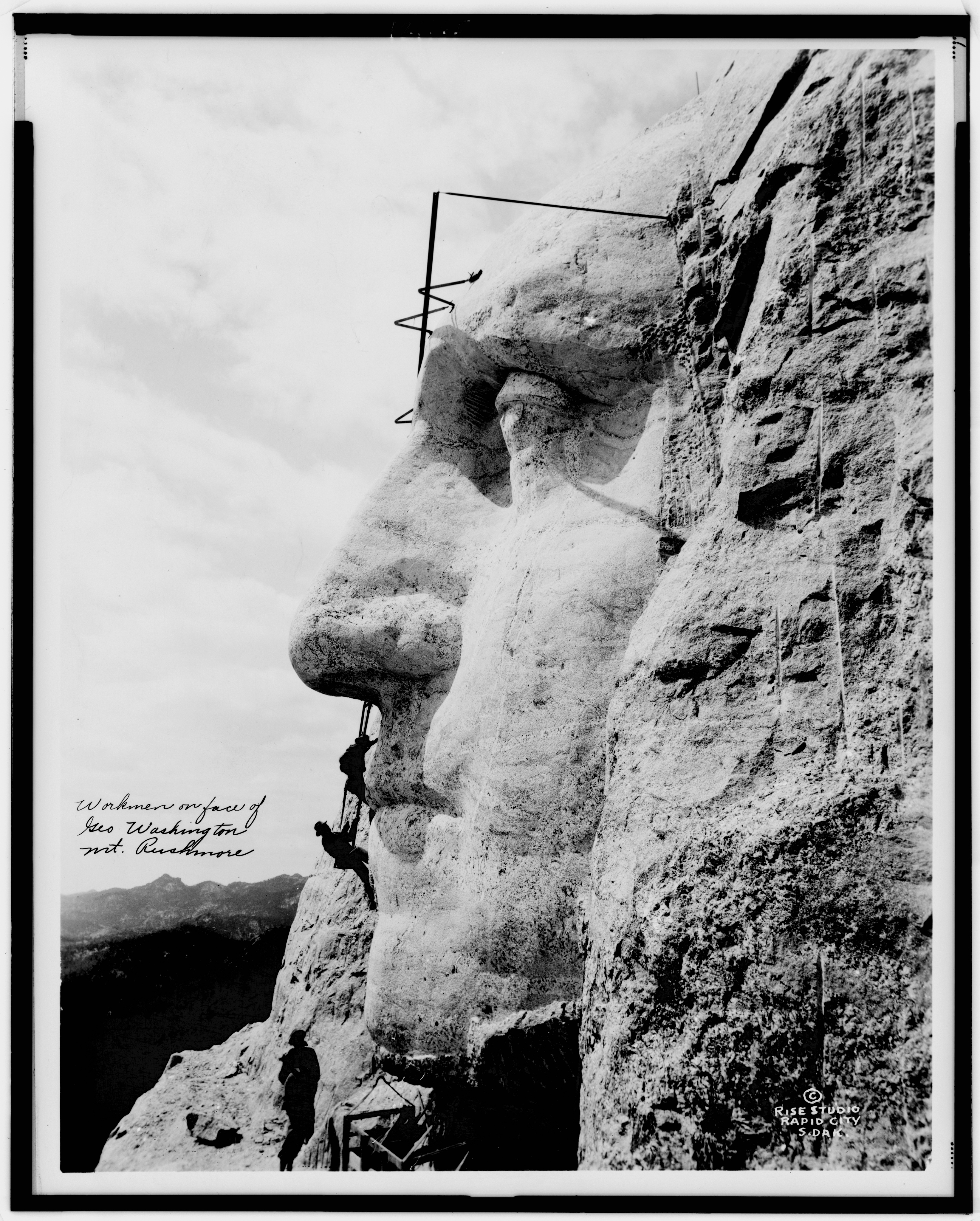

Sculptarea propriu-zisă a Muntelui Rushmore care prezintă sintetic primii 150 de ani din istoria Statelor Unite ale Americii prin intermediul unor sculpturi colosale, înfățișându-i pe primii președinți ai țării, George Washington (întâiul), Thomas Jefferson (al treilea), respectiv pe ulteriorii Abraham Lincoln (al șaisprezecelea) și Theodore Roosevelt (al douăzeci și șaselea) a început în 1927 și s-a încheiat în 1941. În ciuda dificultății și periculozității realizării sculpturilor, nu au existat cazuri de decese, deși s-au înregistrat câteva cazuri de răniri.

##### Barajul Hoover
Construcția barajului Boulder, numit ulterior în mod controversat barajul Hoover după cel de-al 31-lea președinte american Herbert Hoover, a început în anul 1931 și a durat 5 ani, până în anul 1936, în timpul perioadei cunoscută ca Marea depresiune economică. Construcția barajalui a fost rezultatul unui masiv efort federal și local și a costat viața a peste o sută de oameni.
Având o lungime de 379 metri și o înălțime de 221 metri, barajul Hoover a fost timp de 22 de ani cel mai înalt baraj din lume. În regiunea cea mai uscată și cu clima cea mai toridă din Statele Unite ale Americii, din nordul deșertului Sonora și sudul deșertului Mojave, barajul Hoover asigură apa pentru milioane de oameni. Construcția barajului a dus la formarea lacului de acumulare Mead, care este unul dintre cele mai mari lacuri artificiale din lume.Termenul alocat construcției era de 6 ani.Acesta a fost terminat în 4 ani.

##### Hollywood

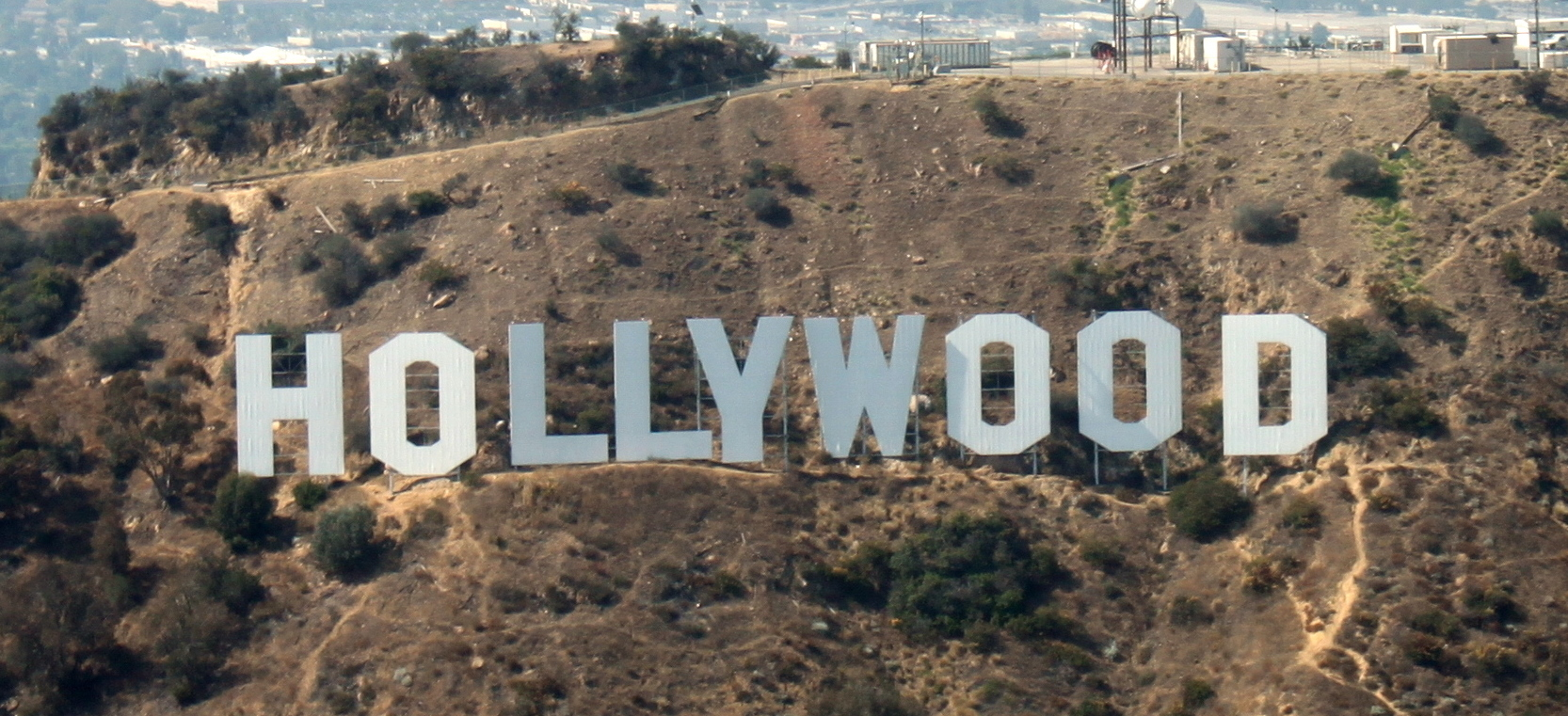

Hollywoodul a fost întemeiat în 1857. Relatările conform cărora numele ar proveni de la arbuști sfințiti aduși din Anglia sunt în mare parte neadevărate. Se spune că numele de Hollywood a apărut, din întâmplare, când soția lui Harvey Henderson Wilcox, un agent imobiliar în anii 1880, călătorind cu trenul, a întâlnit o femeie, care și-a denumit casa "Hollywood" (lemn sfânt). Când doamna Wilcox s-a întors acasă, și-a botezat ferma la fel.Hollywood a devenit o municipalitate în 1903. În 1910, locuitorii de sex masculin au votat unirea cu orașul Los Angeles, pentru a-și asigura o sursă constantă de apă.Acolo a fost construit primul nikel-odeon, prima sală specializată în prezentarea de spectacole cinematografice, primul cinematograf, lucru ce s-a petrecut în anul 1902.Tot aici, spre începutul anilor 1900, mai multe companii de producție cinematografică din New York și New Jersey au început să se mute în însorita Californie, datorită vremii bune și a zilelor mai lungi. Compania Nestor, primul studio de film din zona Hollywoodului, a fost fondată în 1911 de David Horsley. În acel an, s-au turnat acolo cincisprezece filme independente.Faimosul însemn al Hollywoodului a fost ridicat în anul 1923 și era menit să promoveze noile dezvoltări imobiliare pe dealurile Hollywoodului, înfățișând inițial cuvântul "Hollywoodland". Pentru mulți ani semnul a fost lăsat să se deterioreze. În 1949, Camera de Comerț a Hollywoodului a pus piciorul în prag și s-a oferit să elimine ultimele patru litere și să le repare pe celălalte. Prima ceremonie de decernare a Premiilor Oscar a avut loc la 16 mai 1929 în timpul unui banchet desfășurat în Sala Florilor a Hotelului Hollywood Roosevelt de pe Bulevardul Hollywood. Biletele costau $10.00, iar la ceremonie au participat două sute cincizeci de persoane.

##### Empire State Building

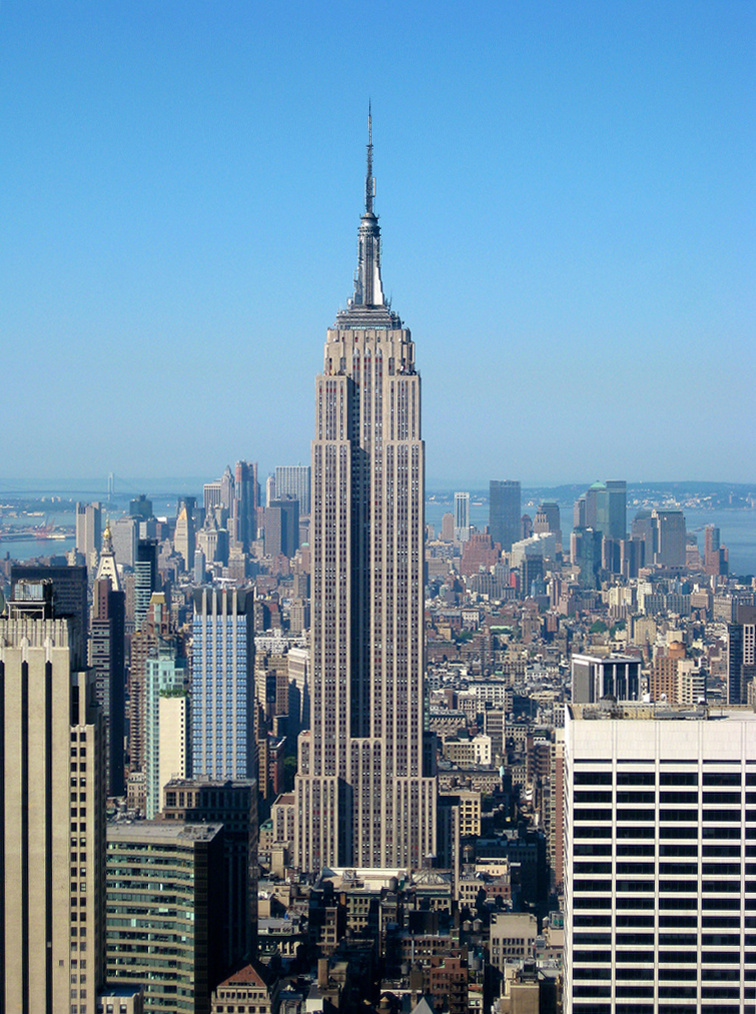

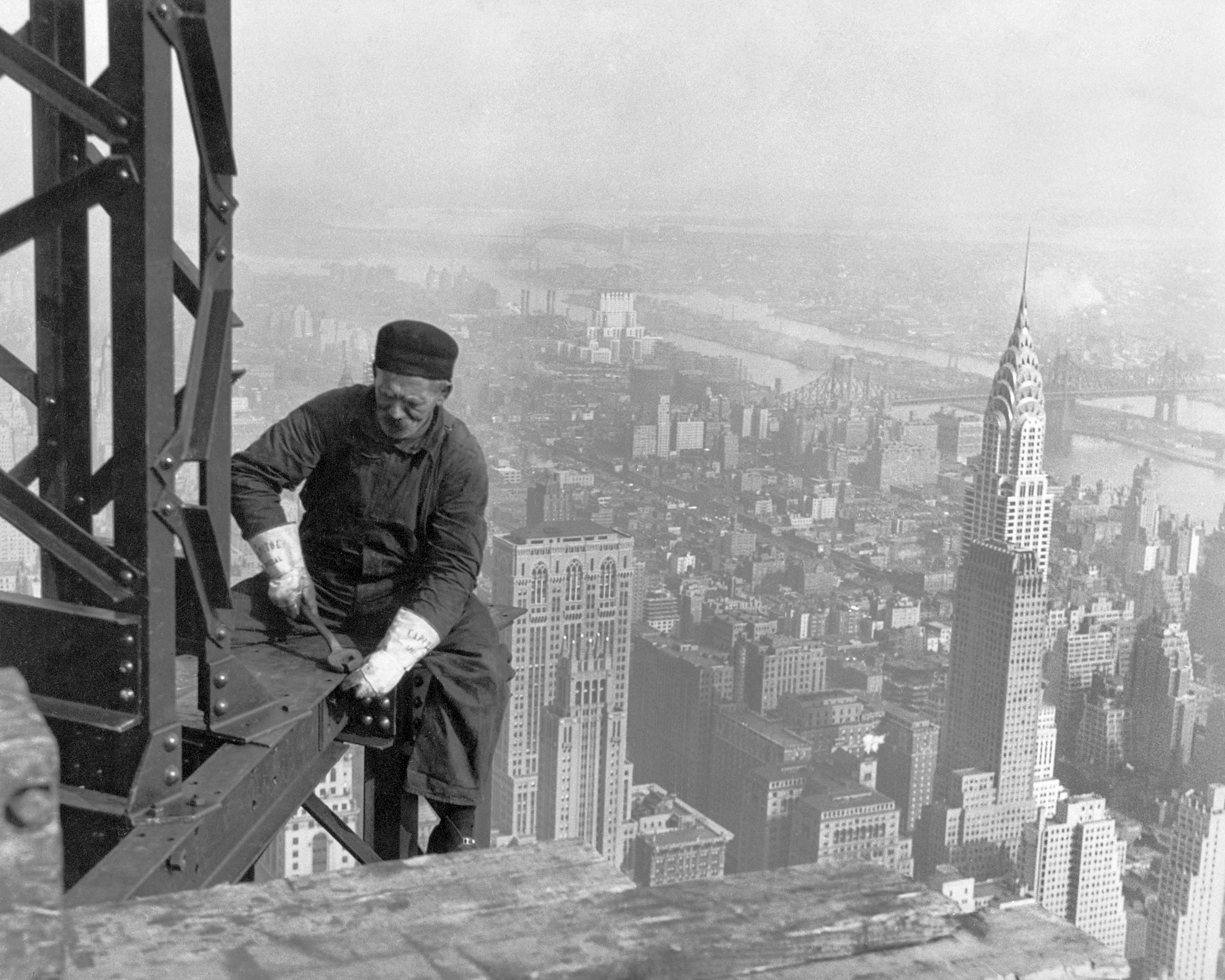

Primul zgârie nori modern a fost clădirea de zece etaje Home Insurance Building din Chicago, Illinois, construită între 1884 – 1885. Deși clădirea nu este deloc impresionantă azi ca înălțime, este importantă în istoria arhitecturii pentru că arhitectul acesteia, William Le Baron Jenney, a creat primul schelet metalic structural capabil de a suporta întreaga greutate a clădirii. Pentru prima dată, scheletul metalic al clădirii a fost astfel conceput încât zidurile nu trebuiau să suporte nimic din masa clădirii, aceasta fiind integral suportată de structura scheletului metalic. Această primă realizare de acest gen a condus la așa numitul "Chicago skeleton" ("scheletul Chicago") model structural care a dovedit în timp, că expresia "cerul este limita" (în engleză, în original, "The sky is the limit!") avea acoperire conceptuală, tehnică și materială.Zgarien-nori ca Flatiron Building cu forma sa triunghiulara a socat opinia publica.
Empire State Building a fost proiectat de William F. Lamb de la firma de arhitecturǎ Shreve. Clădirea a fost proiectatǎ de sus în jos. Contractanții generali au fost frații Starrett și Eken, iar proiectul a fost finanțat în principal de către John J. Raskob și S. Pierre du Pont.Excavarea terenului a început pe 22 ianuarie 1930, și construcția clǎdirii în sine a început simbolic pe 17 martie (mai exact de St.Patrick 's Day). Proiectul a implicat 3400 muncitori, majoritatea imigranți din Europa.Cei care au construit Empire State Building au făcut asta fără echipament de protecție, nit cu nit, transportand materialele, doar mergand pe barele de otel ale scheletului metalic al cladirii. Potrivit datelor oficiale, cinci muncitori au murit în timpul construcției. Nepoata guvernatorului Smith taie panglica la 1 mai 1931.Dar din cauza marii depresiuni, multe dintre apartamentele alocate birourilor, dar si cele locuibile nu au fost inchiriate, pana in anul 1950.

##### Golden Gate
Primele planuri de a lega printr-un pod cele două maluri a strâmtorii Golden Gate datează din anul 1871, mulți specialiști având îndoieli cu privire la posibilitatea finanțării acestui proiect. În anul 1920 s-au reînoit pregătirile de realizare a proiectului, cu toate obiecțiile și acțiunile de boicotare ale proprietarilor de vapoare ale căror vase traversau strâmtoarea. Perioada de construcție a podului a durat între data de 5 ianuarie 1933 până la data de 27 mai 1937 sub conducerea inginerului șef Joseph B. Strauss, avându-i ca asistenți pe Charles Ellis și Leon Moiseff. Este interesant câ acest pod controversat a necesitat: "200 de milioane de cuvinte pentru a convinge populația de necesitatea existenței sale și numai patru ani și 35 milioane de dolari pentru construirea lui".
În timpul construcției podului s-au produs 14 accidente mortale. Construirea podului a necesitat realizări tehnice deosebite, fiind pentru o bună perioadă de timp podul suspendat cel mai lung din lume, partea suspendată măsurând 2.332 m. Stâlpul de susținere cel mai înalt are 227 m, iar grosimea cablurilor principale (înmănunchiate) este de 92 cm. Podul cântărește 887.000 de tone și a necesitat 600.000 de nituri. A fost în întregime construit din donații într-o perioadă de timp când Statele Unite se găsea după „Marea Recesiune Economică”, și când economia SUA se confrunta cu problema unui șomaj ridicat.

### Orașele verticale

#### Las Vegas

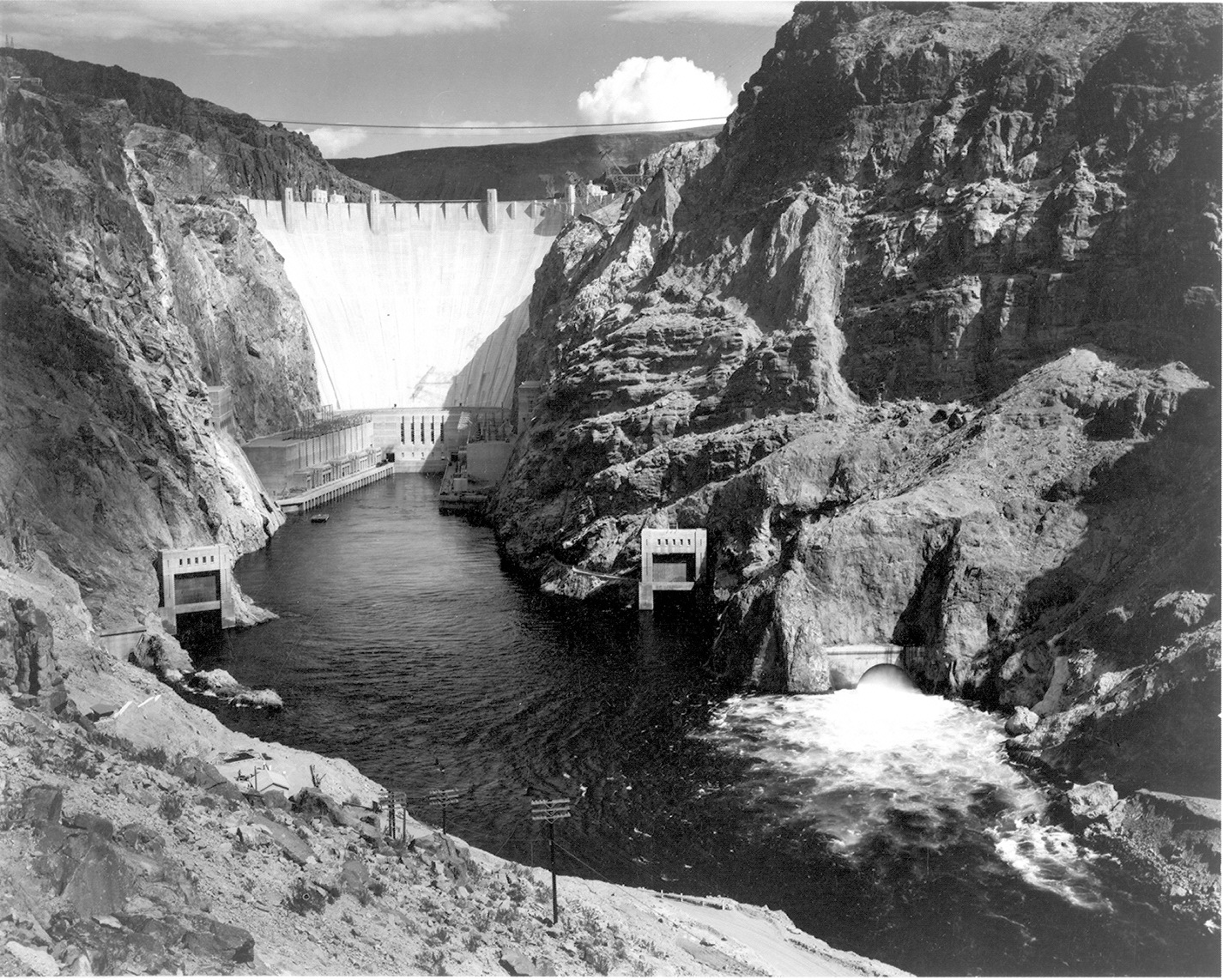
Adams Boulder Dam 1942

Construcția orașului a început în anul 1905, iar localitatea a obținut titlul administrativ de oraș în 1911. Datorită unui ritm de creștere susținut, Las Vegas a devenit cel mai mare oraș din Statele Unite fondat în secolul al XX-lea, asemănător cu Chicago, care este considerat cel mai mare oraș fondat în secolul al XIX-lea.Las Vegas, colocvial numit doar „Vegas”, este cel mai mare oraș din statul Nevada al Statelor Unite ale Americii și capitala comitatului Clark. Este cunoscut ca una dintre cele mai populare destinații turistice.

#### Los Angeles

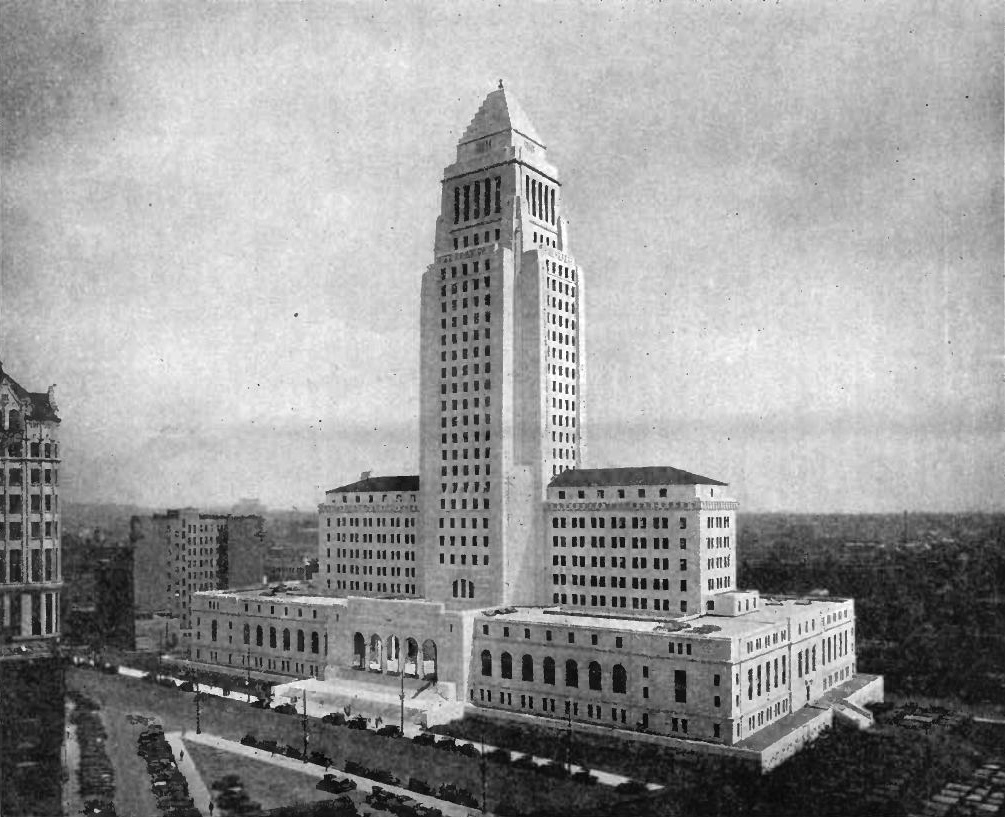
LosAngelesCityHall1931

Noua Spanie și-a obținut independența față de Imperiul Spaniol în 1821 și colonizarea a continuat sub administrarea Mexicului. În timpul administrării Mexicului, Guvernatorul Pío Pico a făcut Los Angelesul capitala regiunii Alta California. Administrarea Mexicană a luat sfârșit în timpul razboiului Mexicano-American: Americanii au preluat controlul de la Californieni după o serie de bătălii, culminând cu semnarea tratatului de la Cahuenga pe 13 ianuarie 1847.
Liniile de tren au sosit odată cu completarea liniei din partea sudică a Pacificului spre Los Angeles în 1876. Petrolul a fost descoperit în 1892 și până în 1923 descopeririile au ajutat California să devina cel mai mare producător de petrol al țării, reprezentând aproximativ o pătrime din totalul produs în întreaga lume.
Până în 1900, populația a crescut la mai mult de 102,000, punând presiune pe resursele de apă ale orașului. Completarea Apeductului din Los Angeles în 1913, sub supravegherea lui William Mulholland, a asigurat creșterea continuă a orașului.
În 1910, Los Angelesul nu numai că a anexat Hollywoodul, dar erau și cel puțin 10 companii de film active în oraș. În 1921, mai mult de 80% din industria filmului era bazată în L.A. Banii generați de industrie au protejat orașul de criza economică ce se simțea în restul țării în timpul Marii Crize. Până în 1930, populația a trecut de un milion de locuitori. În 1932, orașul a găzduit Olimpiada de vară.
După terminarea celui de-al doilea război mondial, Los Angeles a crescut mai rapid ca niciodată, extinzându-se până în San Fernando Valley. În 1969, Los Angeles a devenit unul din locurile de apariție a internetului. Transmisia ARPANET a fost trimisă de la Universitatea din California, Los Angeles (UCLA) la SRI în Menlo Park.

#### Chicago

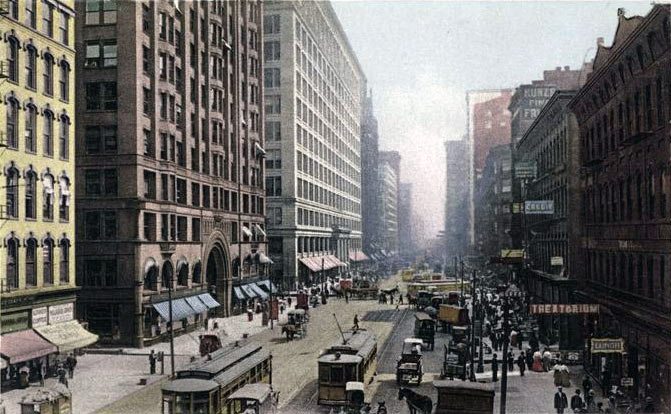

In 1837 Chicago este declarat oras , având 4200 locuitori . La început orasele au aparut în jurul unui element favorizant al unei regiuni geografice : o intersectie , un loc fortificat, un nucleu administrativ,o resursa naturala, un port . Comertul creste vertiginos , solicitând o intensificare a transporturilor . Traficul naval de pe Lacul Michigan devine insuficient , desi sporeste foarte mult . Apar noi cai de comunicatii: se construiesc canalele Chicago si Illinois în 1848 care fac legatura cu sistemul navigabil al fluviului Mississippi ; liniile de cale ferata se înmultesc în asa masura încât în 1856 orasul devine principalul nod de cale ferata al S.U.A. ; în 1869 este deja deservit de linii transcontinentale feroviare si rutiere . Aceasta dezvoltare a transporturilor si comertului are urmari imediate asupra aspectului urbanistic Legatura între zonele Loop si Gold Coast se face printr-un frumos bulevard , Michigan Avenue , amenajat în 1920 . Zonele industriale se concentreaza în jurul râului Chicago , în zona Calumet , in lungul liniilor de cale ferata , formând areale bine delimitate în sud si sud-est . Zonele muncitoresti înconjoara pe cele industriale , fiind masate si în nord si vest , în suburbii dar si în zona complexului portuar de la tarmul Lacului Michigan .

#### New York

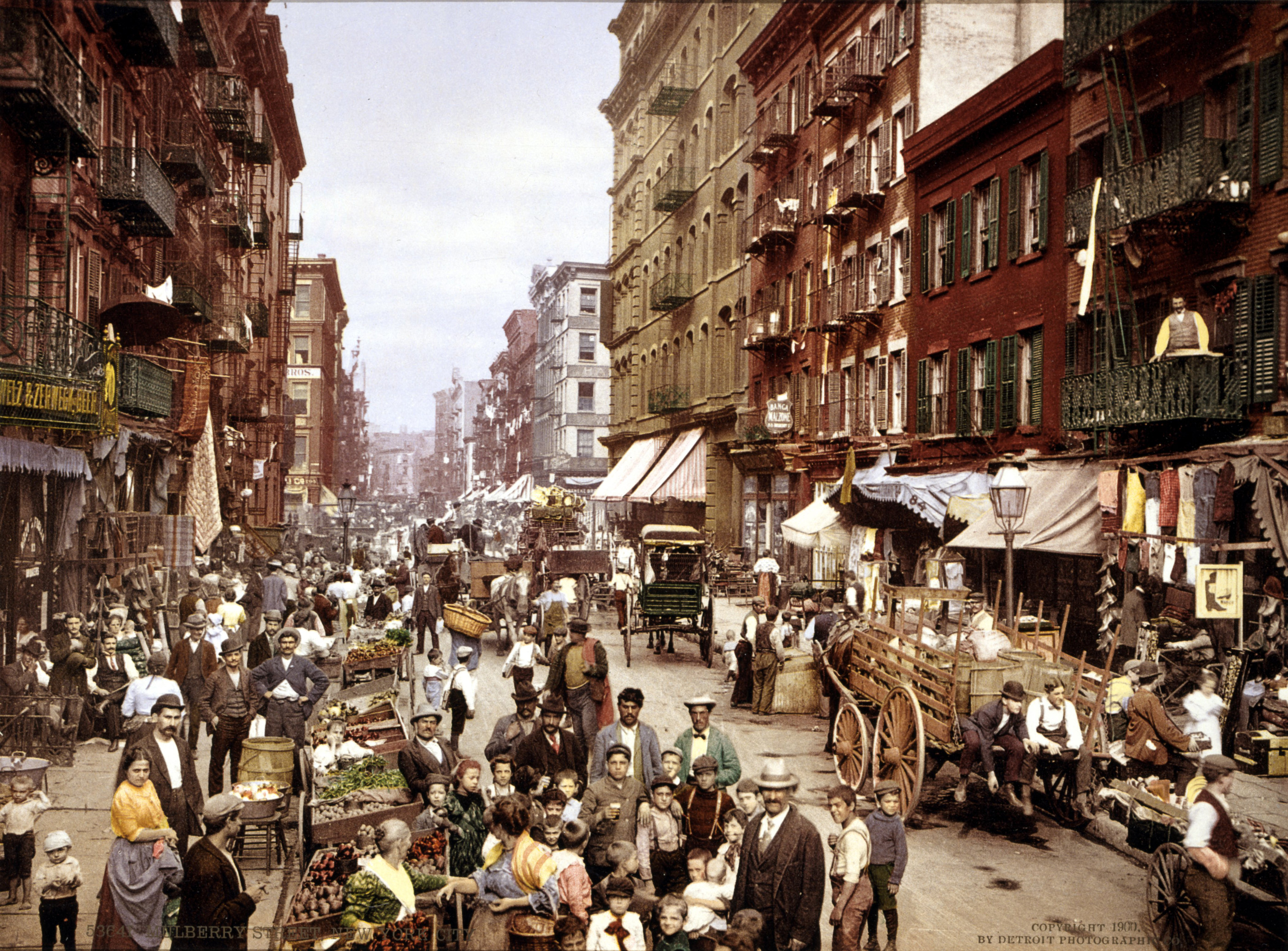
Mulberry Street NYC c1900 LOC 3g04637u edit

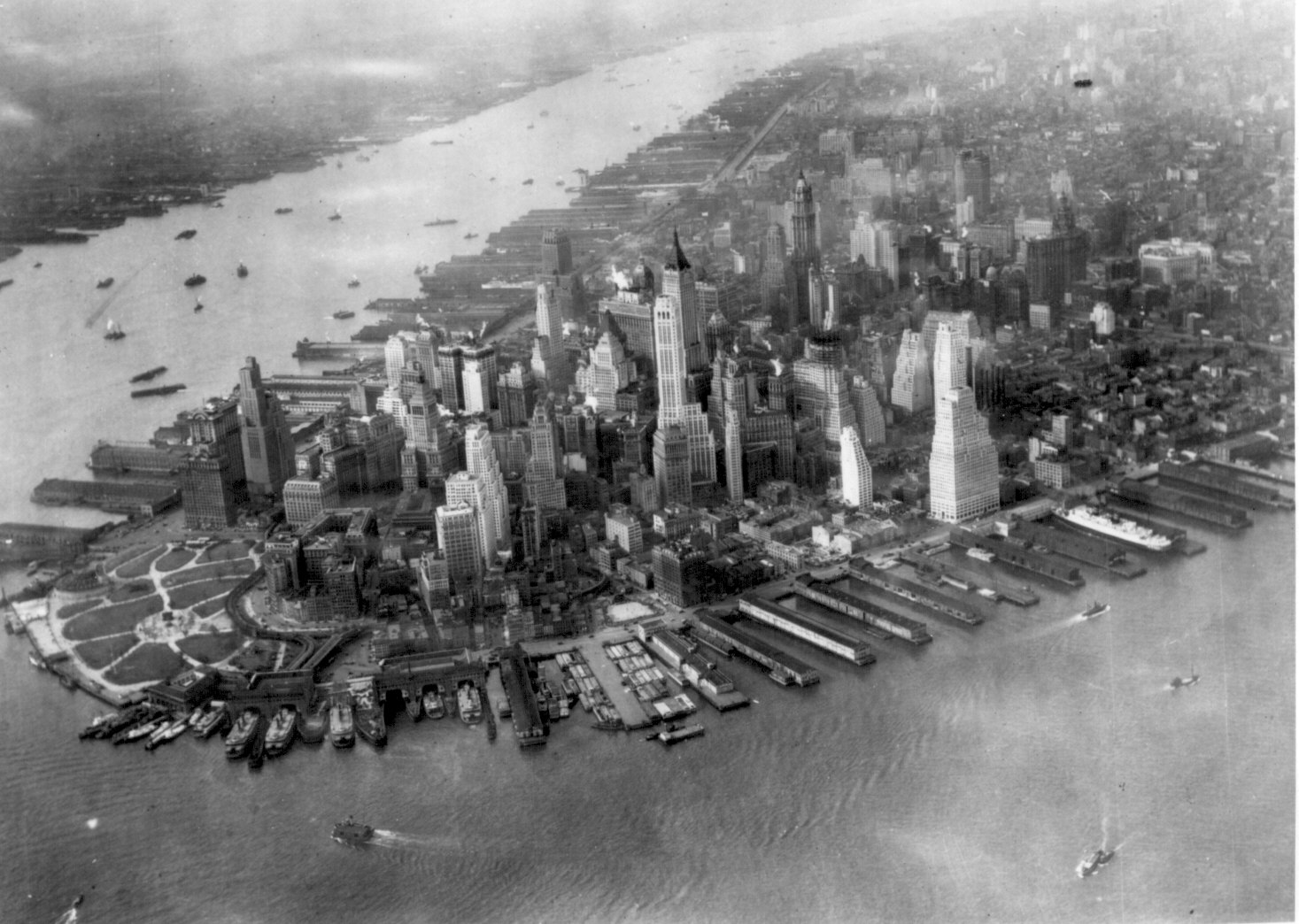

Avand o locatie favorabila, pe coasta Atlanticului si Canalul Erie (terminat in 1825), orasul New York s-a putut dezvolta rapid. Imigranti plini de sperante au inceput sa soseasca aici in valuri, din intreaga lume, iar populatia a crescut rapid, ajungand la aproximativ 100.000 de locuitori. La inceputul secolului al XIX-lea, New York-ul nu era doar cel mai mare oras din SUA, ci si un simbol al dezvoltarii si prosperitatii - desi fiecare al saptelea locuitor newyorkez traia in saracie la vremea respectiva. Orasul se dezvolta rapid, iar Planul Randel, care a propus o retea de strazi care sa poarte numere in loc de nume, si-a pus amprenta in mod hotarator asupra sa. 
In 1858 au fost incheiate si lucrarile de amenajare pentru Central Park. In 1883 a fost inaugurat Podul Brooklyn, care lega Brooklyn-ul de insula Manhattan. Avand 1.052 metri lungime, la vremea respectiva a fost cel mai lung pod suspendat din lume si primul construit integral din otel. In 1898, vechile burguri Bronx, Brooklyn, Manhattan, Queens si Richmond (Staten Island) au fost incorporate intr-un singur district administrativ: "Marele New York."
New York a devenit celebru pentru construirea multor zgarie-nori, Woolworth Building fiind printre primele zgarie-nori( inaltime 57 metri, construita in 1913).A devenit un oras al zgarie-norilor in anii 1930. (Empire State Building, Chrysler Building, American International Building, 40 Wall Street , GE Building etc.) 
The Big Apple nu era insa un paradis ideal.Crimele, infractionalitatile, clanurile de gangsteri si mafioti din interiorul orasului , mizeria, bolile si saracia de la cartierele marginase ale orasului i-au patat imaginea in prima jumatate a secolului XX.Iar incendiile ca cel de la The Triangle factory, din 1911 si numarul crescut al victimelor din neglijenta reprezentau o problema frecventa.
Au fost necesare dezvoltarea serviciilor sanitare si de salubrizare si cresterea si mentinerea securitatii.

##### Generali americani

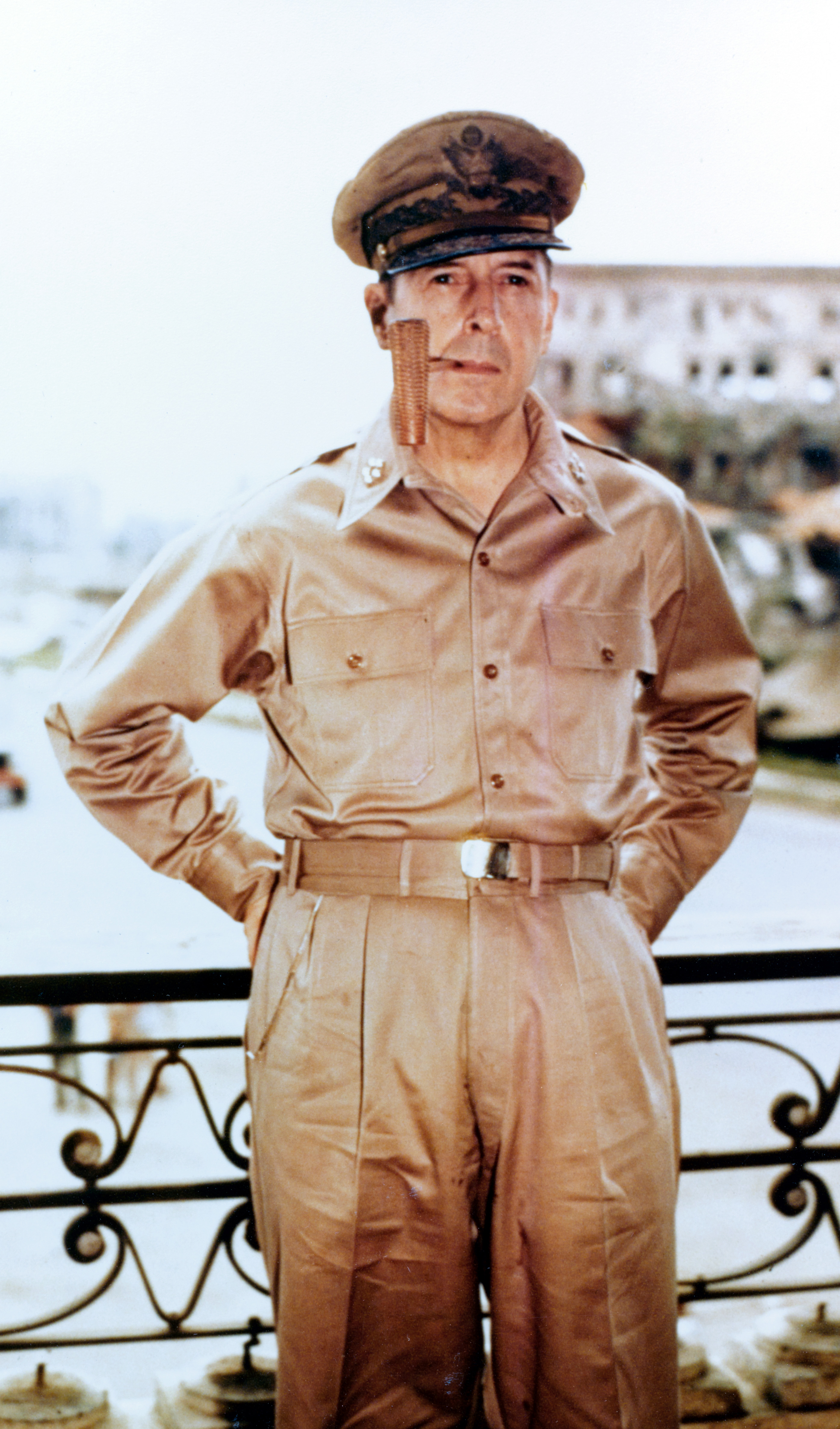
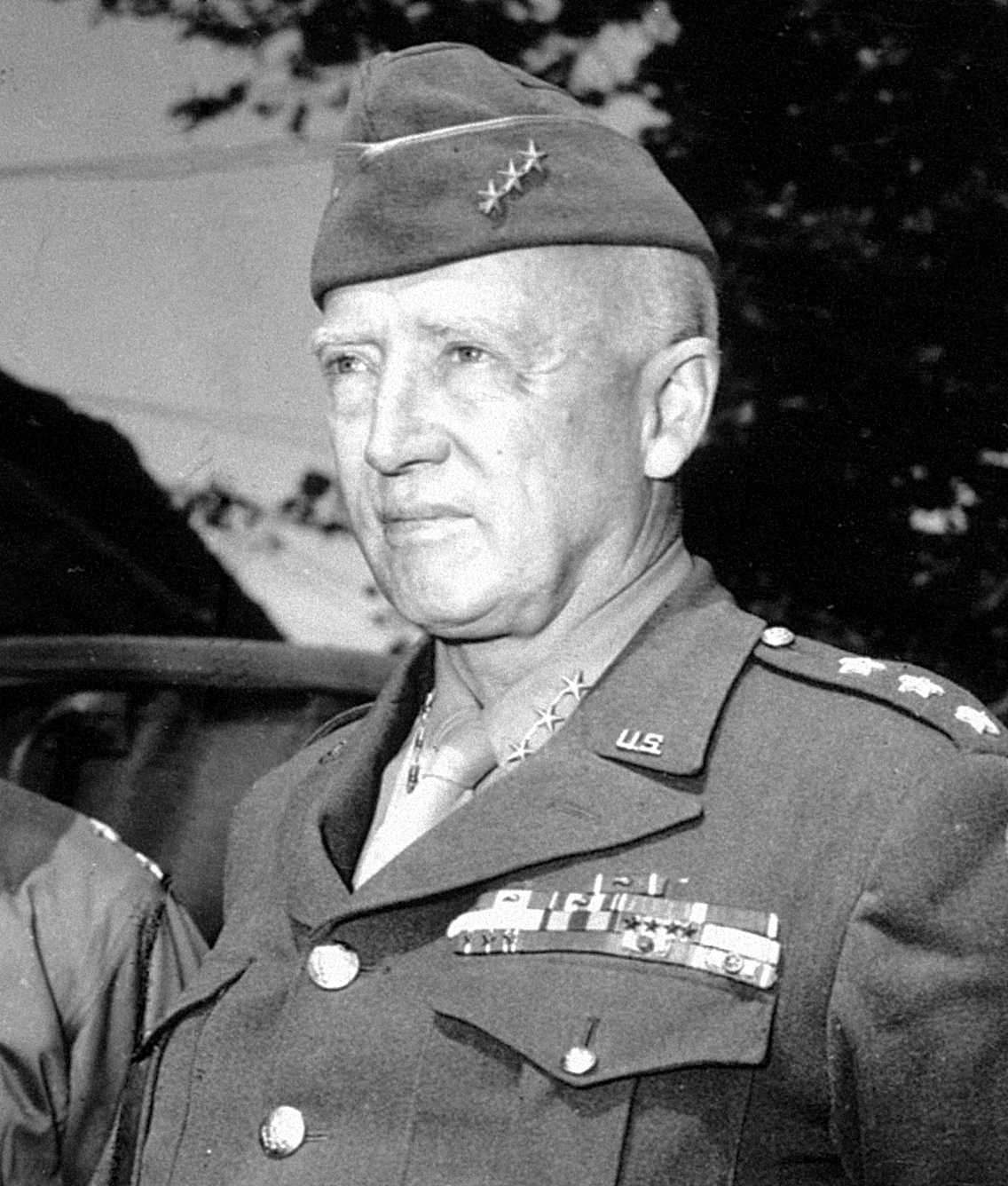
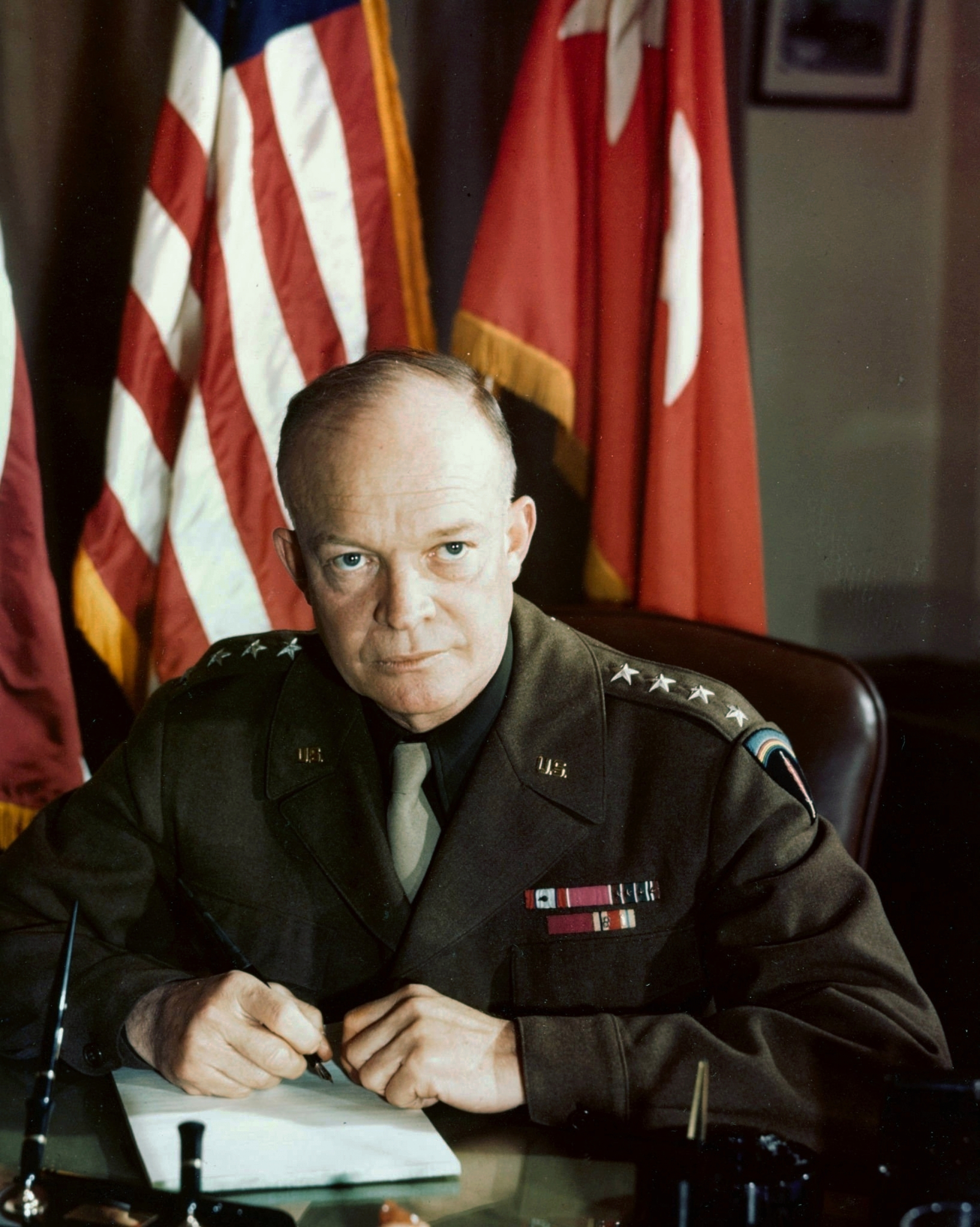
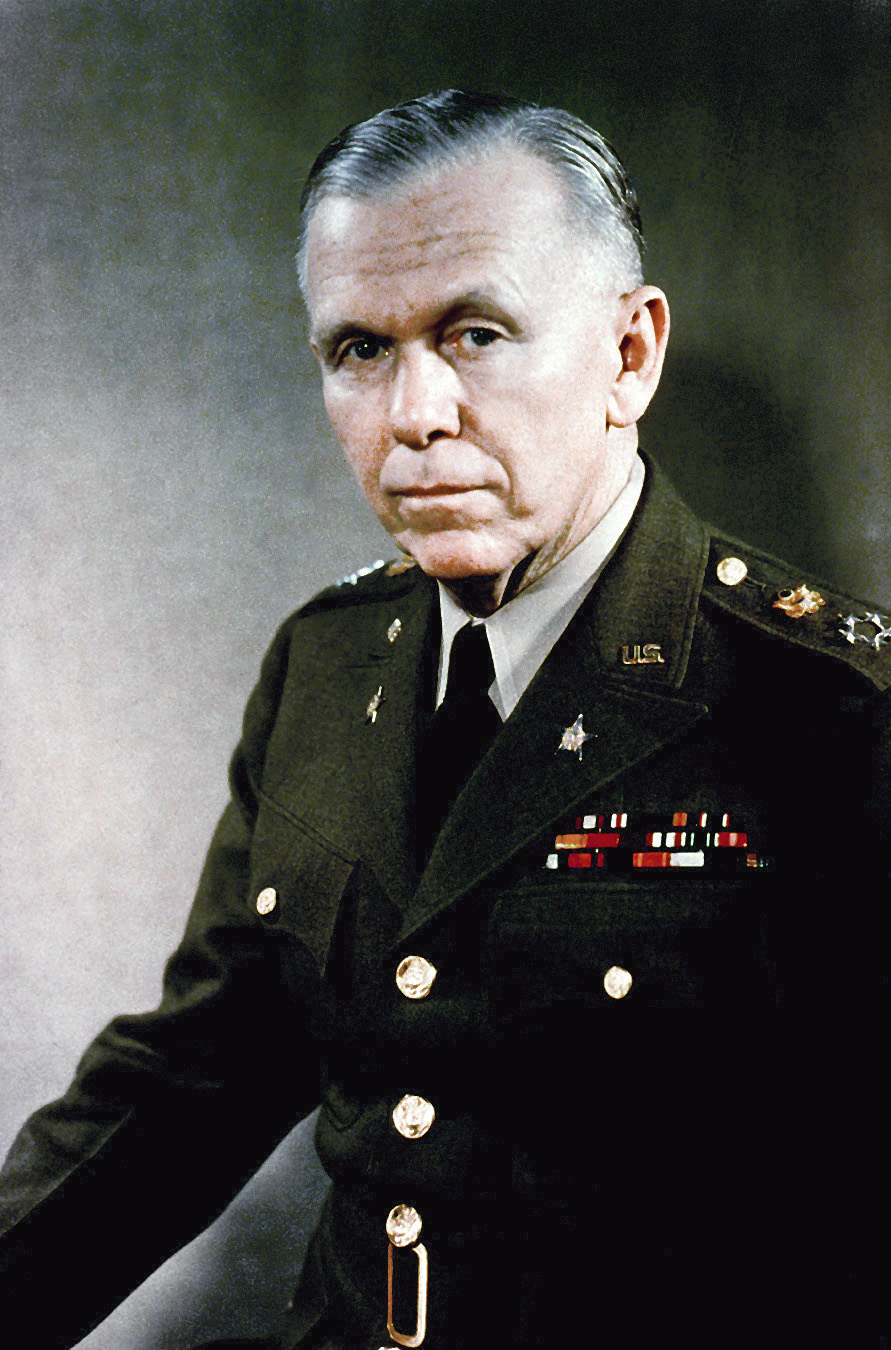
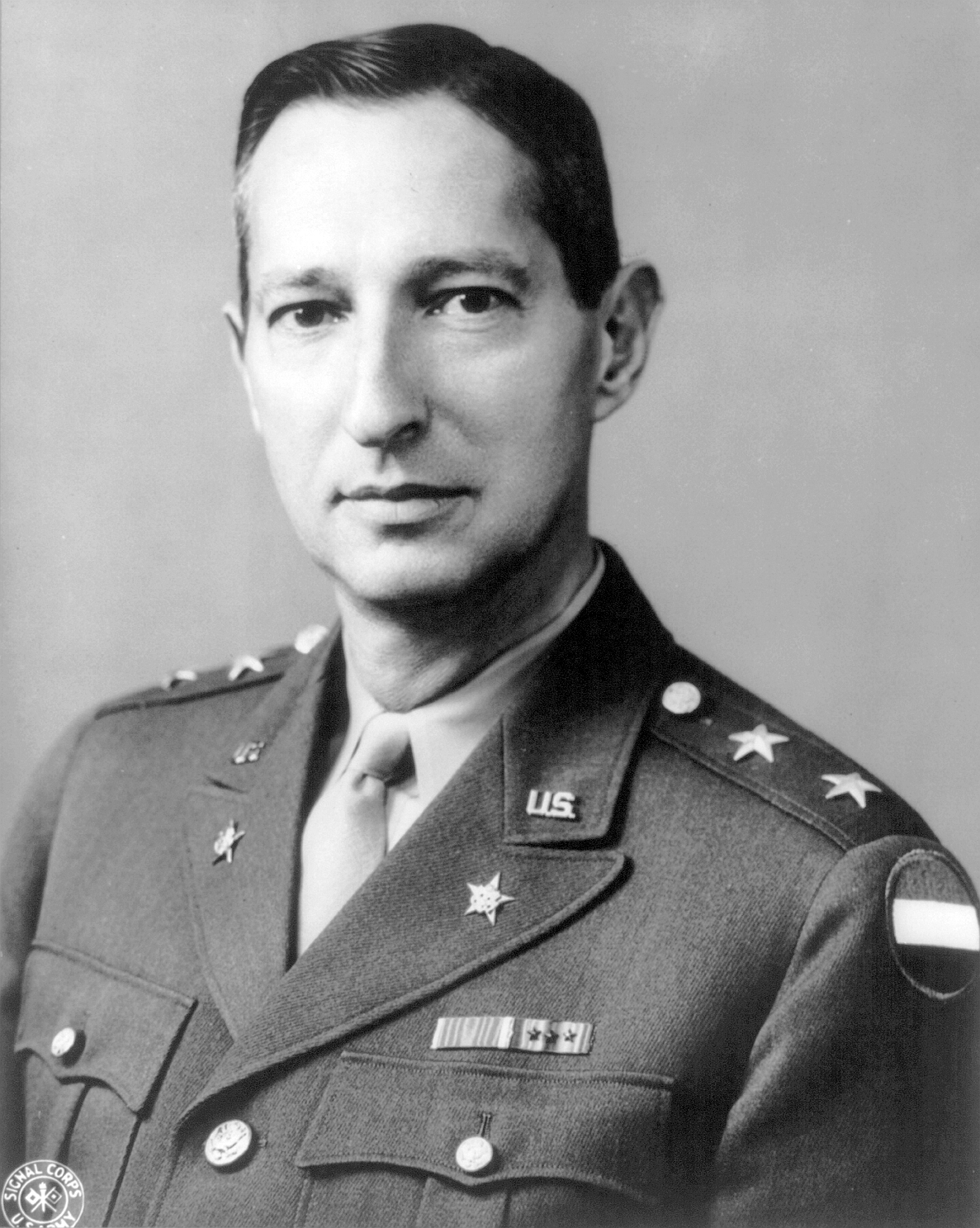
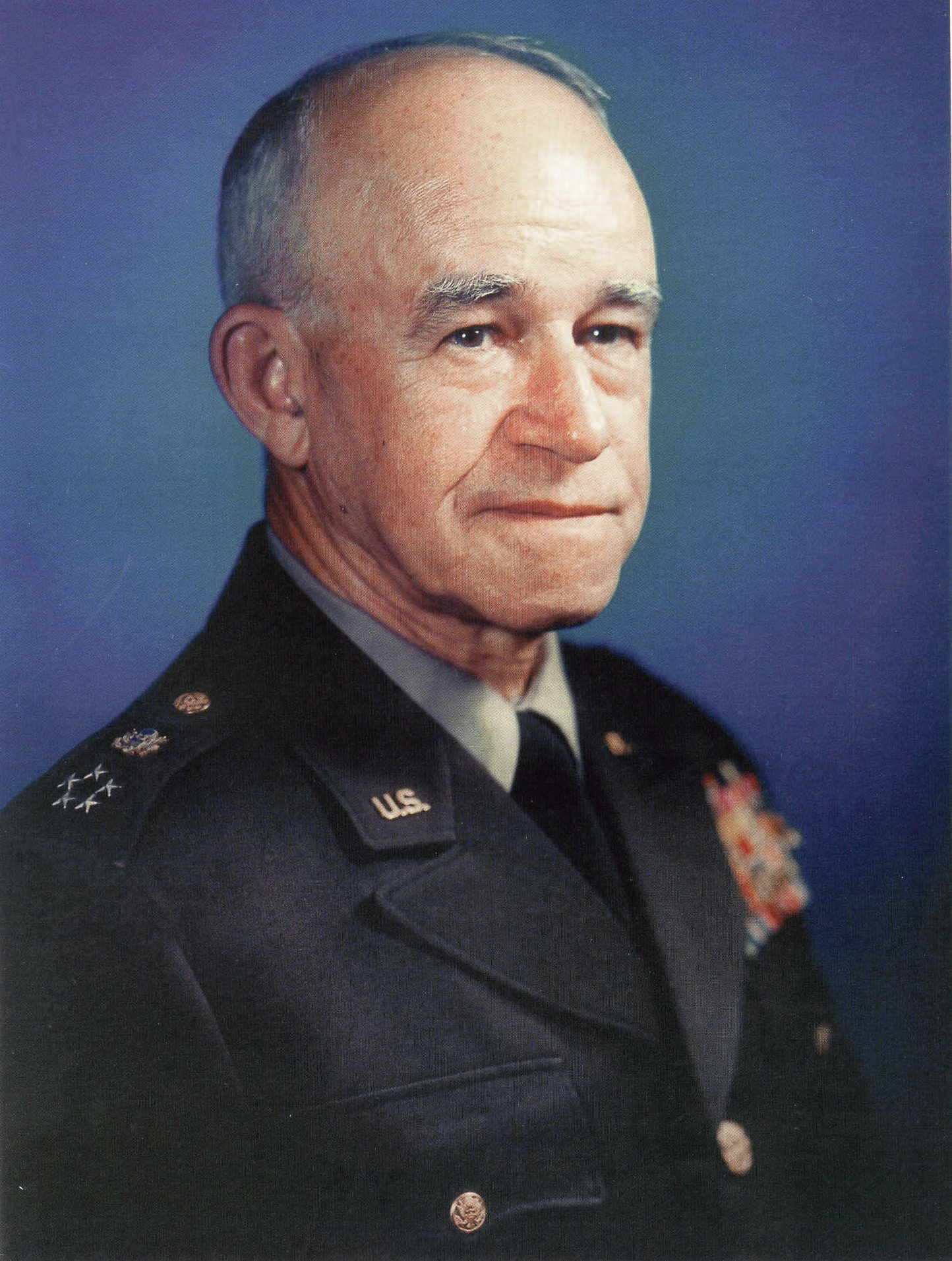

## Al Doilea Război Mondial

### Pearl Harbor

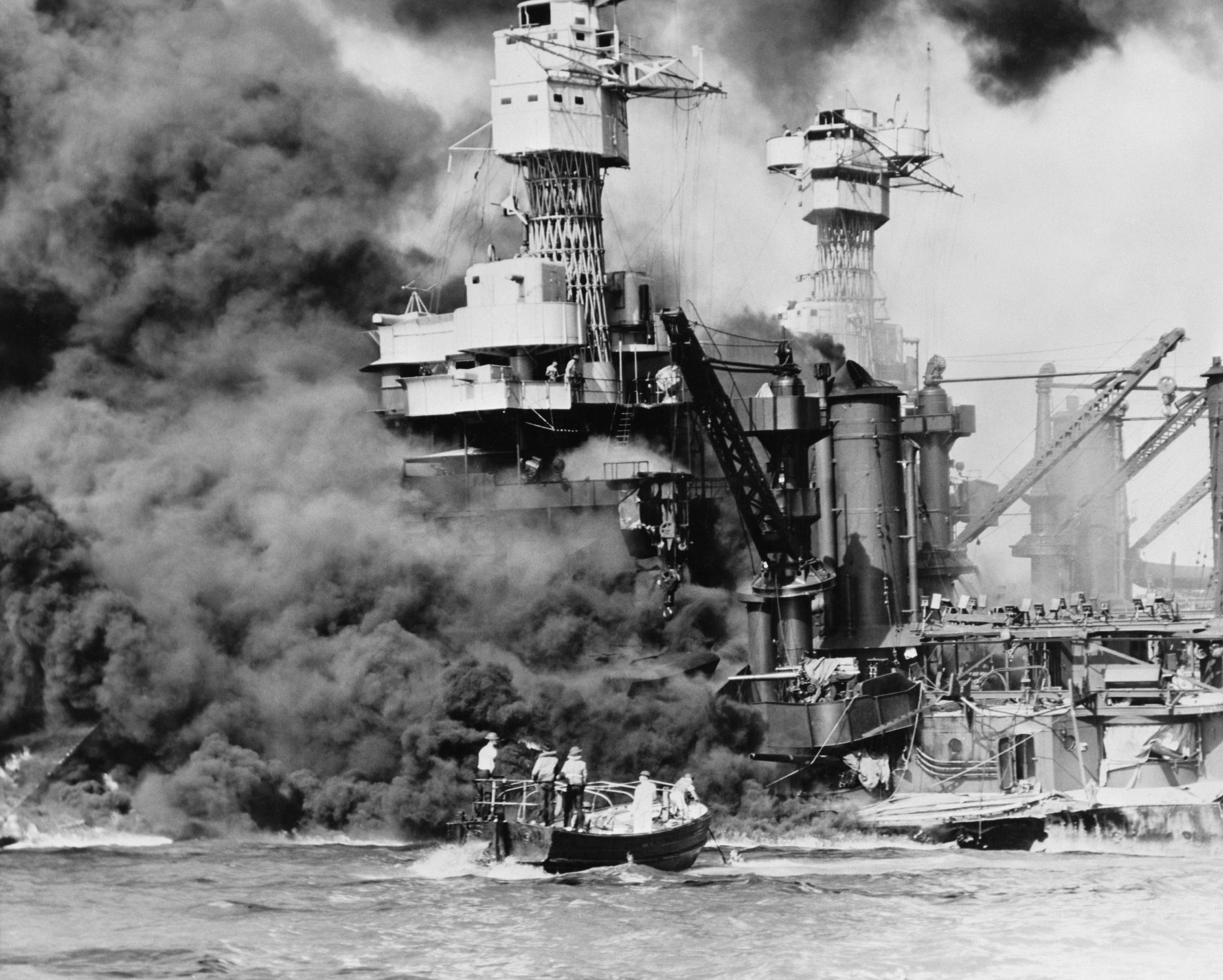
USS West Virginia, în timpul atacului de la Pearl Harbor

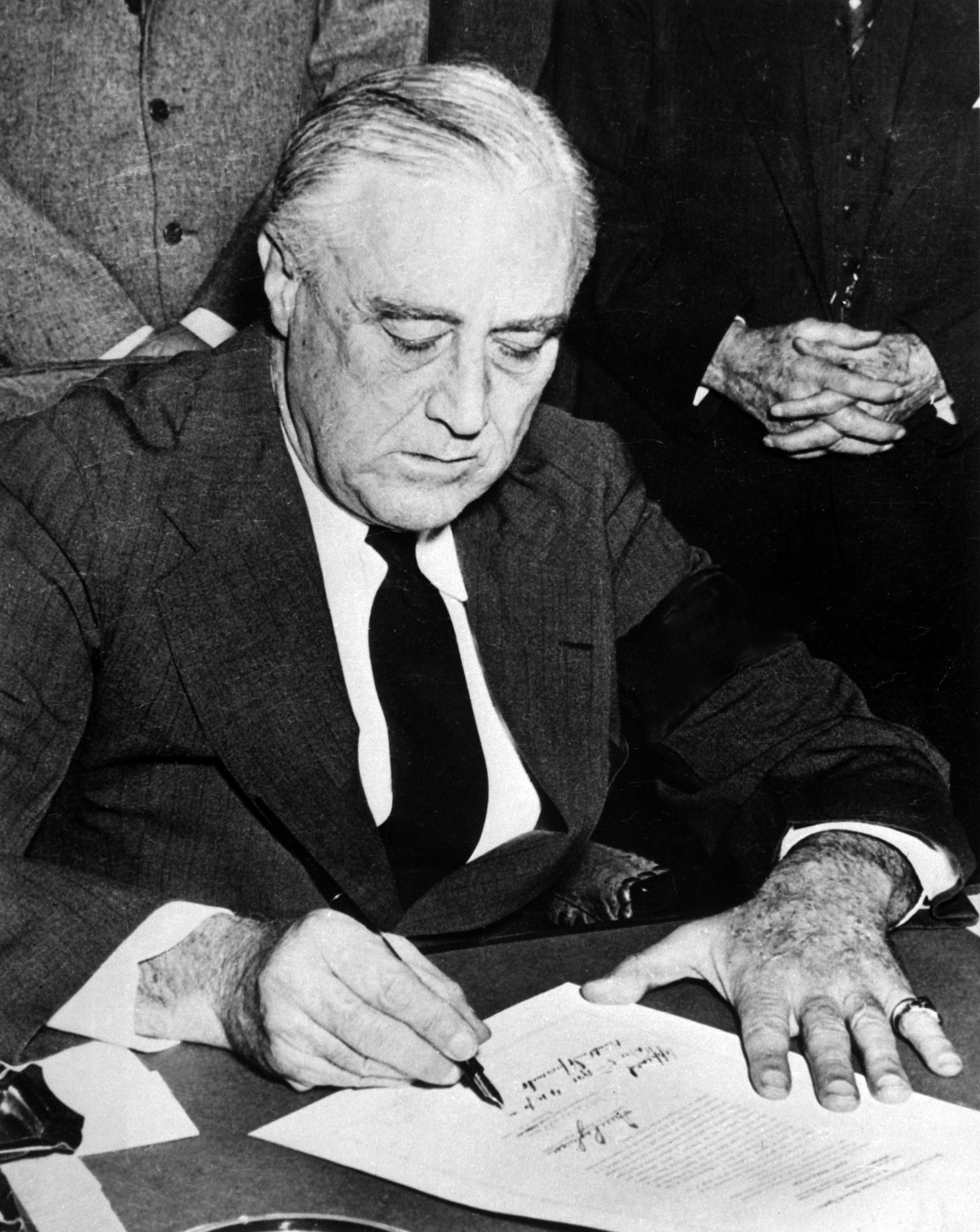
Franklin D. Roosevelt semnând declarația de război împotriva Japoniei

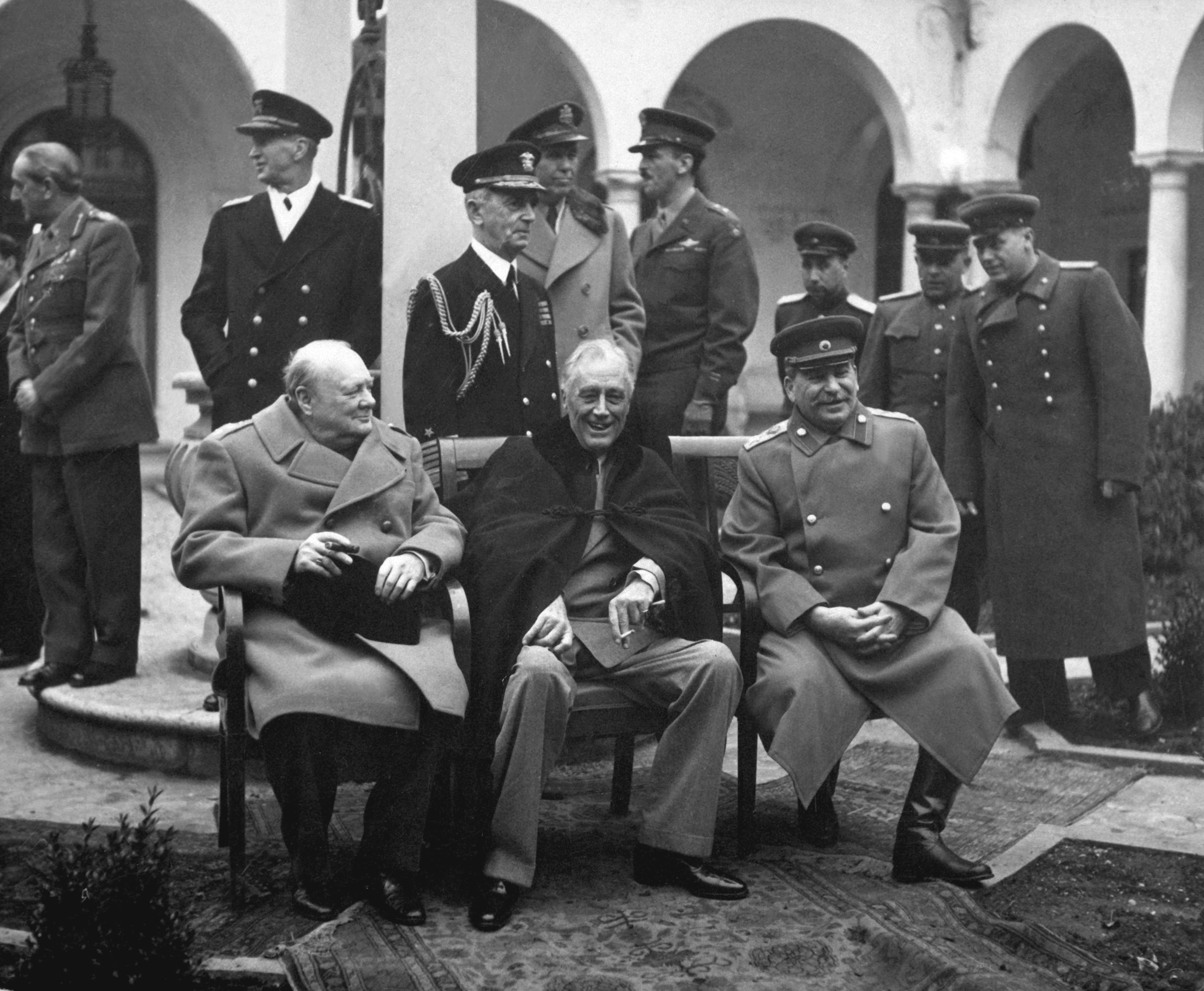
Conferința de la Ialta

Sentimentul de izolare cu privire la războaiele străine din America s-au atenuat, dar Statele Unite a refuzat din prima să intre în război, limitându-se la a oferi provizii și arme Marii Britanii, Chinei si Uniunii Sovietice. Sentimentul american s-a schimbat drastic cu Atacul de la Pearl Harbor, comis de avioanele japoneze, pe 7 decembrie 1941. Americanii au fost prinsi nepregatiti la momentul respectiv.Nu se credea ca Pearl Harbor va fi atacat de Japonia, situata la 4000 de mile, in ciuda semnalelor care au fost ignorate de militarii americani.Planul de atac pentru Pearl Harbor a fost inițiat la începutul anului 1941 de către amiralul Yamamoto, comandantul de atunci al flotei japoneze.Motivul: SUA a initiat blocada Japoniei si a inchis rutele comerciale spre Japonia.
Cele 171 de avioane din al doilea val au atacat Bellows Field de lângă Kaneohe, și Ford Island.Al doilea val a consistat din 171 de avioane: 54 B5N-uri, 81 de D3A-uri și 36 de A6M-uri, toate sub comanda locotenentul-comandor Shigekazu Shimazaki. 2.386 americani au murit (55 civili, majoritatea de proiectile anti-aeriene americane neexplodate care au căzut în zone populate) și 1.139 răniți. 18 vase au fost scufundate sau au eșuat, printre care 5 cuirasate.
SUA au intrat cu entuziasm in războiul împotriva Japoniei, Italiei, și Germaniei naziste.
Italia s-a predat în 1943, urmată de Germania și Japonia în 1945.Economia s-a dublat și triplat in dimensiune ca o mobilizare masivă industrială care a fost însoțită de salarii artificiale și controlul prețurilor. 16 milioane de oameni au intrat în armata (majoritatea au fost elaborate), în plus față de cele 300.000 de femei voluntare. După o serie de înfrângeri provocate de Japonia, US Navy au inversat balanta la Midway (iunie 1942), apoi s-a mutat inexorabil spre distrugerea totală a armatei japoneze. După invaziile la scară mică din Africa de Nord (1942) și Italia (1943), principalul efort american a fost o campanie de bombardament strategic care a distrus Luftwaffe-ul german, urmat de o invazie masivă in Franța în 1944.

### D-Day

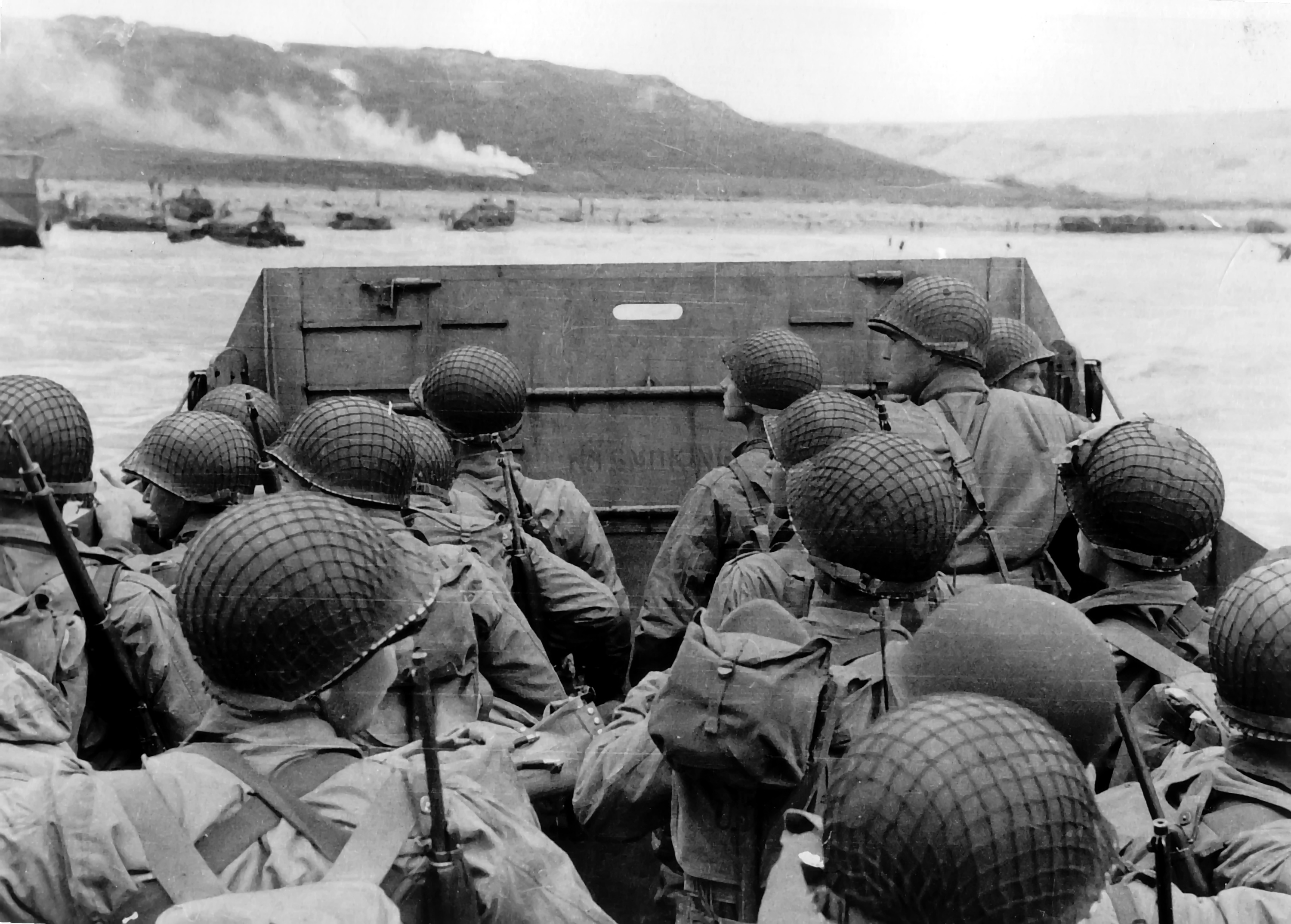
Approaching Omaha

Bătălia pentru Normandia a fost purtată în 1944 între forțele germane și forțele Aliaților ca parte a celui de-al doilea război mondial. Numele de cod al invaziei aliate a fost Operațiunea Overlord și s-a desfășurat între 6 iunie – 19 august 1944, când Aliații au traversat Sena, sau, după alți autori, 25 august, când a fost eliberat Parisul. Debarcarea din Normandia rămâne până în zilele noastre cea mai mare operațiune amfibie din istorie, care a implicat participarea a aproape trei milioane de soldați, care au traversat Canalul Mânecii din Anglia în Normandia.

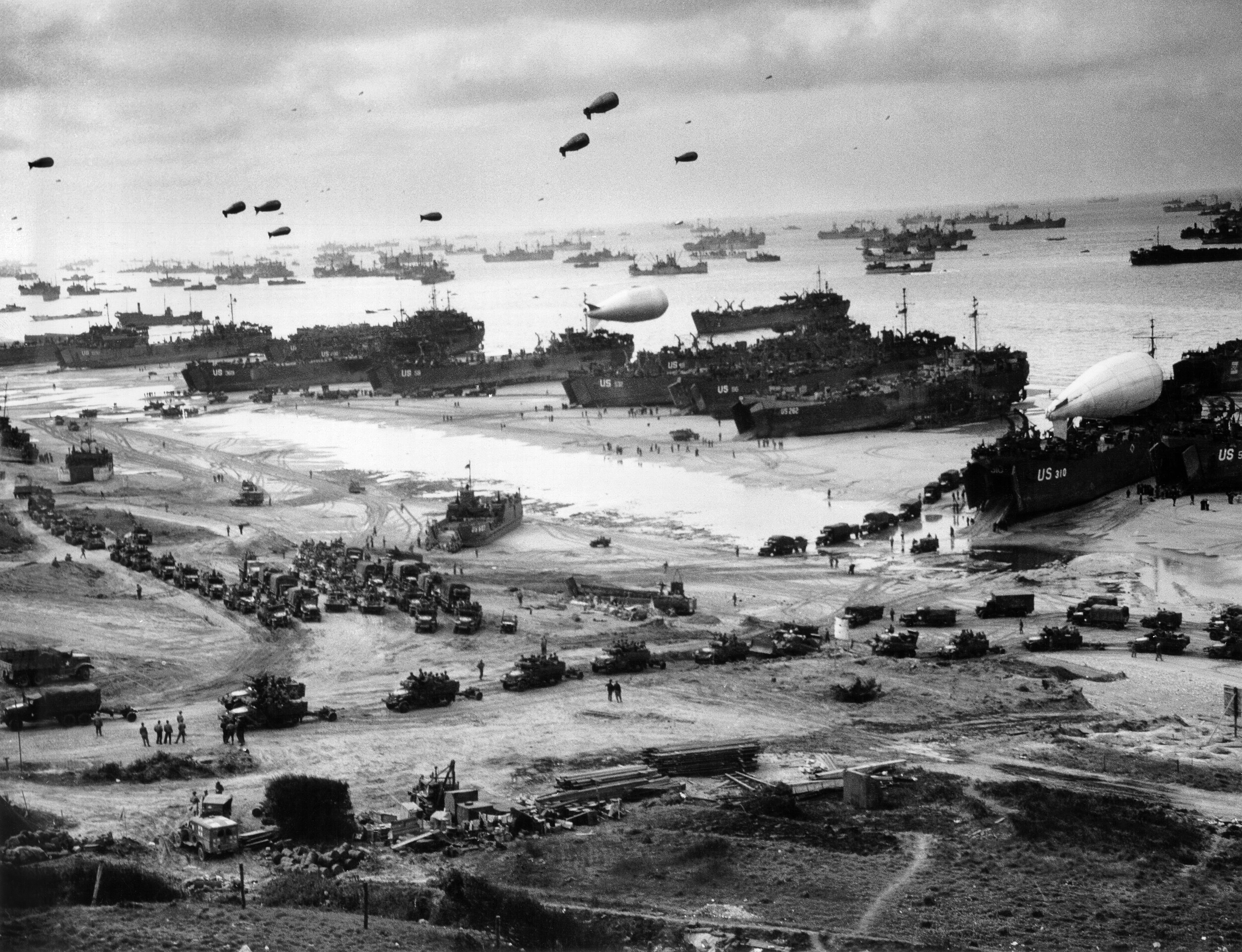
NormandySupply edit

Primele forțe aliate care au intrat în luptă în Normandia au fost din Canada, Regatul Unit și Statele Unite. După primul val de invazie, au fost debarcate forțe substanțiale ale Franței Libere și Poloniei plus contingente mai mici din Belgia, Cehoslovacia, Grecia, Olanda și Norvegia.Invazia din Normandia a început cu acțiunile aeropurtate ale trupelor de parașutiști și ale infanteriei transportate cu planoare și cu atacuri masive ale aviației, artileriei navale, din noaptea de 5/6 iunie. În dimineața zilei de 6 iunie a fost declanșată acțiunea amfibie de debarcare pe plajele Normandiei. Forțele destinate acțiunii au început deplasarea în Ziua Z din porturile de pe coastele sudice ale Angliei, cel mai important dintre ele fiind Portsmouth. Bătălia din Normandia a continuat pentru mai mult de două luni, trecând prin fazele de stabilire, extindere a capetelor de pod și mai apoi de eliberare a teritoriului Normandiei. 
Peste 29.000 de soldati americani au fost ucisi si 106.000 răniți și dispăruți.In ciuda sacrificilor, aceste acțiuni au dus la închiderea pungii de la Falaise și la eliberarea Parisului la sfârșitul luni august 1944, la distrugerea rezervelor de combustibil si fabricilor de armament si bazelor militare naziste.Debarcarea in Normandia a fost un prim pas important pentru infrangerea lui Hitler.
Forțele americane s-au întâlnit cu forțele sovietice mărșăluind în Germania de est, in mai 1945. În general, întreaga națiune a fost transformat într-o mare mașină de război, care a afectat societatea mai mult decat orice alt conflict purtat de Statele Unite, cu excepția, poate, Războiul Civil.2.5 milioane de afro-americani au participat in razboi. 
După ce a câștigat alegerile cu amar pentru a patra oara, sănătate lui Roosevelt s-a deteriorat și a murit pe 12 aprilie 1945 in urma unui accident celebral.

### Viața în America în timpul războiului

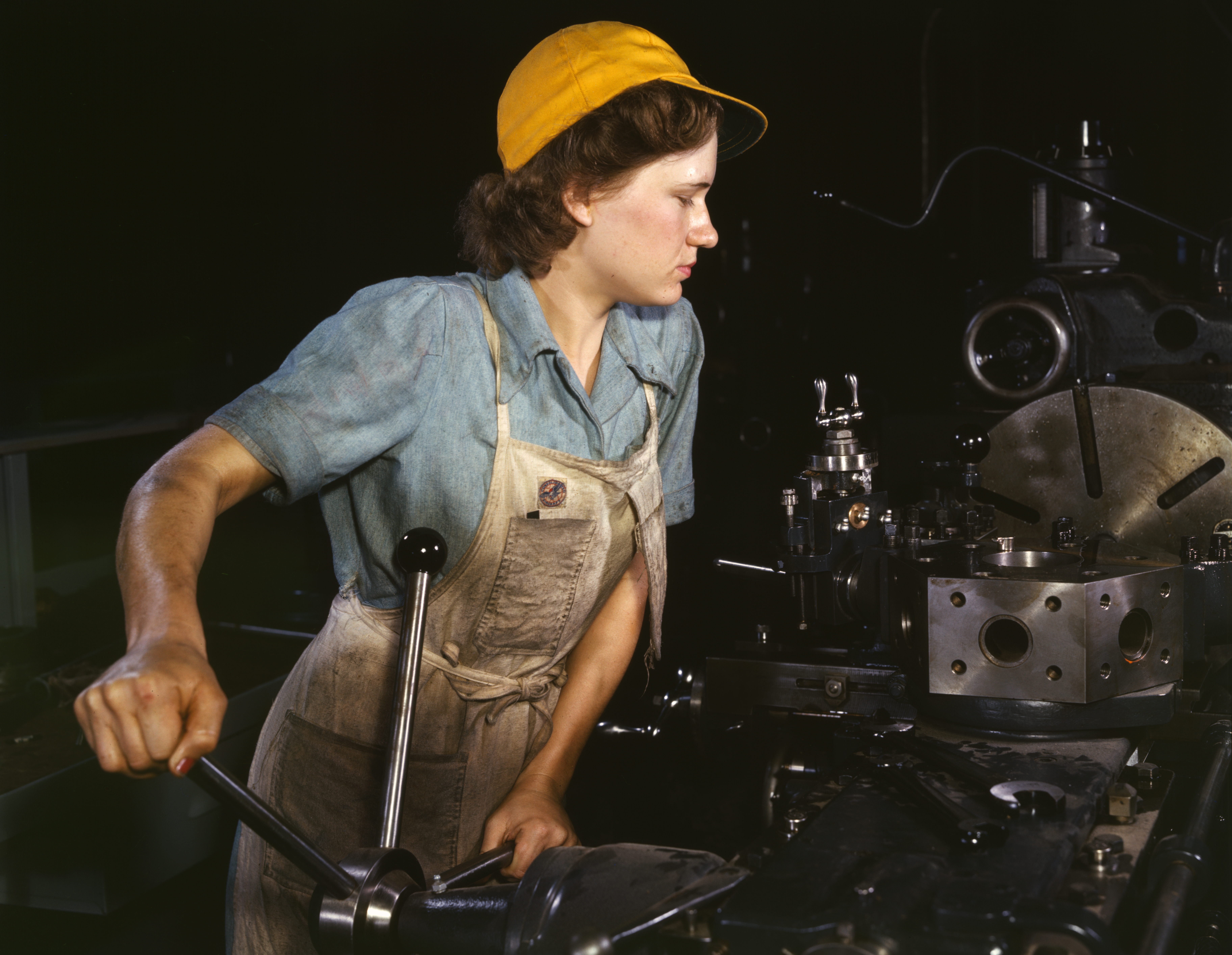
WomanFactory1940s

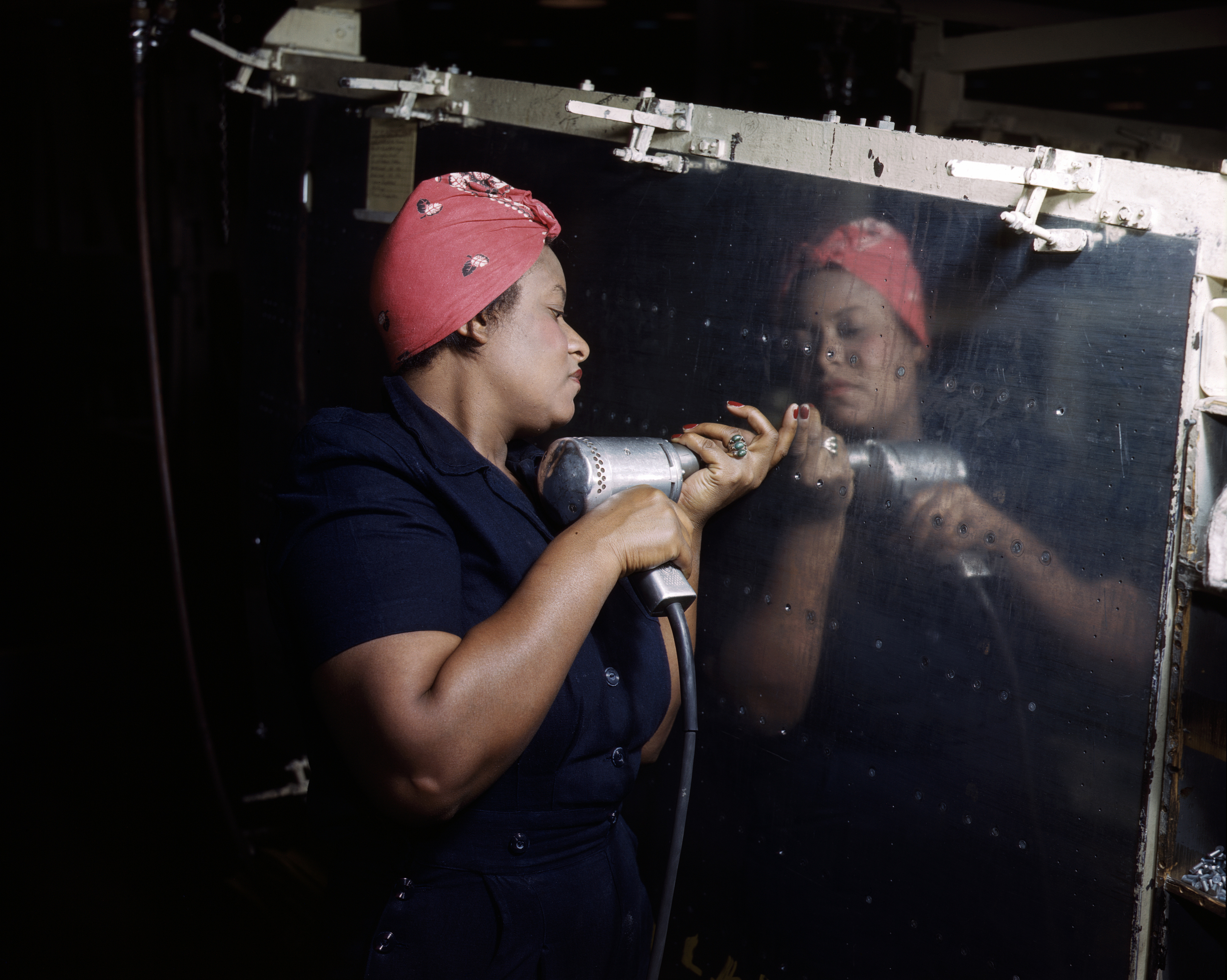
Rosie the Riveter (Vultee) DS

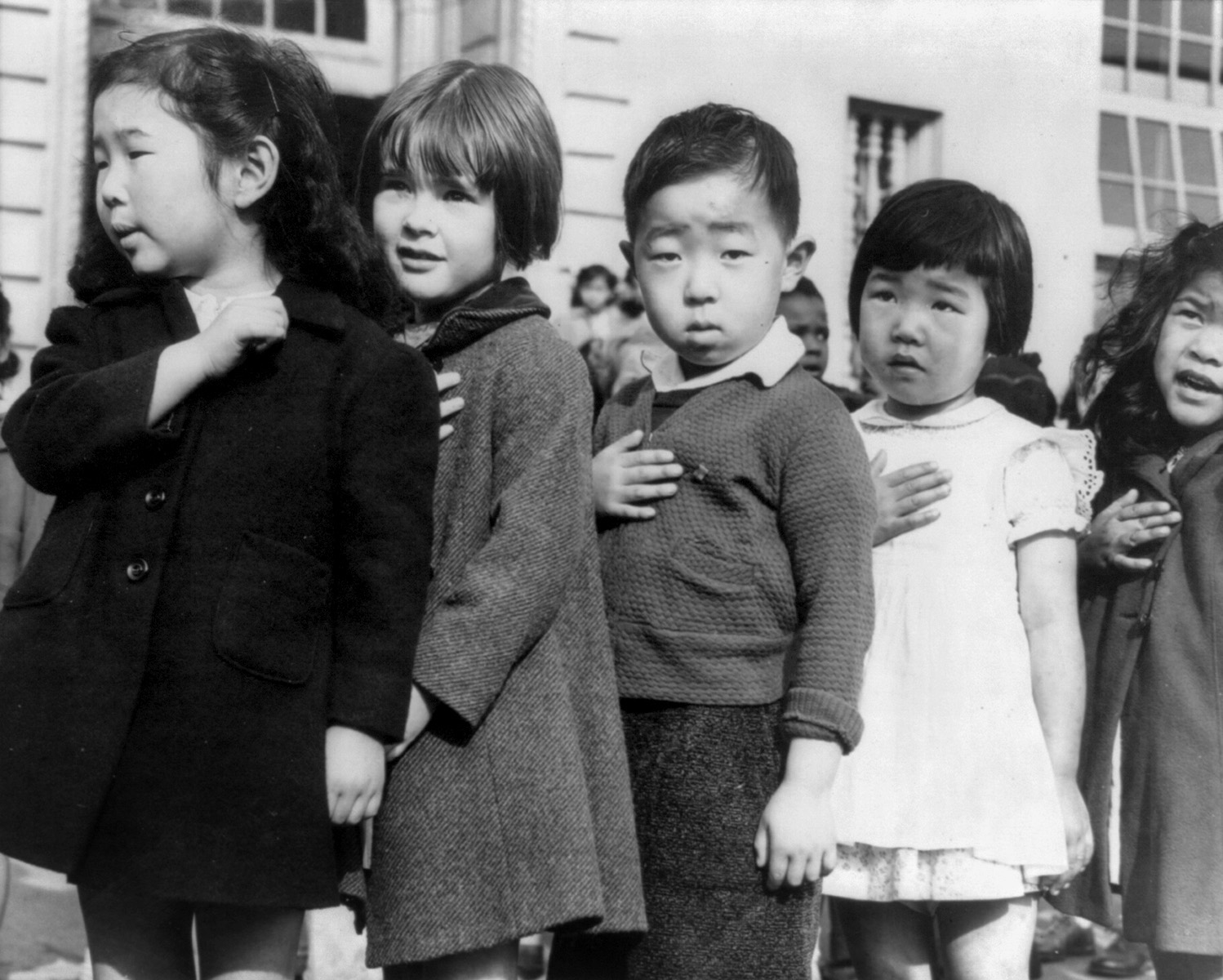

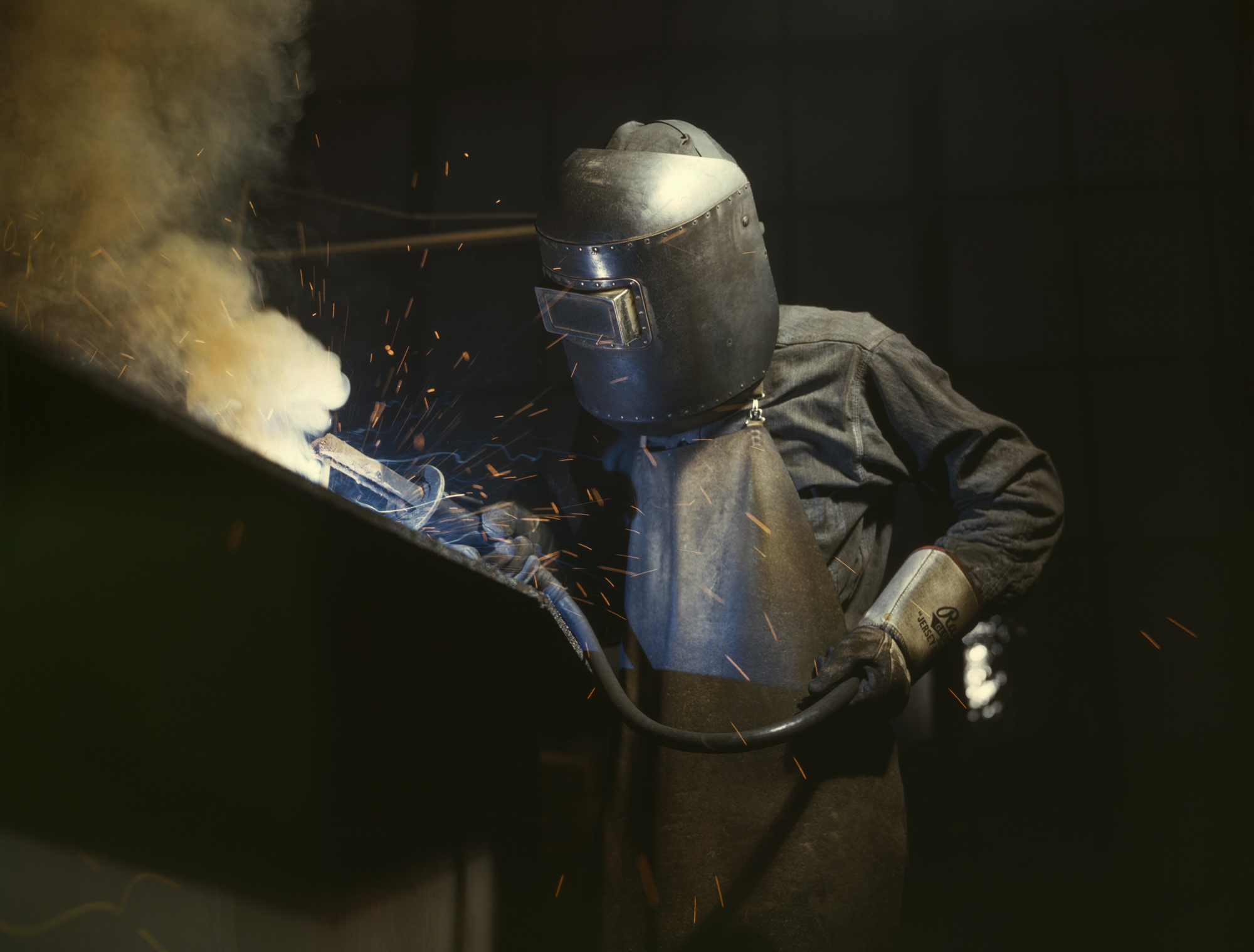

Principalele contribuții ale SUA la efortul de război a cuprins bani, producția industrială, alimente, petrol, inovația tehnologică, și (mai ales in 1944-1945), soldați. Scopul a fost maximizarea producției economice a națiunii. Rezultatul de ansamblu a fost o creștere dramatică a PIB-ului, exportul unor cantități mari de bunuri pentru aliații lor și forțelor americane din străinătate, șomajul scăzând drastic și are loc o creștere a consumului civil, chiar daca 40 % din PIB-ul era destinat efortului de război. Acest lucru a fost realizat de zeci de milioane de muncitori ce au trecut de la ocupații cu productivitate scăzută la locurilor de muncă de înaltă eficiență, ce duc la creșterea productivității prin îmbunătățirea tehnologiei și de management, și ocuparea forței de muncă activă cu studenți, pensionari, casnici și șomerii, și creșterea orelor de muncă. A fost obositor, activitățile de petrecere a timpului liber au scăzut brusc. Oamenii au tolerat orele de lucru suplimentare, deoarece din patriotism, salariul de încredere a fost doar "pe durata" și s-a revenit la normal de îndată ce războiul a fost câștigat. Cele mai multe bunuri de folosință îndelungată au devenit indisponibile, iar carnea, hainele si benzina au fost raționalizate. În zonele industriale, locuințele au fost aprovizionate ca oamenii sa trăiască înghesuiți si sa crească natalitatea. Prețurile și salariile au fost controlate, iar americanii au salvat o porțiune mare din veniturile lor, ceea ce a dus la o creștere reînnoita, după război, în loc de o revenire la depresie.
Politica fiscală federala a fost foarte controversată în timpul războiului, cu președintele Franklin D. Roosevelt care lupta cu un Congres conservator. Toată lumea a fost de acord asupra necesității de taxele mari pentru a plăti pentru război. Roosevelt a încercat fără succes să impună un impozit de 100% pe venituri de peste 25.000 de dolari (echivalentul a 331.683 dolari de azi), în timp ce Congresul a extins baza de jos. Prin 1944, aproape fiecare persoană angajată a contribuit la plata impozitelor federale pe venit (comparativ cu 10 % în 1940). 
Multe controale au fost puse asupra economiei. Cele mai importante au fost controlul prețurilor, impusă majorității produselor și monitorizat de către Office of Price Administration. Salariile au fost, de asemenea, controlate. Corporațiile au fost inspectate de numeroase agenții, în special War production Board (WPB) și War and Navy departments, care au avut puterea de cumpărare și prioritățile pe care în mare parte au remodelat și extins producția industrială. 
Anvelopele si benzina erau drastic raționalizate. Prin 1943 , guvernul a emis cupoane de rație pentru a achiziționa mașini de scris, zahăr, benzină, biciclete, încălțăminte, păcură, mătase, nailon, cafea, sobe, pantofi, carne, brânză, unt, margarina, produsele alimentare conservate, fructe uscate, gem, și multe alte elemente. 

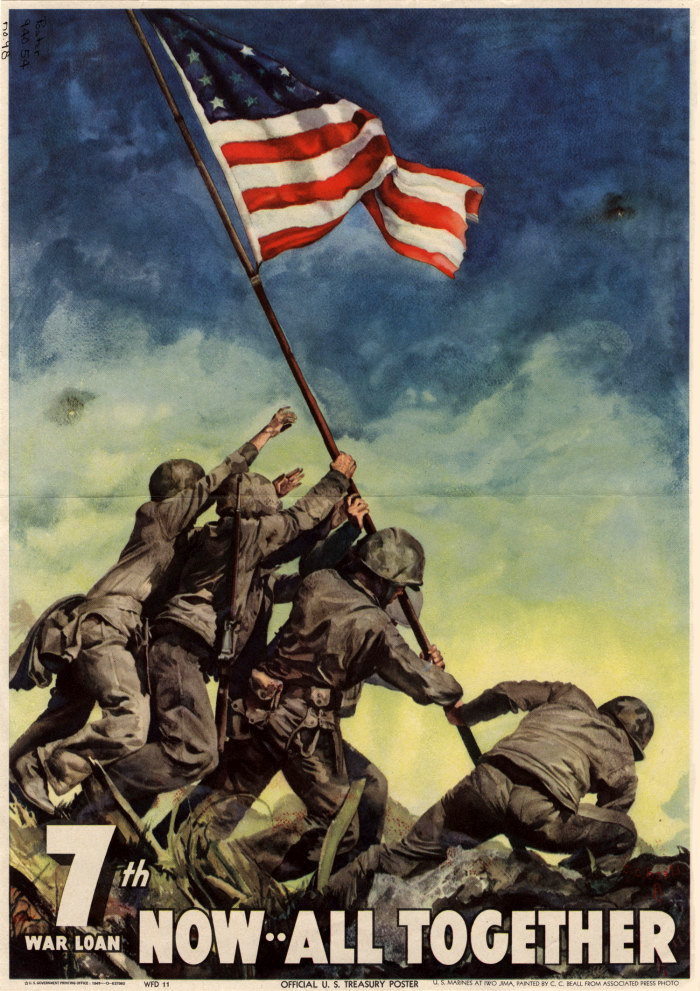

Unele produse, cum ar fi noile automobile și aparate nu au mai fost fabricate. Sistemul de raționalizare nu se aplica produselor utilizate (cum ar fi haine sau mașini). Sistemul de rație a fost complex și confuz, dar un nivel ridicat de patriotism l-a făcut acceptabil ca oamenii sa se ajute reciproc.
Fiecare persoană dintr-o gospodărie a primit o cartelă de rație, inclusiv copiii și sugarii. Atunci când achiziționează benzina, un șofer a trebuit să prezinte o cartelă de gaz, împreună cu o cartelă de rație și bani. Cupoanele de rație au fost valabile doar pentru o perioadă stabilită pentru a preveni acumularea. Toate formele de curse de automobile au fost interzise, inclusiv Indianapolis. 
Oamenii au avut mai mulți bani, așa că i-au economisit, mai ales în obligațiuni de economii guvernamentale.
Problema șomajului s-a încheiat în Statele Unite, când a urcat producția de război care a creat milioane de noi locuri de muncă. 
Femeile s-au alăturat forței de muncă pentru a înlocui bărbații care s-au înrolat. Roosevelt a declarat că eforturile făcute de civili la domiciliu pentru a sprijini războiul prin sacrificii personale a fost critic pentru câștigarea războiului in urma eforturile depuse de soldați. "Rosie Riveter" a devenit un simbol al femeilor aflate în producție. Efortul de război a adus schimbări semnificative în rolul femeilor în societate ca un întreg.
Lipsa forței de muncă s-a simțit în agricultură. Un mare număr de voluntari s-au mutat la orașe pentru locurile de muncă din fabrică. În unele zone, școlile au fost închise temporar la momentul recoltării, pentru a permite elevilor să lucreze. Aproximativ 400.000 de prizonieri germani de război au fost folosiți ca muncitori agricoli, atât în timpul și imediat după război. Industria a apelat la băieți și fete de vârsta adolescentei pentru a înlocui muncitorii plecați pe front. Prin 1943 aproape trei milioane de adolescenți americani și fete au lucrat în domenii americane și fabrici. În procesul de a aduce un număr mare de copii în forța de muncă, războiul a schimbat viețile multor adolescenți. Atrași de salariile mari în timpul războiului, si-au păstrat locurile de muncă și au uitat de educația lor. Între 1940 și 1944, numărul de lucrători adolescenți din America a crescut cu 1,9 milioane.
Aproximativ 100.000 de cetățeni japonezi de pe Coasta de Vest și copiii lor au fost internați de către guvernul SUA. Ei au fost trimiși în lagăre interioare. Canada a urmat o politică similară. 100.000 de japonezi americani din Hawaii nu au fost îngropați. Taberele de americani au fost închise în 1944.

### O nouă armă

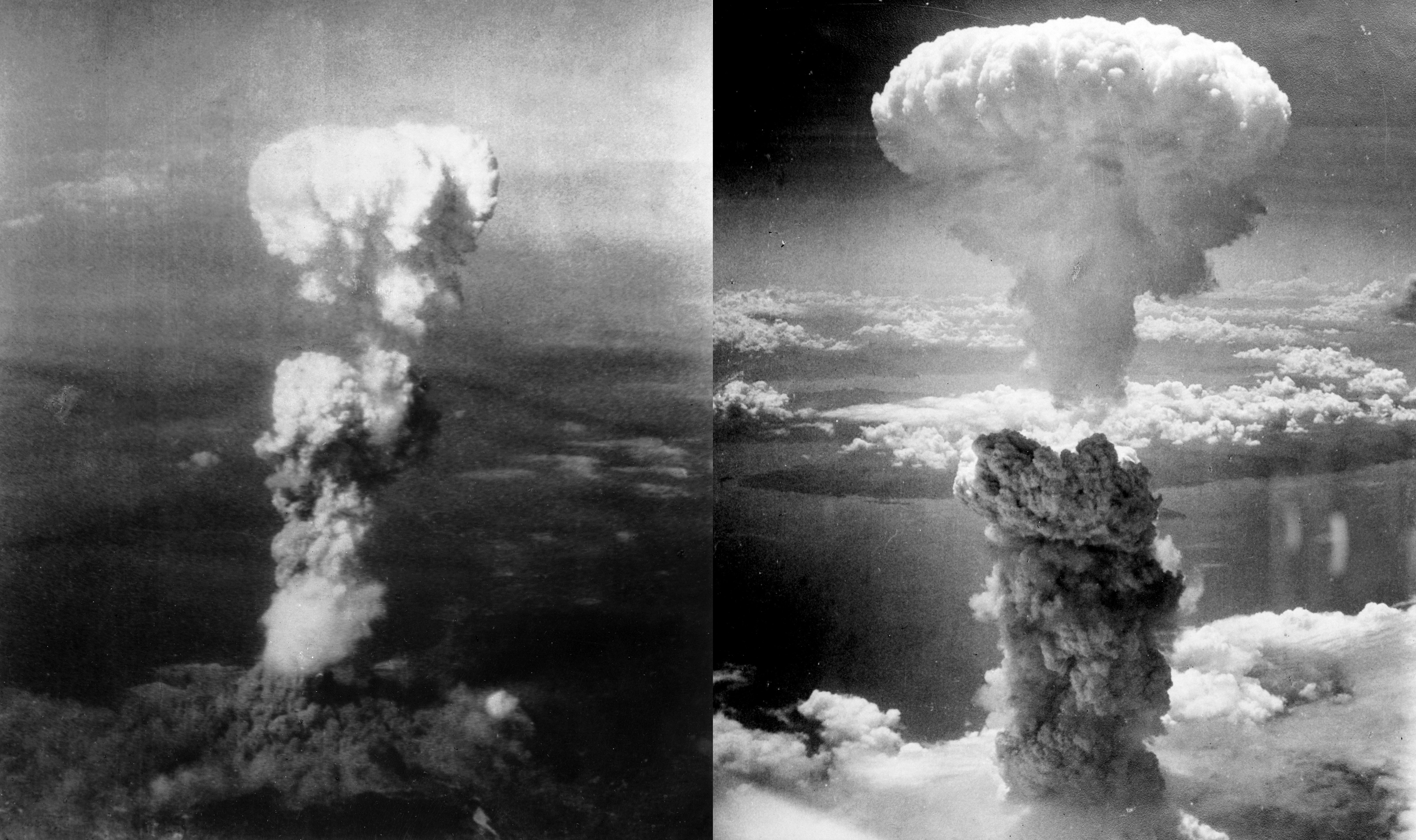

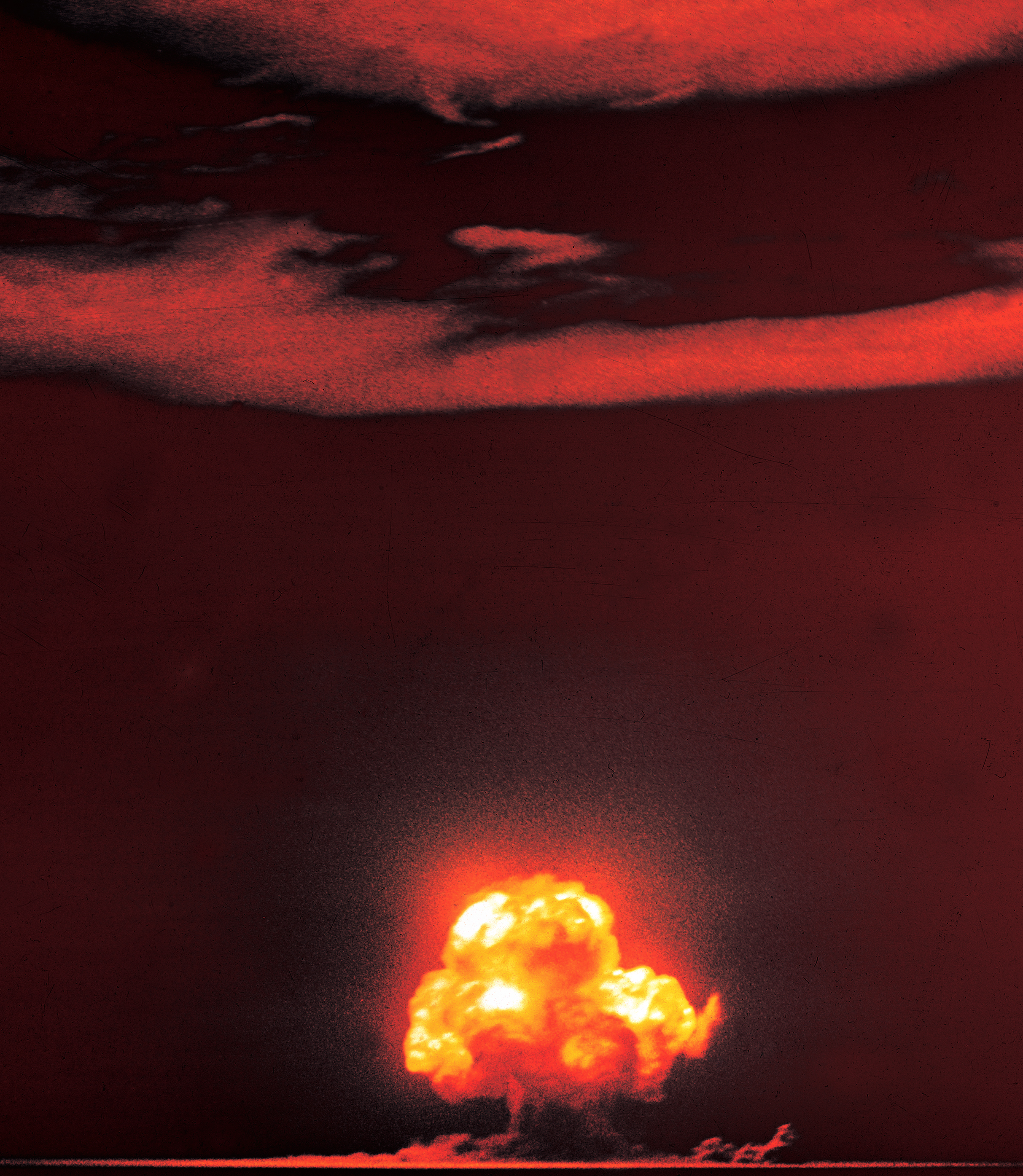
Trinity

Vice-presedintele Harry S. Truman a continuat politica de razboi a predecesorului sau, dar a schimbat cabinetul.
Dupa bataliile grele de la Midway, Iwo Jiwa si Okinawa impotriva Imperiului Japonez, americanii au reusit sa-i respinga pe japonezi de pe insulele din Pacific, in timp ce sovieticii ii respingeau din Asia de Sud-Est.Dar japonezii nu doreau sa capituleze in ciuda faptului ca au rămas fără resurse, japonezii erau dispusi sa lupte si sa reziste pana la moarte.Nefiind dispus sa riste o invazie asupra Japoniei în care ar putea pierde un milion de soldati de americani, Truman a hotarat ca era necesara o noua arma care sa incheie definitiv razboiul.
Pe 16 iulie 1945, la Los Alamos, New Mexico, in cadrul proiectului Manhattan, a fost testata o noua arma de distrugere in masa, o arma care va pune capat celui mai sangeros o arma care va schimba omenirea: bomba atomică. 
Fiindca Japonia a refuzat capitularea, pe 6 august 1945, SUA a lansat bomba atomica Little Boy asupra orasului japonez Hiroshima, urmând ca pe 9 august sa lanseze cea de-a doua bomba Fat Man la Nagasaki. Peste 150.000–246.000 de japonezi din ambele orase au murit instantaneu sau lent de pe urma radiatilor. Japonia a capitulat cateva zile mai tarziu si a fost ocupata de trupele americane conduse de Douglas MacArthur. Tratatul de pace care va pune capat celui mai sangeros razboi din istorie a fost semnat la 2 septembrie, pe nava americana Missouri.

## Epoca postbelică

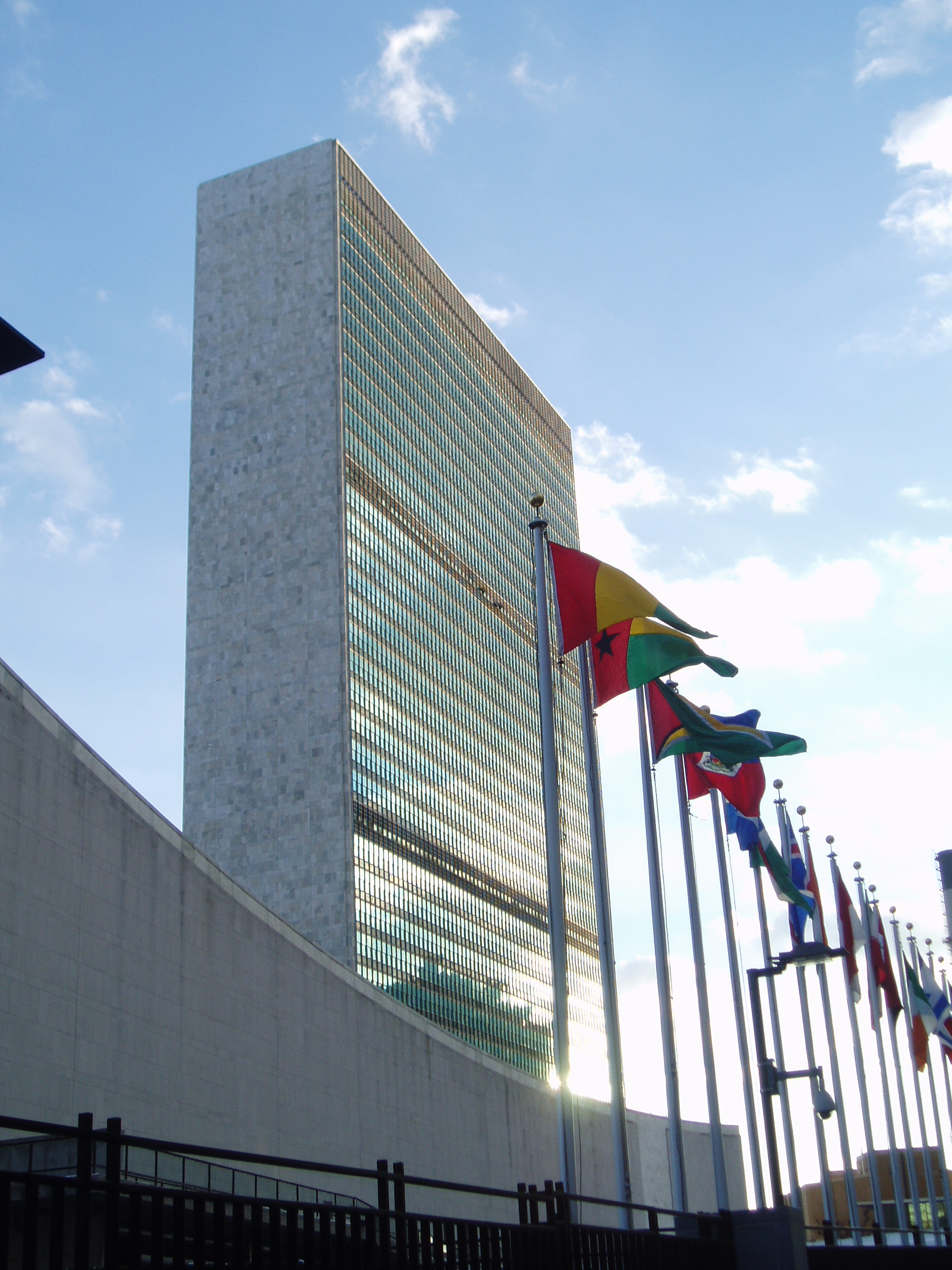

1945 a marcat sfârșitul unei ere. În politica externă, Națiunile Unite au fost înființate pe 24 octombrie 1945, pentru a servi ca un organism mondial pentru a ajuta la prevenirea viitoarelor razboaie mondiale. Printr-un vot de 65-7, Senatul Statelor Unite, la 4 decembrie 1945, a aprobat tratatul care a stabilit participarea deplină americana la ONU, cu un drept de veto în Consiliul de Securitate. 
Temerile de o depresie după război nu s-au materializat, datorita stocului mare de economii. Generatia Baby Boom a început odata cu intoarcerea vereranilor, mulți deplansandu-se în suburbiile ce se extind rapid. Optimismul a fost semnul distinctiv al unei noi epoci de pace si prosperitate.SUA devenise mult mai bogata si mai prospera decat inainte, devenind superputerea numarul 1 de azi.
Dar zorii unui nou razboi cu o alta superputere estica se iveau la orizont...